# Emscherkunst.2010

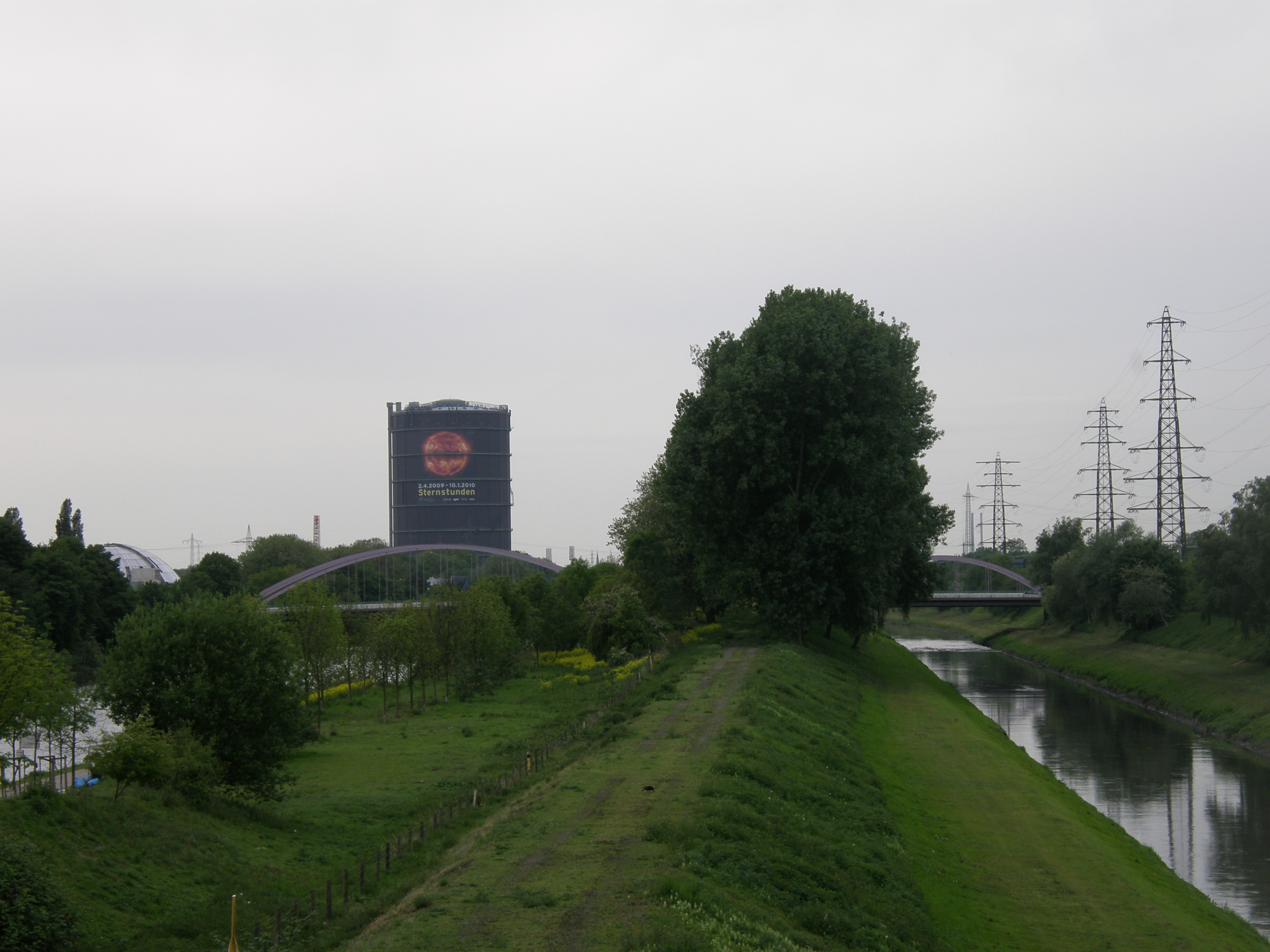
Die Emscherinsel bei Oberhausen

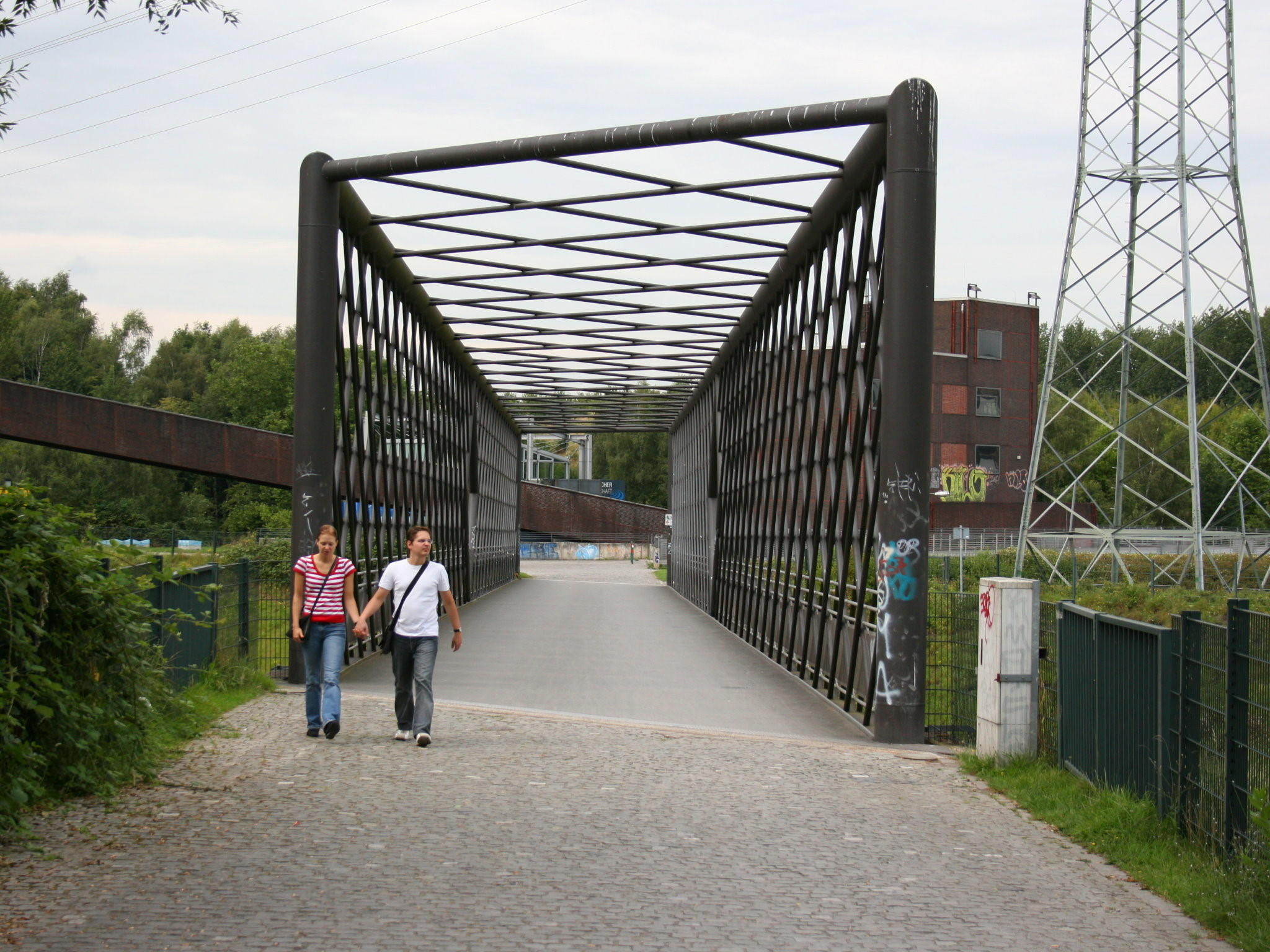
Brücke über die Emscher im Nordsternpark in Gelsenkirchen

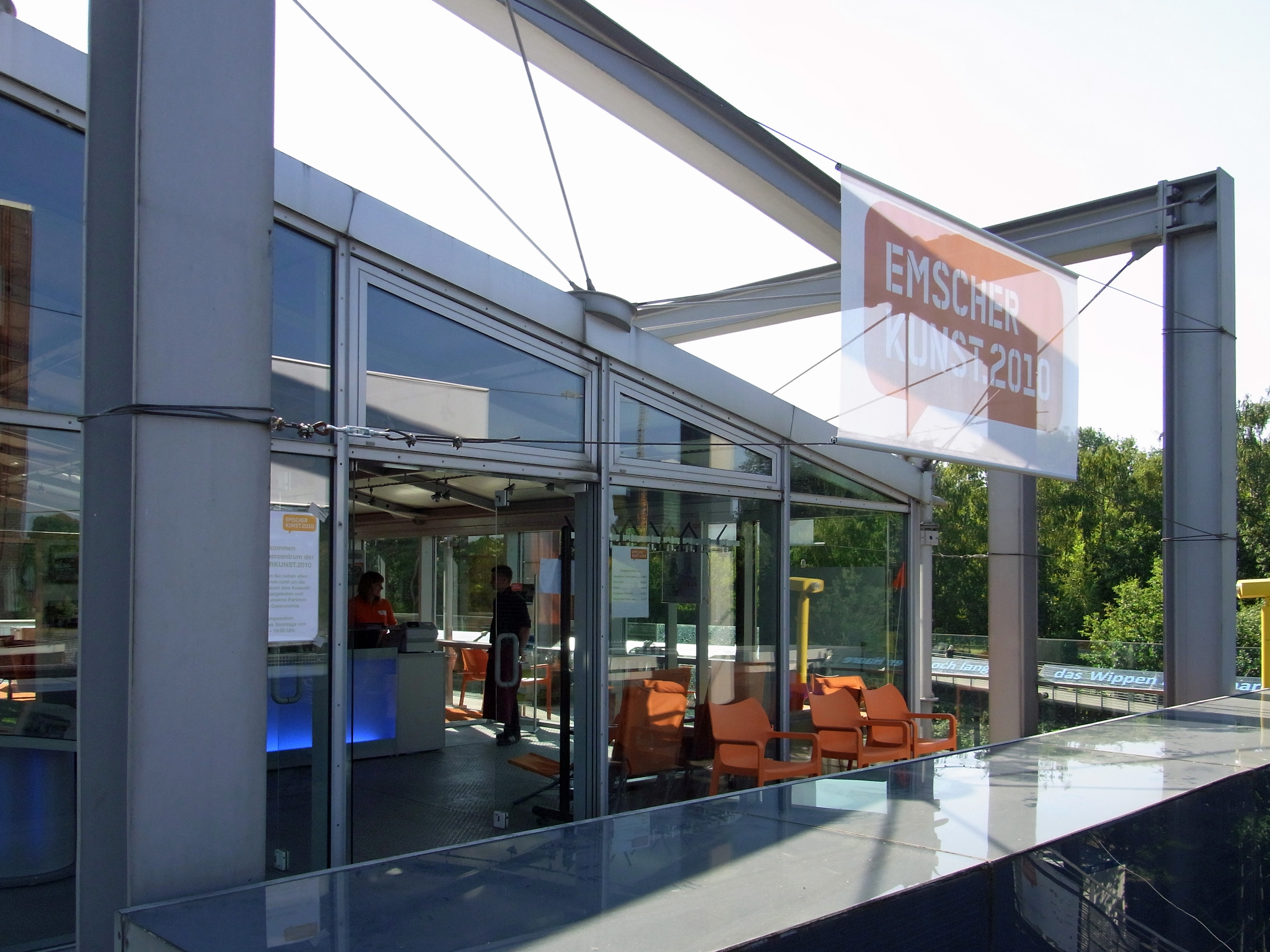
Das Besucherzentrum im Nordsternpark

Emscherkunst.2010, Eigenschreibweise EMSCHERKUNST.2010, war nach eigener Aussage das größte Kunstprojekt im öffentlichen Raum der Kulturhauptstadt Europas RUHR.2010. Unter der Leitung von Kurator Florian Matzner und einem Projektbüro setzten sich dabei mehr als vierzig Künstler sowie Studenten der Kunstakademie Münster vor dem Hintergrund des Strukturwandels mit den Gegebenheiten der Region im nördlichen Ruhrgebiet auseinander.

## Projekt

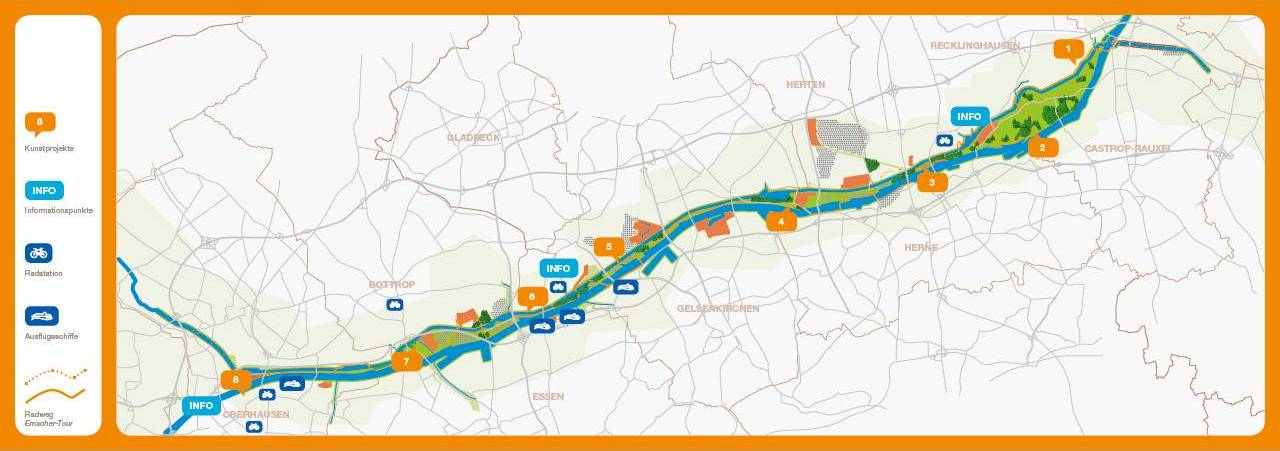
Inselkarte zum Projekt

Bei dem Projekt erarbeiteten die Beteiligten zum Teil in Duos oder Gruppen zwanzig Werke unterschiedlicher Art, die an verschiedenen, teilweise ungewöhnlichen Stellen wie zum Beispiel an Schleusen, im Kanal oder auf Industriebrachen, zum Teil noch immer zu finden sind. Die Ausstellung zielte darauf ab, den durch unterschiedlichste Nutzung geprägten Raum für Besucher erlebbar zu machen. Kunst im öffentlichen Raum mit urbanen Schwerpunkten, aber auch Aspekte der Garten- und Landschaftskunst spielten bei der Ausstellung eine zentrale Rolle.
Der Ausstellungsort ist die Emscherinsel, die auf einem Landstreifen von 34 Kilometer zwischen Rhein-Herne-Kanal und Emscher eine Breite von minimal 30 bis maximal 2000 Metern einnimmt, sie verläuft zwischen Castrop-Rauxel und Oberhausen.
Das Projekt Emscherkunst.2010 gründete auf dem durch die Emschergenossenschaft initiierten Umbau des Emschersystems, einem bedeutenden Prototyp von kooperativer regionaler Planung und gleichzeitig einem der größten Renaturierungsprojekte der Welt. Die Insel bildet in diesem Konzept das Kernstück des „Neuen Emschertals“.
Die Kunstwerke konnten vom 29. Mai 2010 an für 113 Tage besichtigt werden. Der Zugang zu den Kunstwerken konnte als Fußgänger, Fahrradfahrer oder per Schiff erfolgen, dazu wurden mehrere Fahrradverleih-Stationen und ein regelmäßiger Liniendienst der Weißen Flotte auf dem Rhein-Herne-Kanal zwischen Oberhausen und dem Nordsternpark eingerichtet. Zentraler Anlaufpunkt der Ausstellung war das Besucherzentrum im Gelsenkirchener Nordsternpark. Auf dem Dach des Pumpwerks Horst befindet sich der gläserne Ausstellungspavillon. Dieser war anlässlich der Bundesgartenschau 1997 nach einem Entwurf des Künstlers Jürgen LIT Fischer umgestaltet worden.
Die Ausstellung endete mit einer Finissage am 18. September 2010. Nach Ausstellungsende bleiben einige Kunstwerke der EMSCHERKUNST.2010 erhalten und können weiterhin besucht werden. Zu den dauerhaften Kunstwerken zählen die Gartenkunst und Lichtinstallation im BernePark in Bottrop-Ebel, das Bergarbeitermosaik auf dem Faulturm der ehemaligen Kläranlage Herne, der Obelisk aus kohlenstofffaserverstärktem Kunststoff in Essen-Altenessen sowie die dreiteilige Skulptur reemrenreh im Herner Meer. Des Weiteren gehören dazu das erst zum Abschluss der Ausstellung eingeweihte „Monument for a Forgotten Future“ von Olaf Nicolai, Gordon Douglas mit Mogwai, der Aussichtsturm von Tadashi Kawamata in der Nähe des Wasserkreuzes in Castrop-Rauxel und die gelben Fernrohre von Jeppe Hein (in Teilen).
Die Brückenskulptur Slinky springs to fame in Oberhausen wurde erst am 25. Juni 2011 eingeweiht. Die Vogelbeobachtungsstation von Mark Dion im Gastank am Herner Meer wurde über den Winter im Klärwerk Bottrop eingelagert und von 16. Juli bis 11. September 2011 im Erlbruchpark hinter dem Rathaus von Recklinghausen ausgestellt.
Die Ausstellung ist als Triennale konzipiert. Die nächste EMSCHERKUNST im Jahr 2013 weitet sich in Richtung westliches Ruhrgebiet aus. Ein Teil der Emscherinsel ist wieder Ausstellungsbühne, darüber hinaus werden die Städte Duisburg und Dinslaken mit der Emschermündung miteinbezogen. Neben dem Emscher-Umbau sollen 2013 auch Themen wie Ökologie und Klimawandel inhaltlich eine wichtige Rolle spielen. Internationale und nationale Künstler, aber auch die regionale Kunstszene werden ab Frühsommer 2013 ihre Werke präsentieren.

## Ausstellungsräume
In insgesamt acht Ausstellungsräumen sowie mit mobilen und verteilten Installationen werden die Kunstwerke präsentiert.

### Raum 1 – Castrop-Rauxel: Wasserkreuz von Emscher und Rhein-Herne-Kanal

#### Walkway and Tower

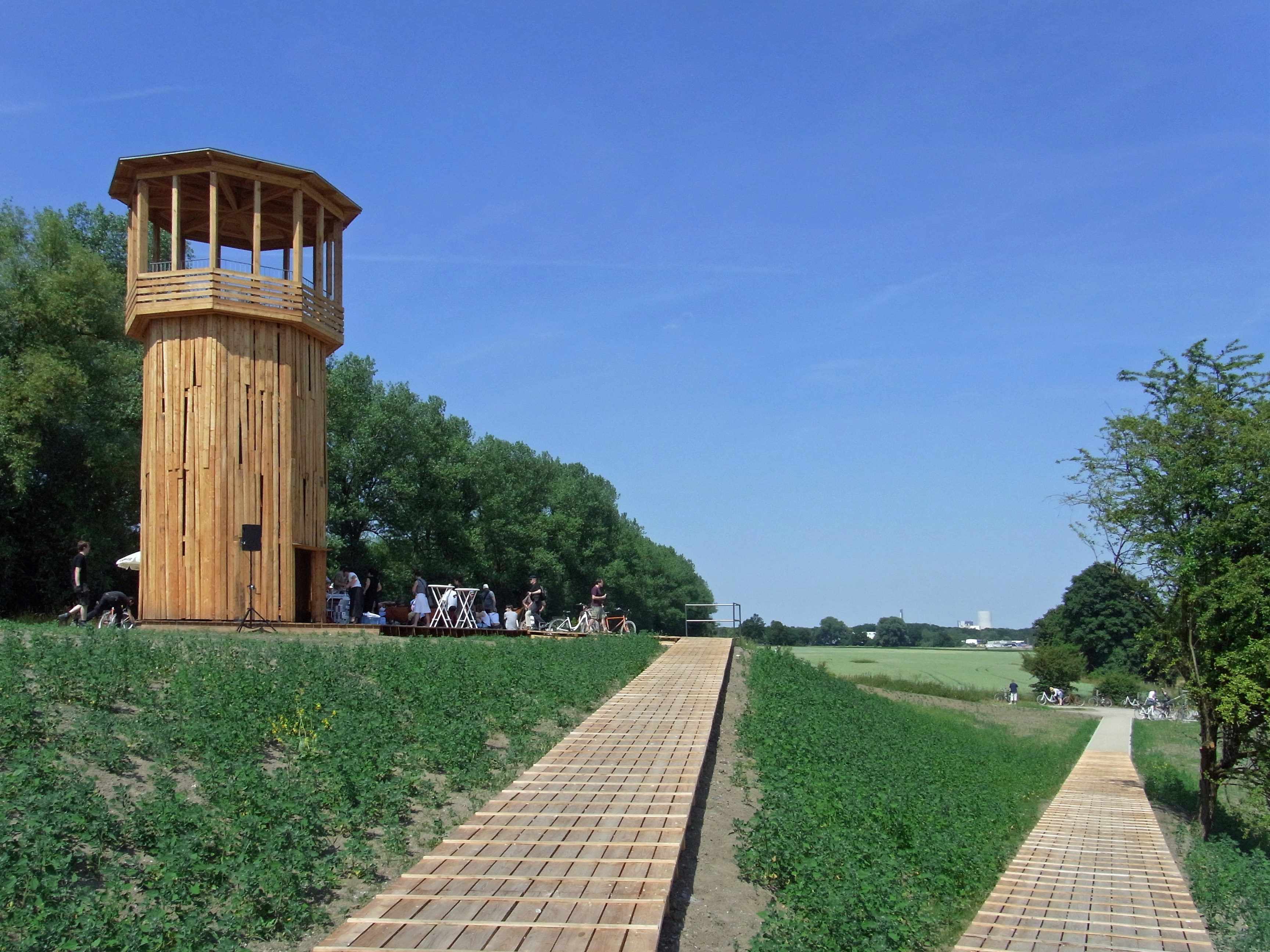
Walkway and Tower

Auf einer Anhöhe nahe dem Emscher-Düker auf Recklinghäuser Gebiet hat der Japaner Tadashi Kawamata einen Aussichtsturm erstellt, zu dem der Besucher über einen etwa 120 Meter langen Holzsteg geleitet wird. Der Steg führt in Windungen sanft ansteigend durch die Landschaft und vermittelt neue Einblicke in das Gelände, dessen Höhepunkt mit dem Blick von der Turmplattform erreicht wird.

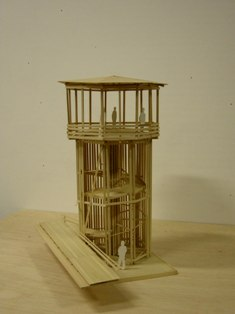
Modell
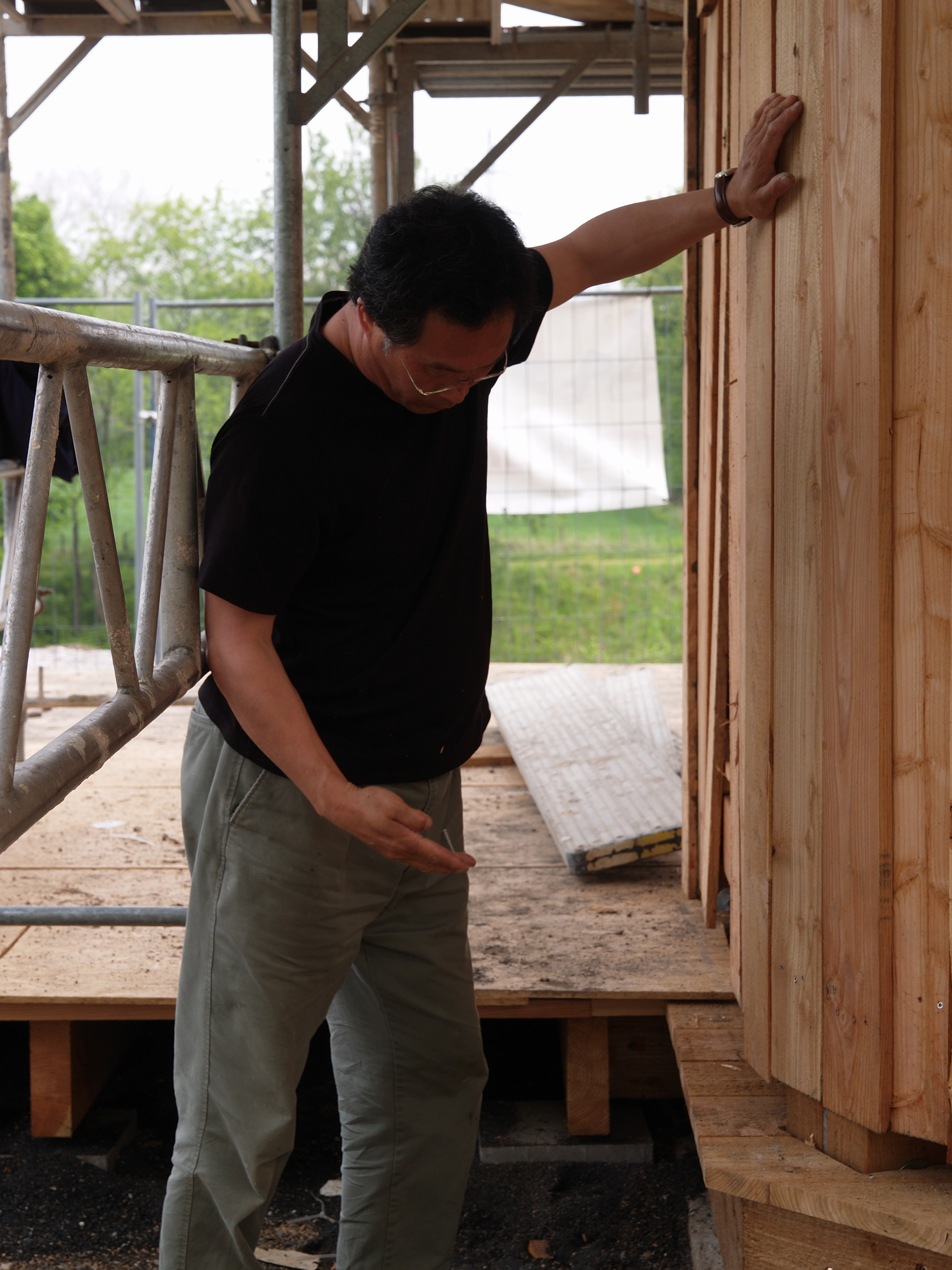
Tadashi Kawamata bei der Arbeit
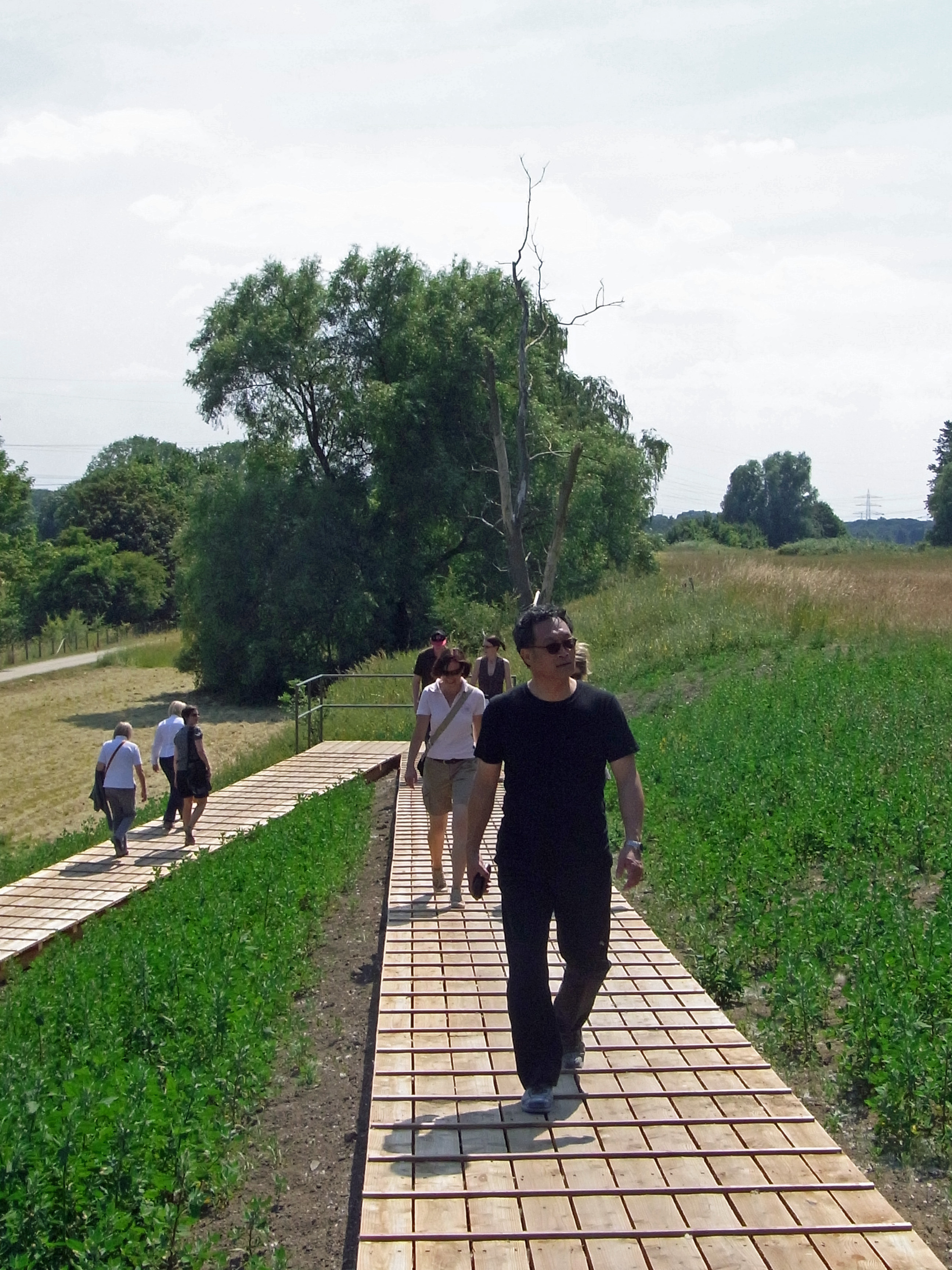
Tadashi Kawamata auf dem Weg zum Turm
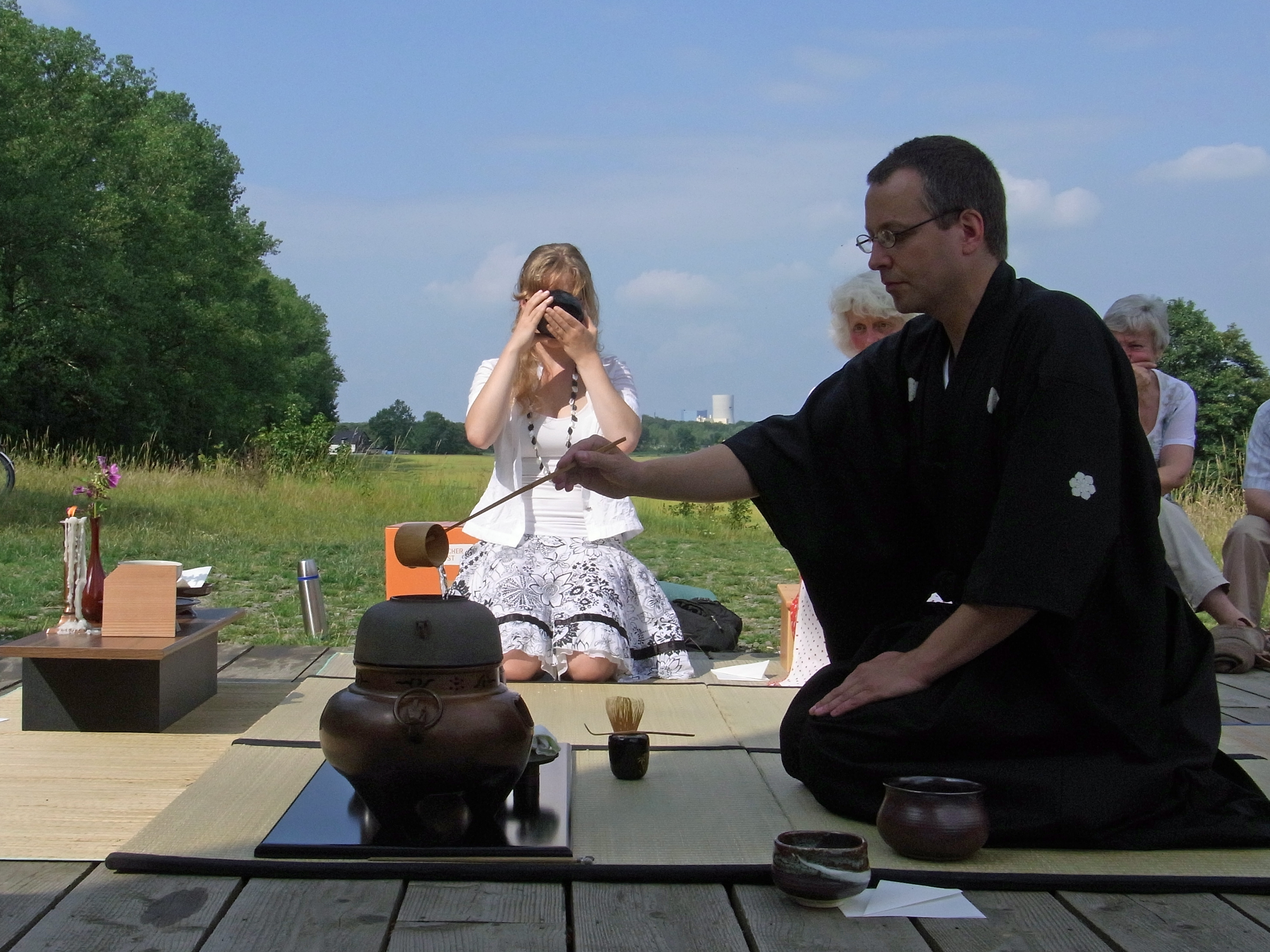
Teezeremonie am Turm im Jahr 2011

### Raum 2 – „Herner Meer“ mit Schleuseninsel

#### Gesellschaft der Amateur-Ornithologen

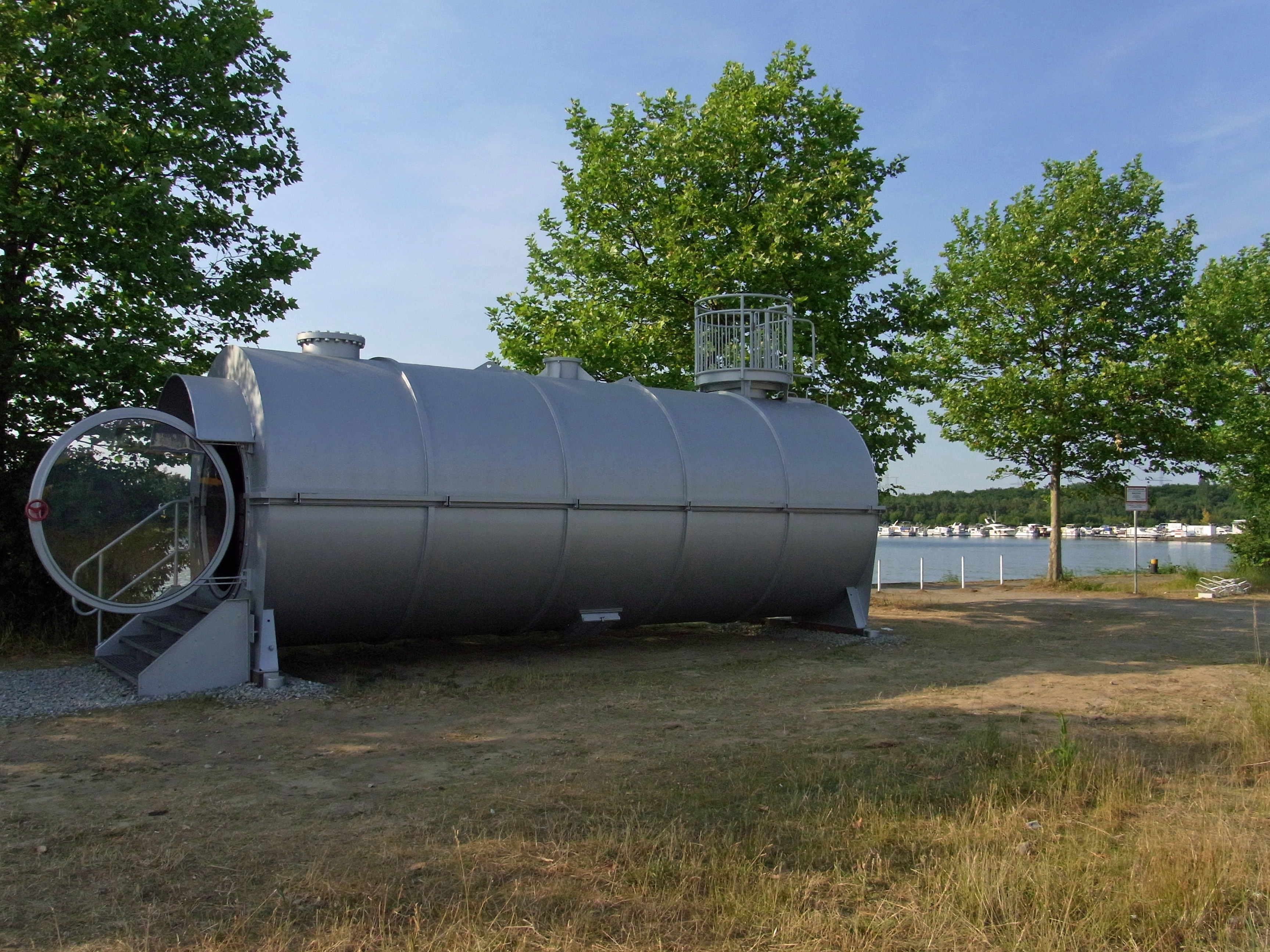
Gesellschaft der Amateur-Ornithologen am Herner Meer

In dem Projekt von Mark Dion wurde ein großer Gastank der ehemaligen Kläranlage Herne zu einer begehbaren „Forschungsstation“ umgebaut, in der sich der Besucher dem Studium und der Beobachtung heimischer Vogelarten hingeben kann. Im Inneren des ehemaligen Gastanks erwartet den Besucher außerdem die Atmosphäre eines „Gentleman-Clubs“.

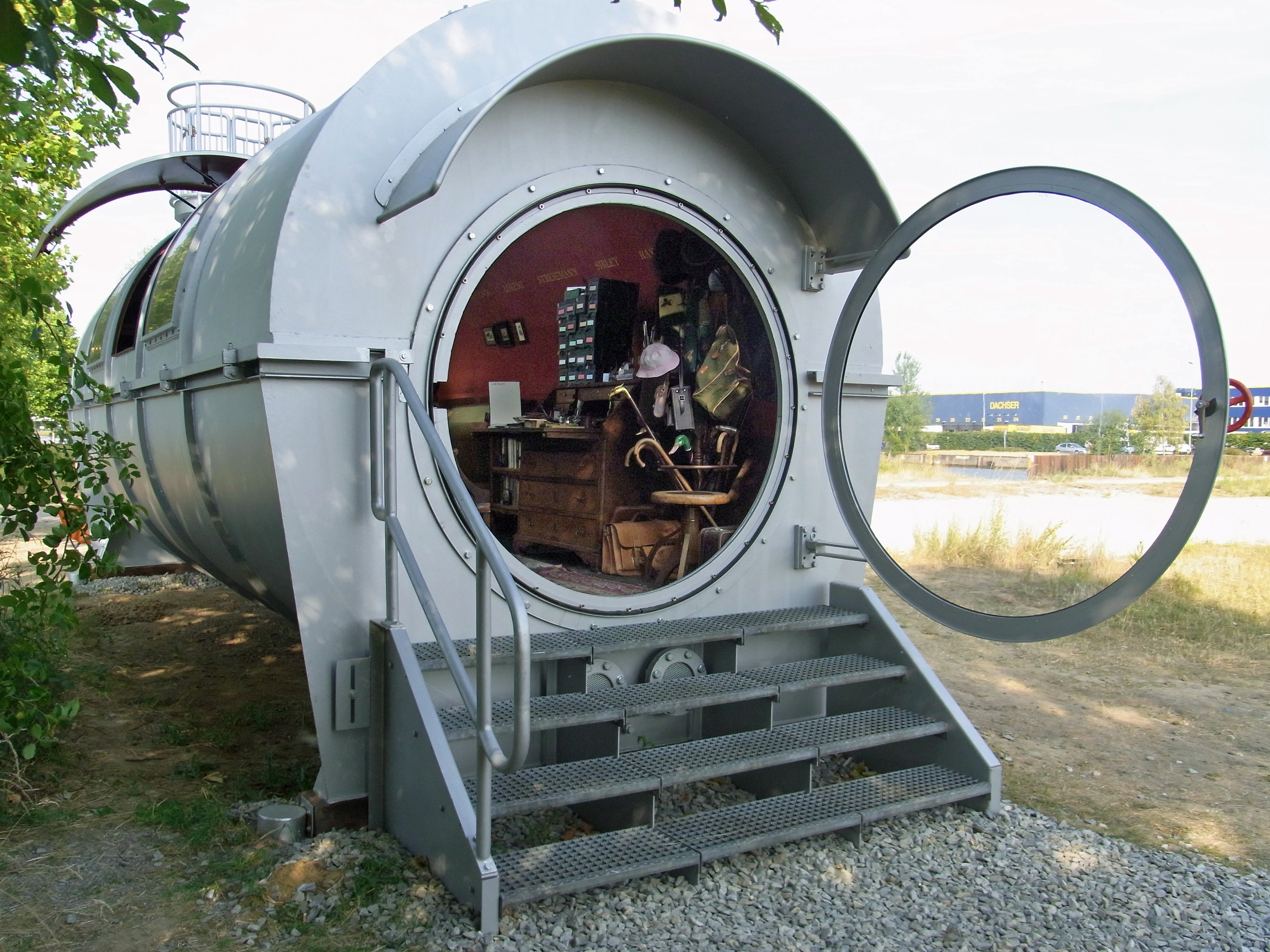
Blick von außen
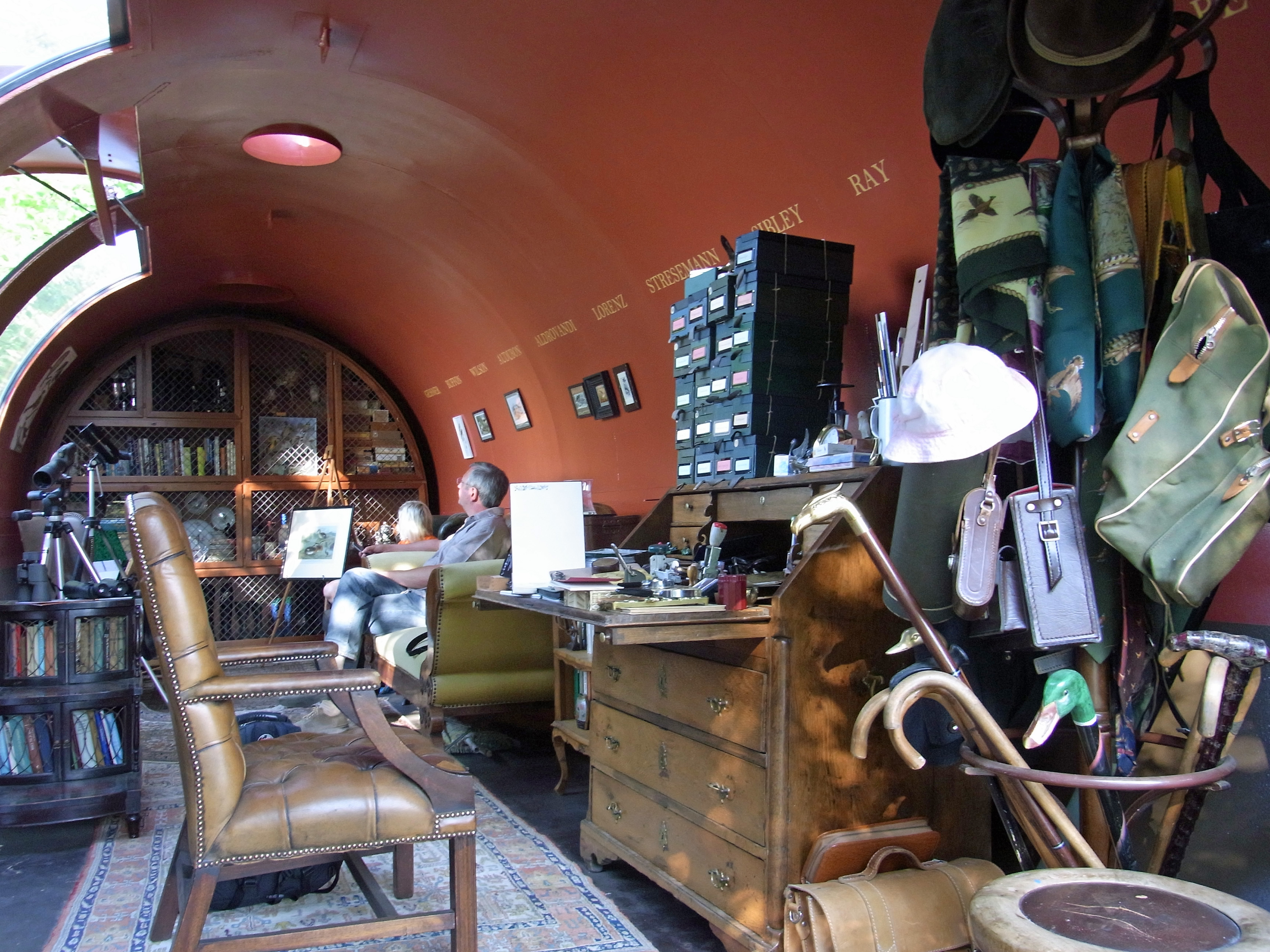
Der „Gentlemen's Club“

#### Reemrenreh (kaum Gesang) und Leben

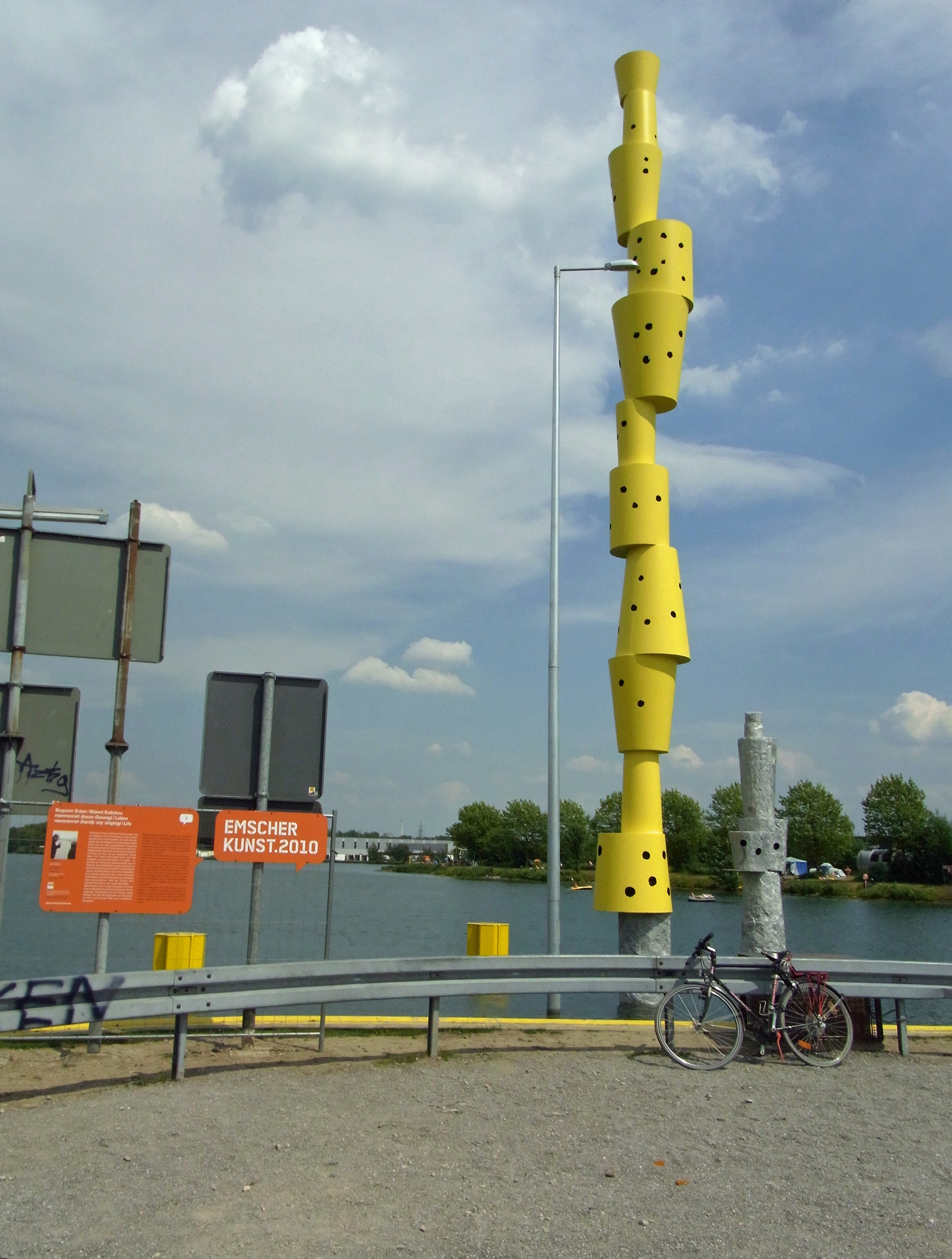
Die Skulptur am Ende der Mole

Vor dem Ende der Mole des „Herner Meeres“ entstand eine Großskulptur des Düsseldorfer Künstlers Bogomir Ecker, beleuchtet von einer bewusst mit ins Wasser gesetzten Straßenlaterne. Die Skulptur wird, in Anlehnung an die ägyptischen Memnonkolosse, durch Öffnungen in ihrem Hohlkörpers durch Wind zum Singen gebracht. Zusätzliche Akustik entsteht durch die Klangkomposition von Bülent Kullukcu, die den Besucher schon auf der 200 Meter langen Promenade zur Skulptur begleitet.
- Video mit Ausschnitt der Klangkomposition
- Video mit Ausschnitt der Klangkomposition

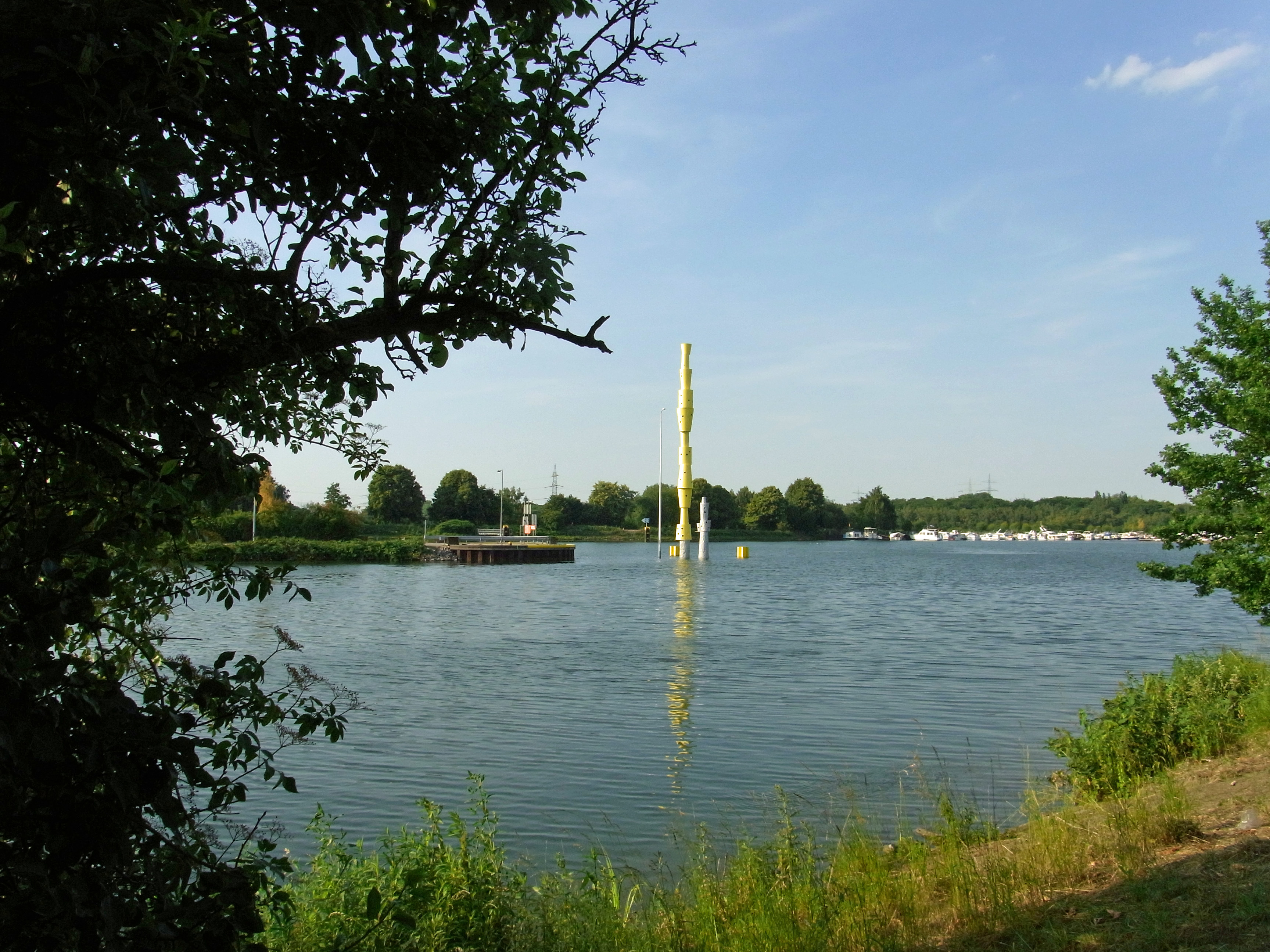
reemrenreH im Hernermeer
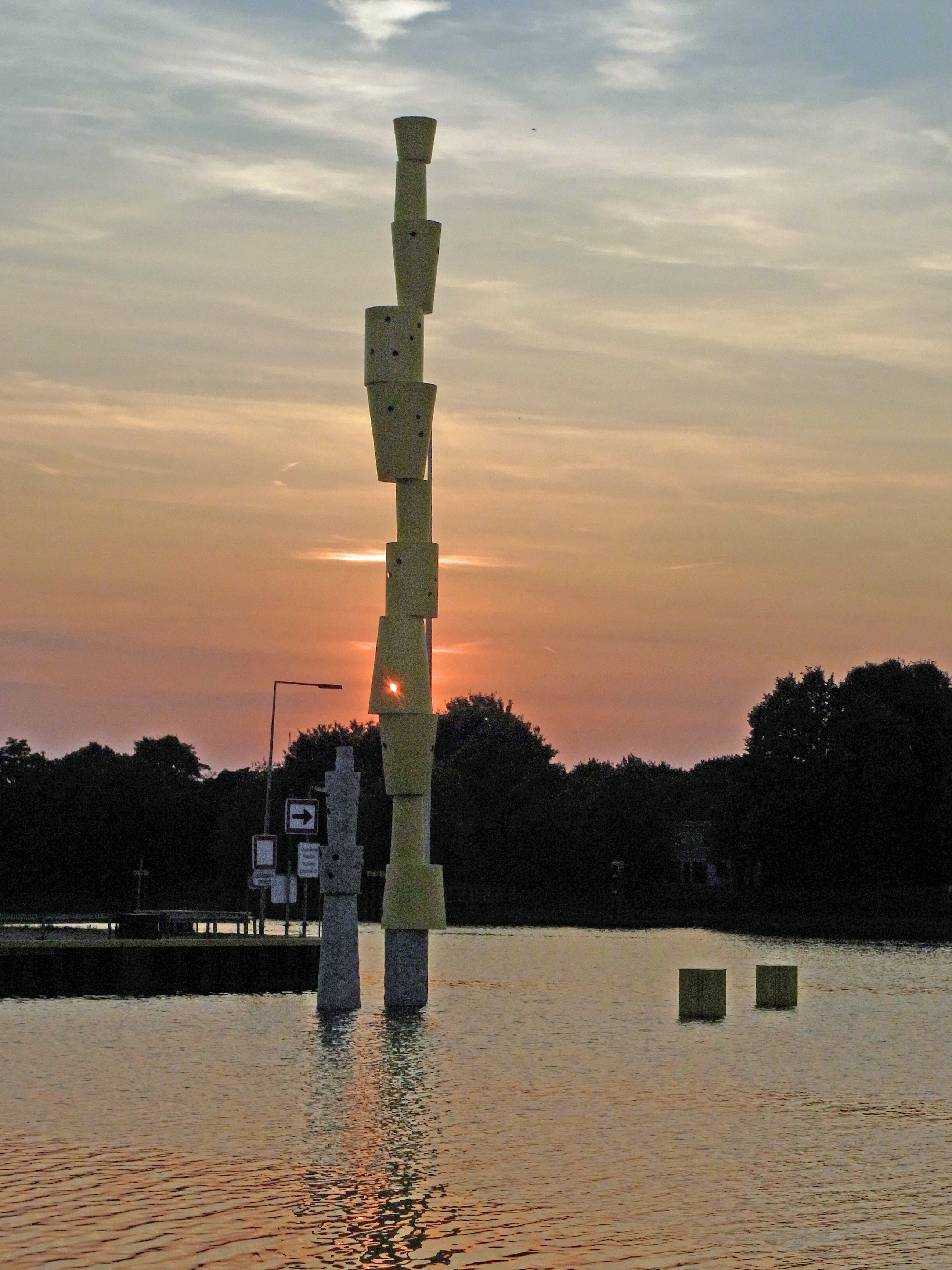
Sonnenuntergang hinter der Skulptur

### Raum 3 – Herne/Stadthafen Recklinghausen: Ehemalige Kläranlage Herne

#### Das goldene Dorf – BASIS

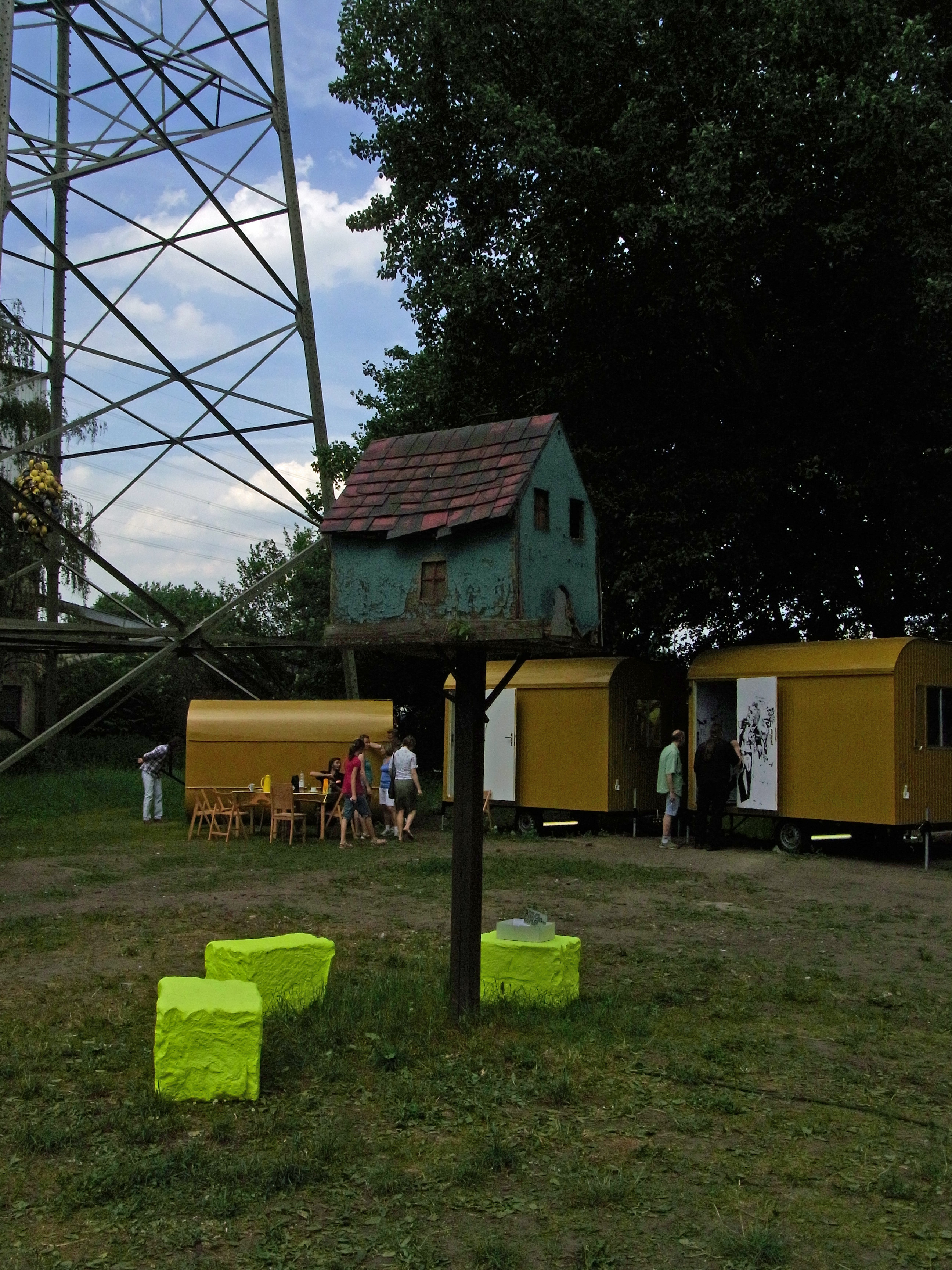
Das Goldene Dorf

Im Stadthafen Recklinghausen entstand eine Wohn- und Studierstätte einer studentischen Projektgruppe der Kunstakademie Münster, in der eigene künstlerische Arbeiten entwickelt werden und die Gesamtausstellung mit Workshops, Vorträgen, Diskussionen kritisch begleitet wird.

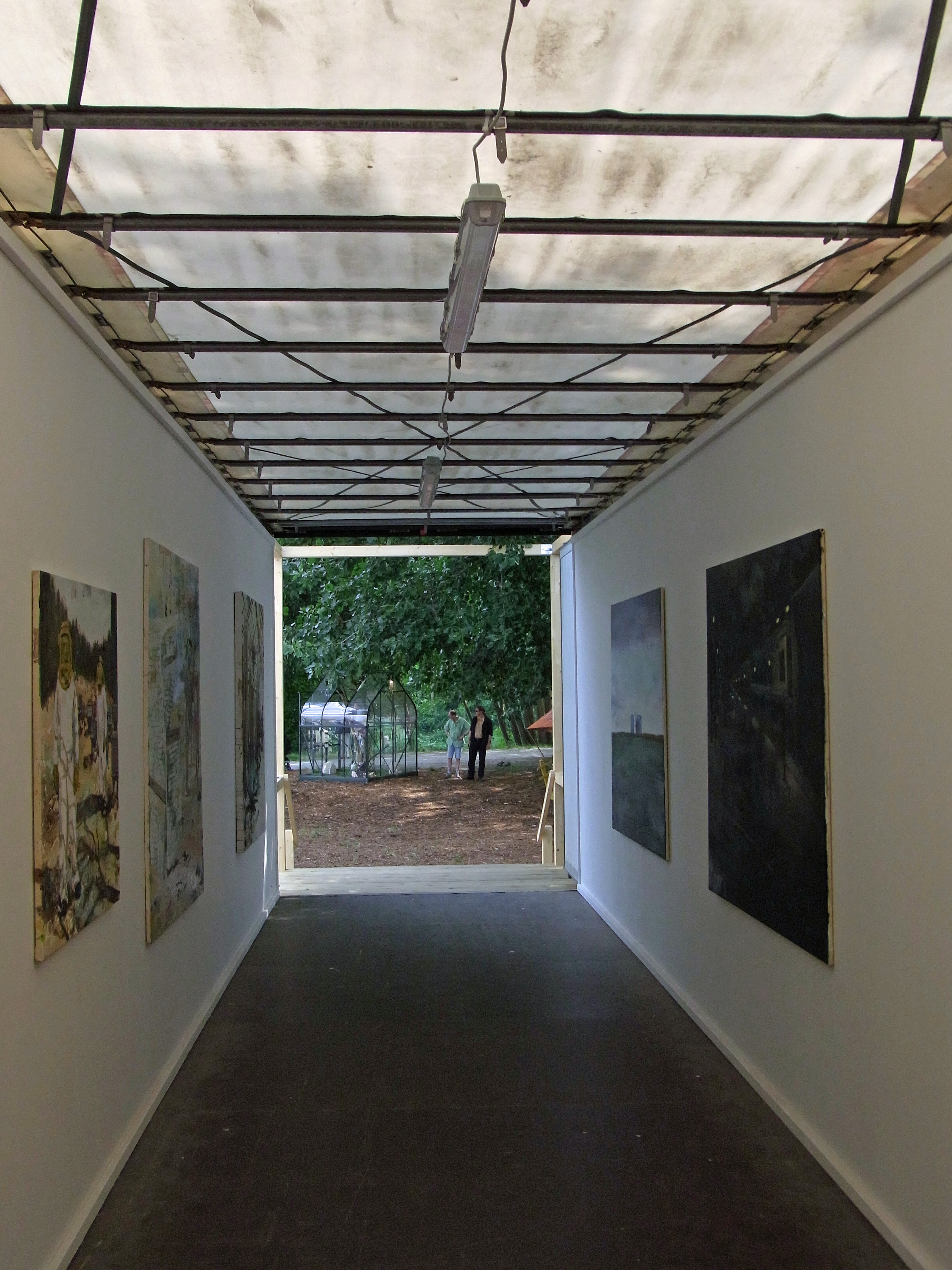
Blick aus dem Ausstellungstrailer
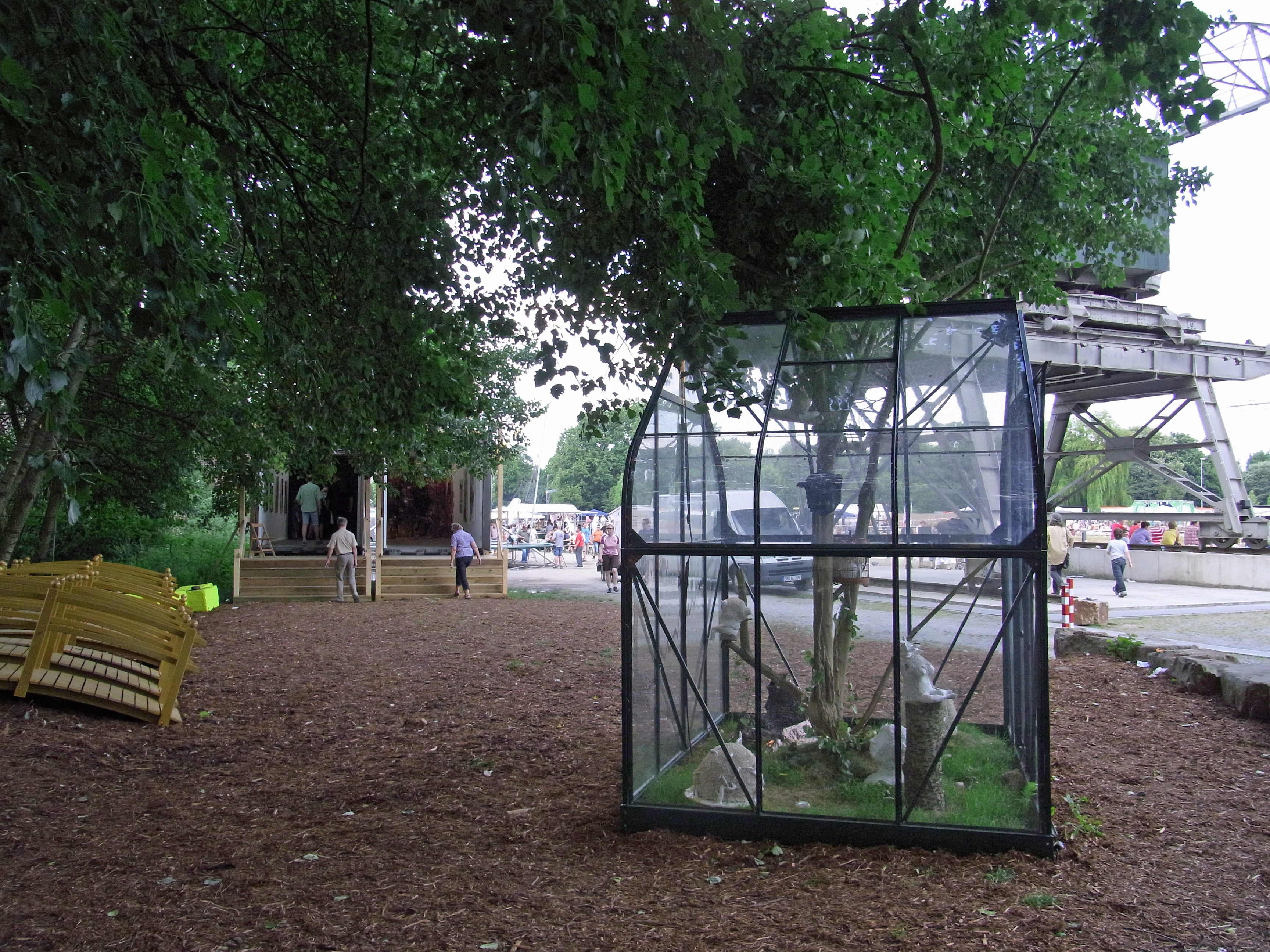
Hae-Ryun Jeong: Garten der Lüste
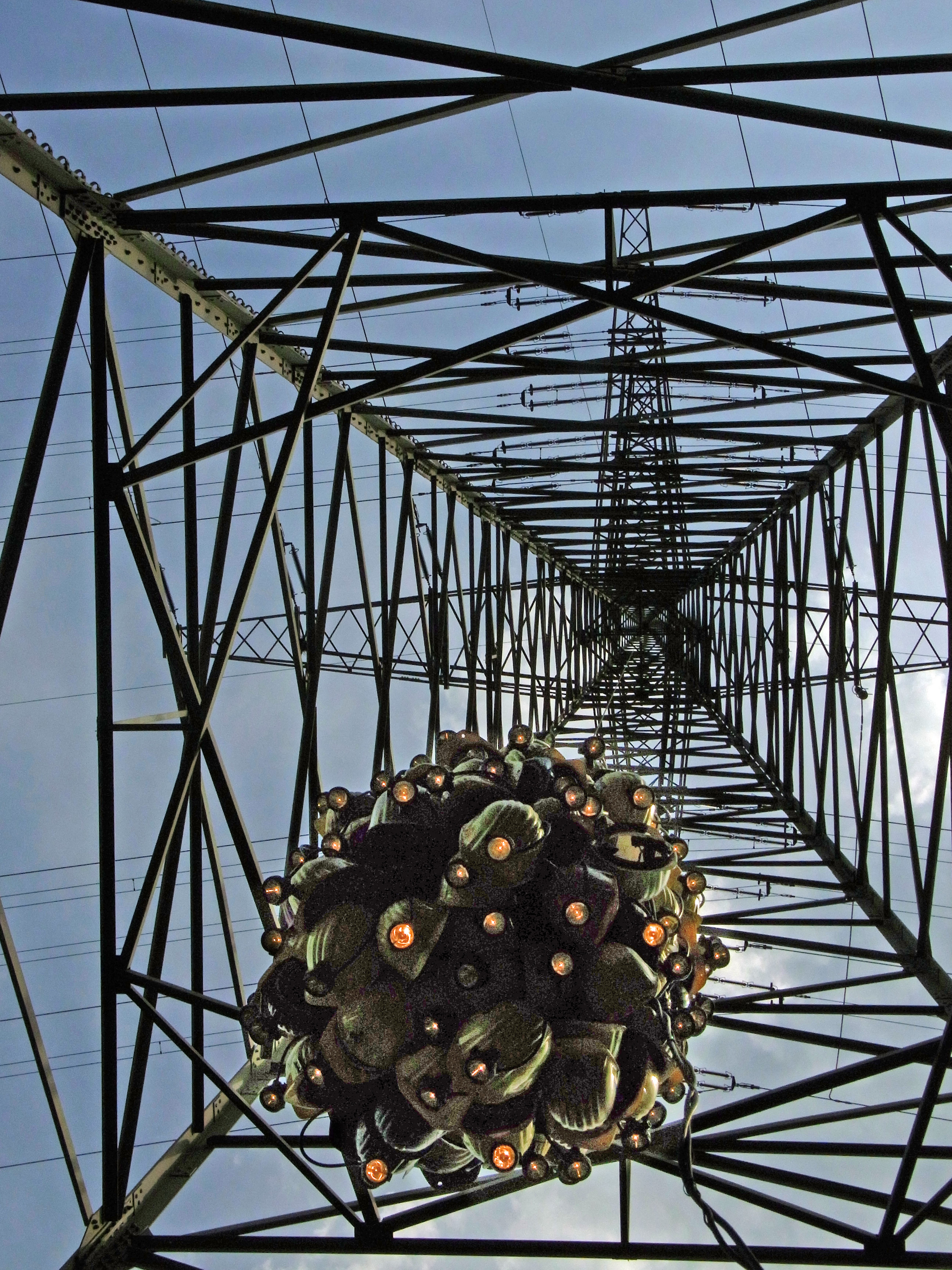
Su-Jin Do: Schutzhelme

#### Glückauf.Bergarbeiterproteste im Ruhrgebiet Protestchronik

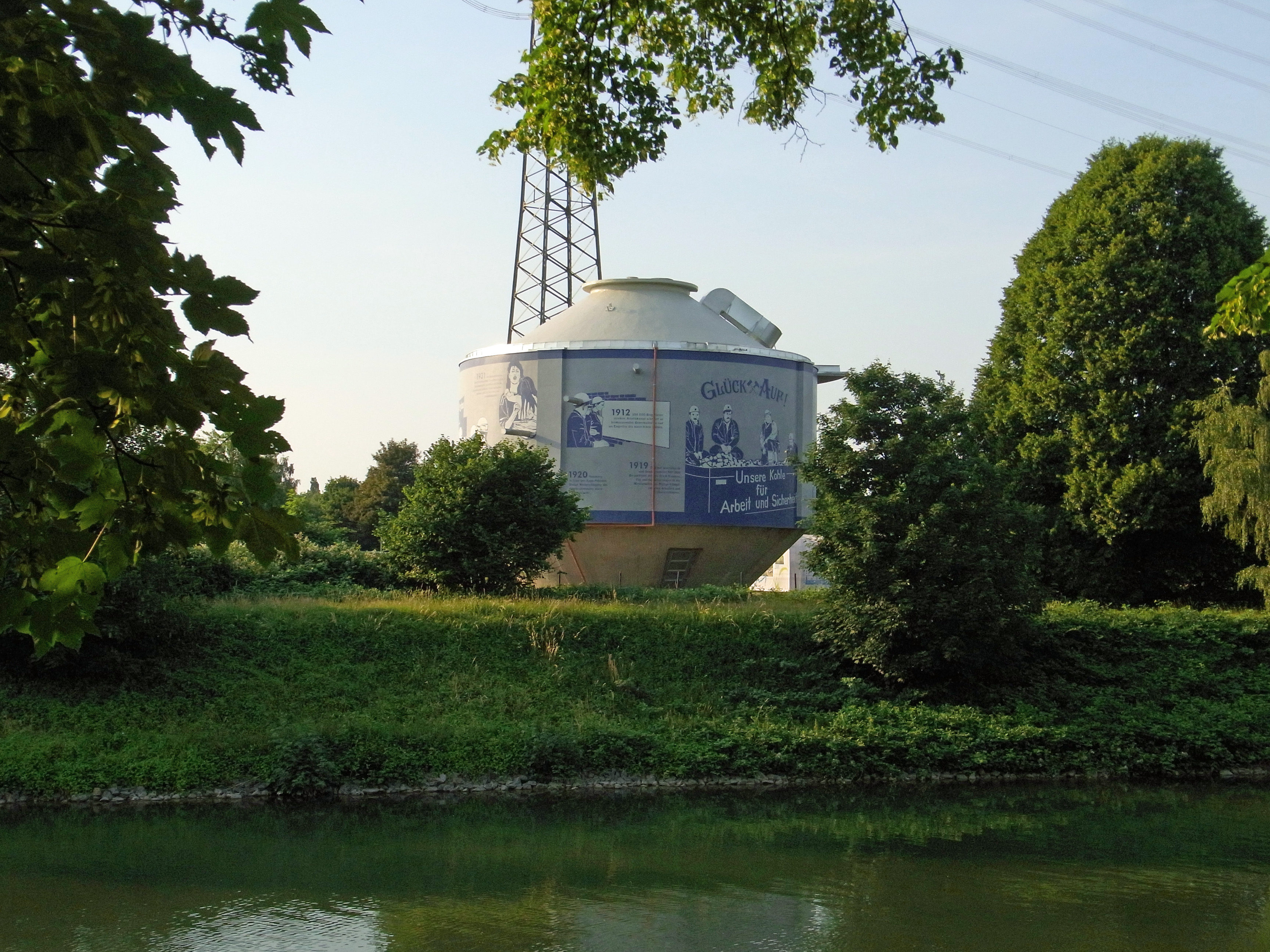
Silke Wagner: Bergarbeiterproteste im Ruhrgebiet Protestchronik

Auf der Außenhülle des Faulturms der ehemaligen Kläranlage in Herne wurde ein monumentales Wandmosaik der Frankfurter Künstlerin Silke Wagner als Denkmal für die Geschichte und den Niedergang des Bergbaues erstellt.

#### Schlagende Wetter
Im Innern desselben Faulturms präsentiert das Künstlerduo M+M (Marc Weis und Martin de Mattia) eine Rauminstallation mit einer Filmprojektion auf insgesamt vier Leinwänden, die das Ruhrgebiet und seine besondere wirtschaftliche und soziale Situation anhand einer Familiengeschichte beschreibt.

### Raum 4 – Herne/Gelsenkirchen: Künstlerzeche „Unser Fritz“

#### Satisfy Me

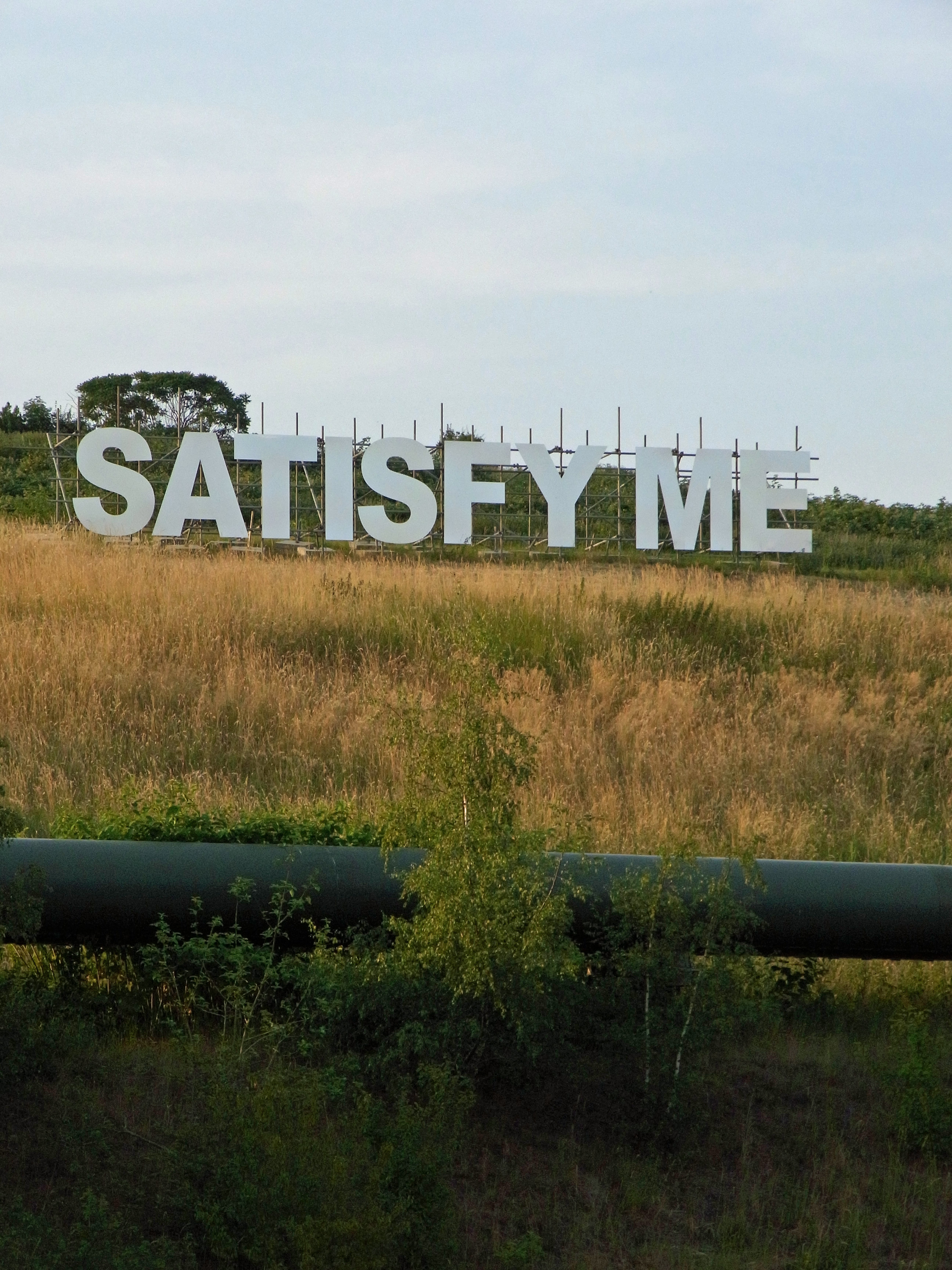
Monica Bonvicini: „SATISFY ME“

Auf der Deponie Emscherbruch in Herne entstand ein monumentaler Schriftzug von Monica Bonvicini mit dem Ausruf „SATISFY ME“ weit entfernt vom Betrachter und nicht zugänglich. Die Buchstaben sind aus glattem Blech, sie spiegeln den Himmel hinter dem Betrachter wider. Die Buchstaben werden von einem Stahlgerüst gehalten, das Teil des Kunstwerkes ist.

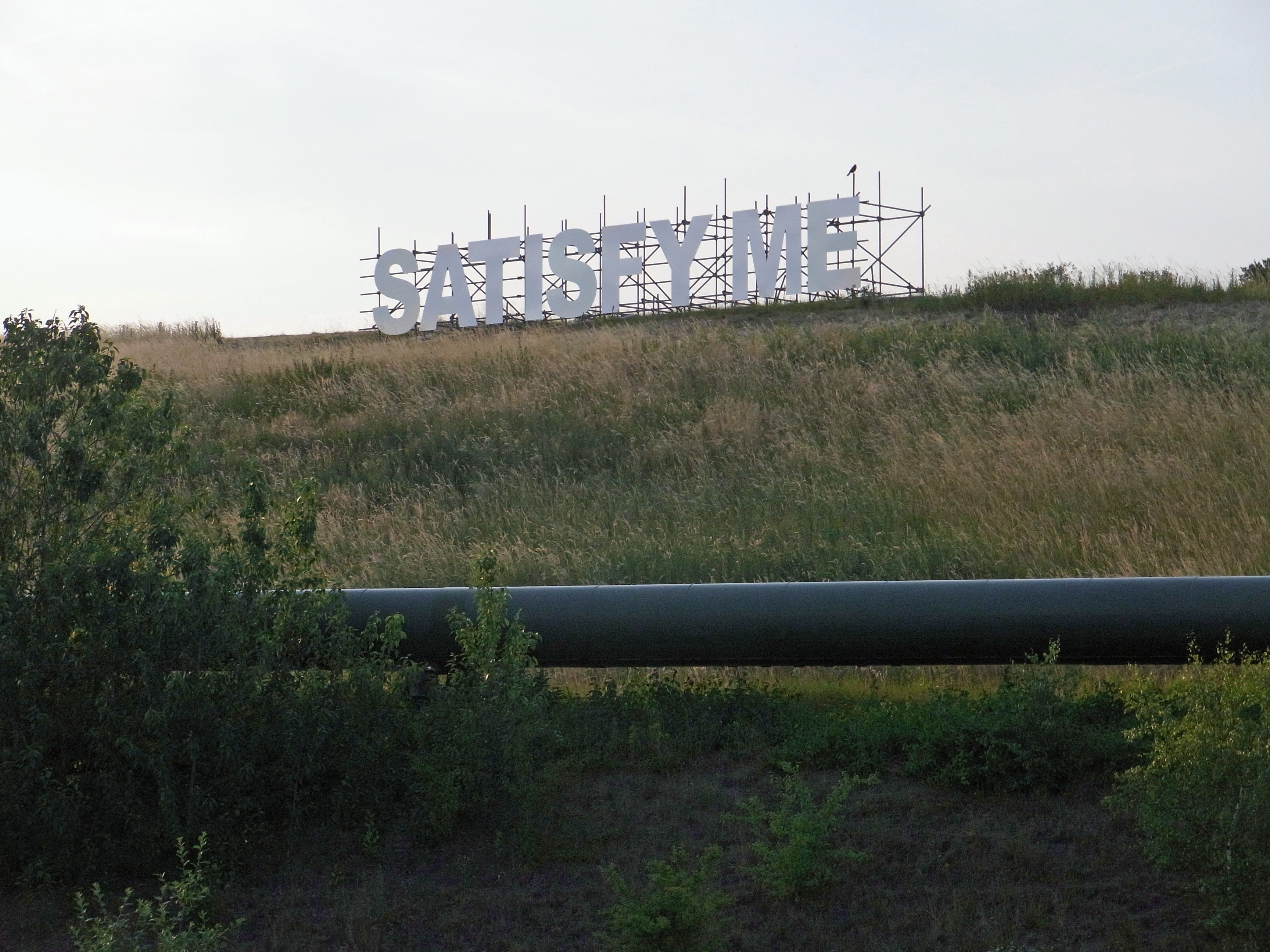
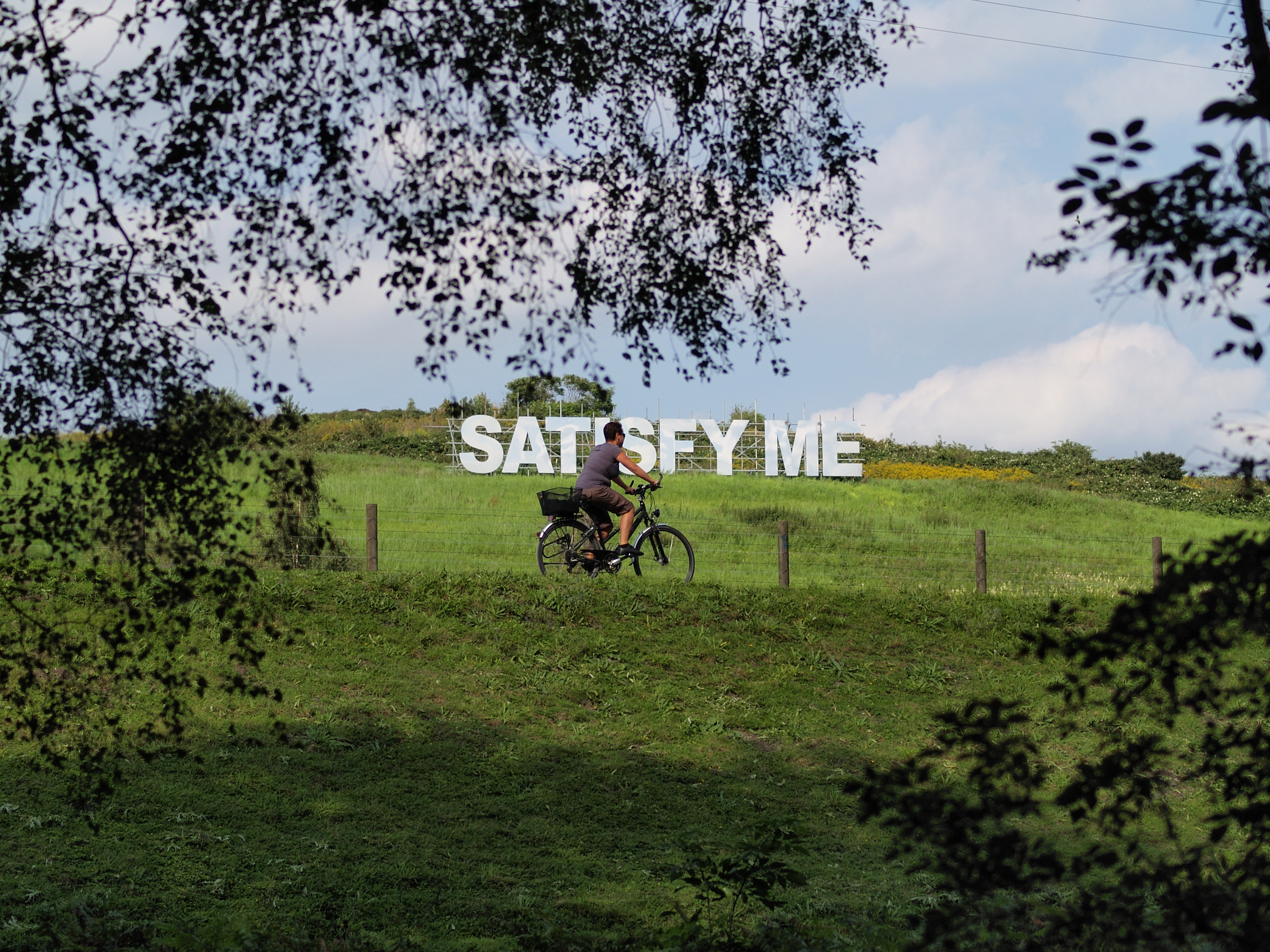

### 5 – Gelsenkirchen: „Wilde Insel“, Schleuse Gelsenkirchen

#### Monument for a forgotten future

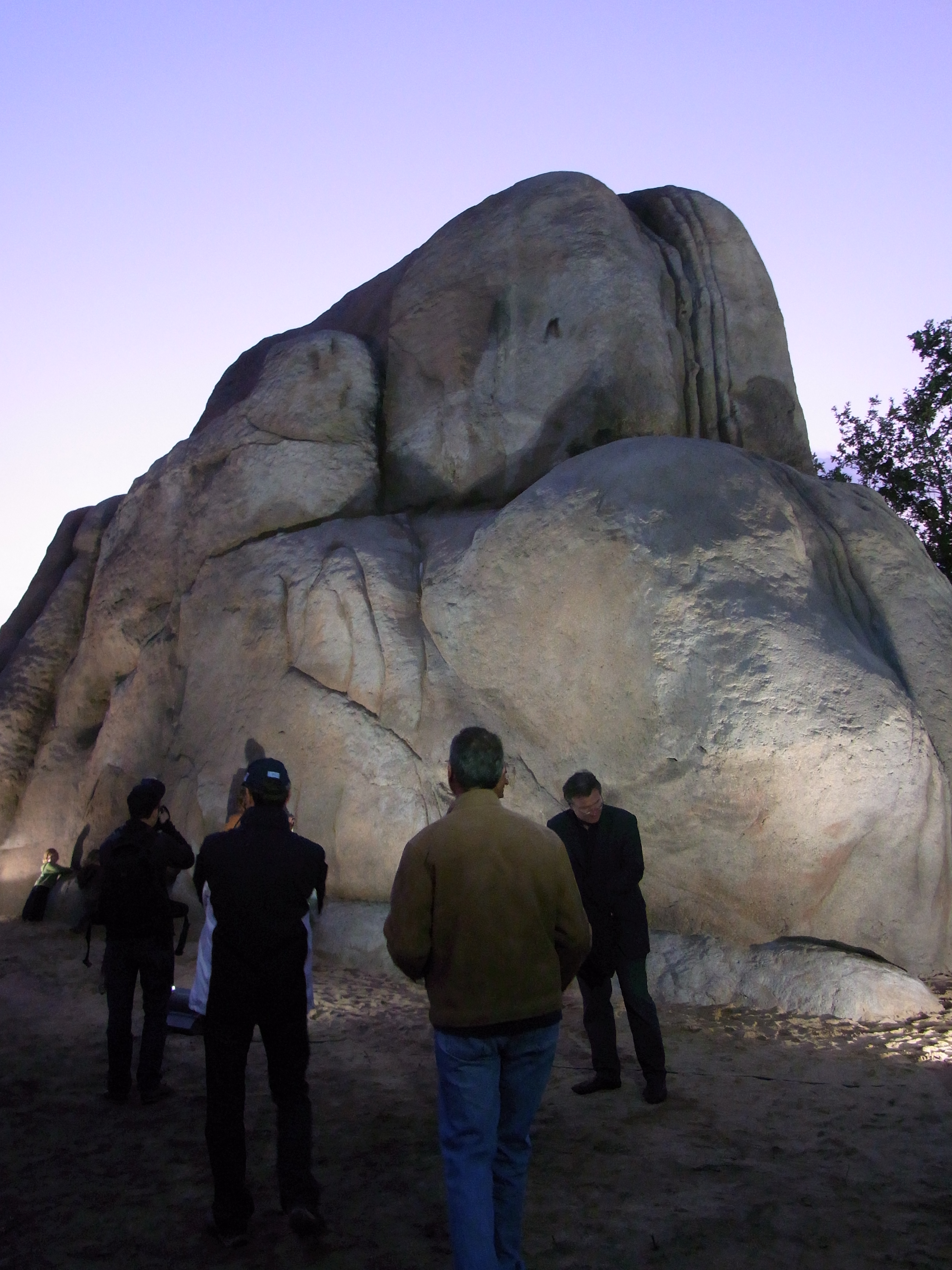
Monument for a Forgotten Future

Auf der „Wilden Insel“, einer künstlichen Anhöhe in Gelsenkirchen, wurde von Olaf Nicolai ein Kunstfelsen konzipiert, der einer Bergformation aus dem Joshua-Tree-Nationalpark in den USA nachgebildet ist. Dazu komponiert die schottische Rockband Mogwai in Kooperation mit dem schottischen Videokünstler Douglas Gordon ein Lied über die Emscher, das leise aus dem Berg erklingen wird. Diese „Unnatürliche Naturerscheinung“ soll im Kulturhauptstadtjahr zum Verweilen, Klettern und zu neuen Aussichten auf das Land zwischen Emscher und Kanal einladen. Dieses Werk wurde erst zum Abschluss Der Emscherkunst.2010 am 18. September 2010 fertig. Seit dem 1. Mai 2011 ist die Soundinstallation wieder aktiviert.
- Der Felsen und das Lied von Mogwai

#### Walking House

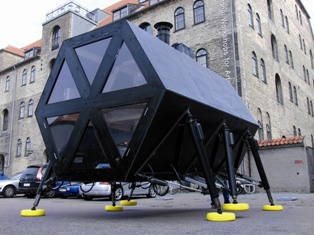
N55: „Walking House“

Während der Laufzeit der Ausstellung „läuft“ das energieautarke „Walking House“ der Künstlergruppe N 55 über die Emscherinsel und steht Künstlern, Schriftstellern, aber auch der Bevölkerung vor Ort als Wohn- und Arbeitsstätte zur Verfügung. Ausgangspunkt hierfür ist das Gelände des Nordsternparks.

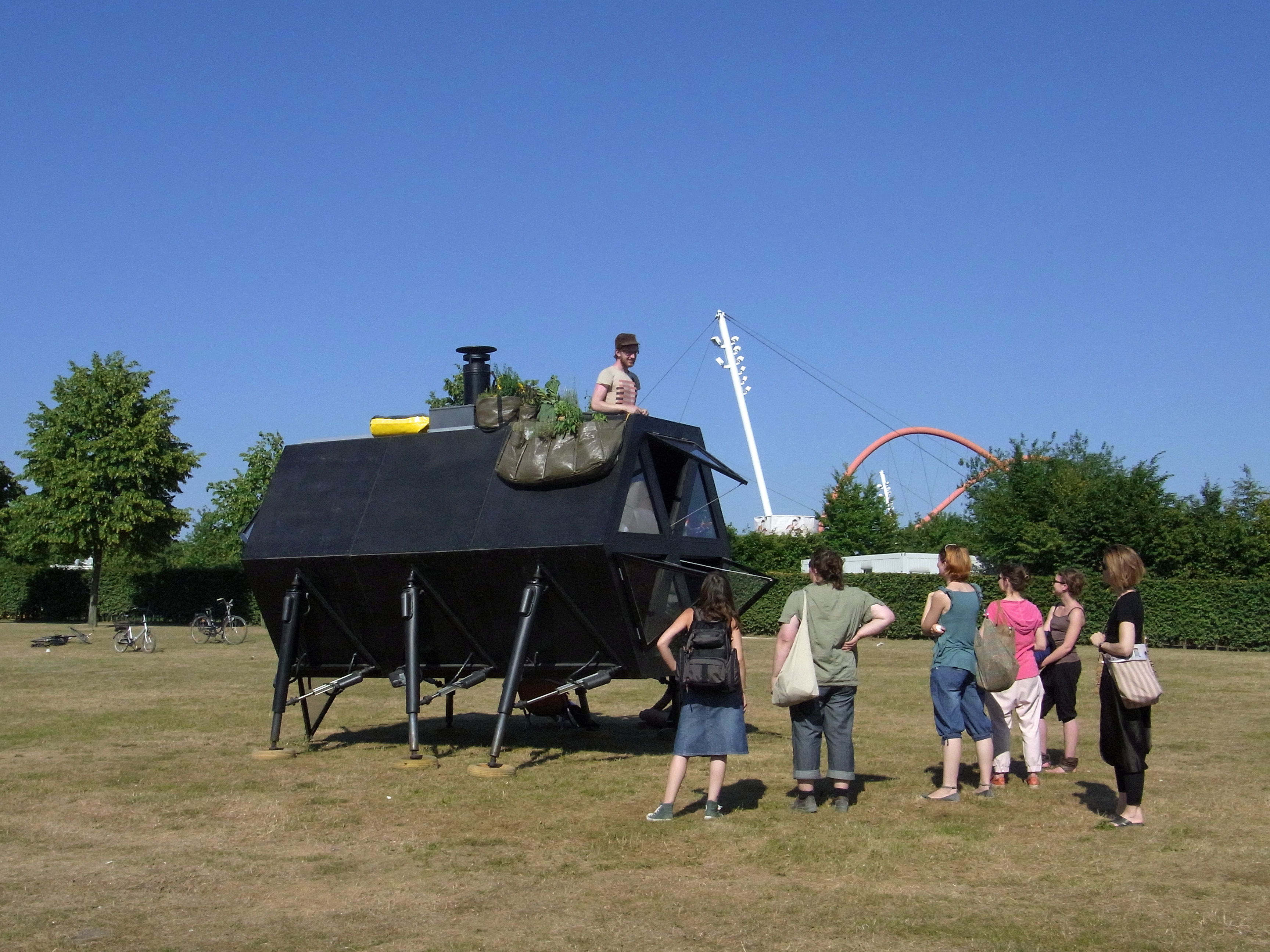
Das Walking House im Nordsternpark
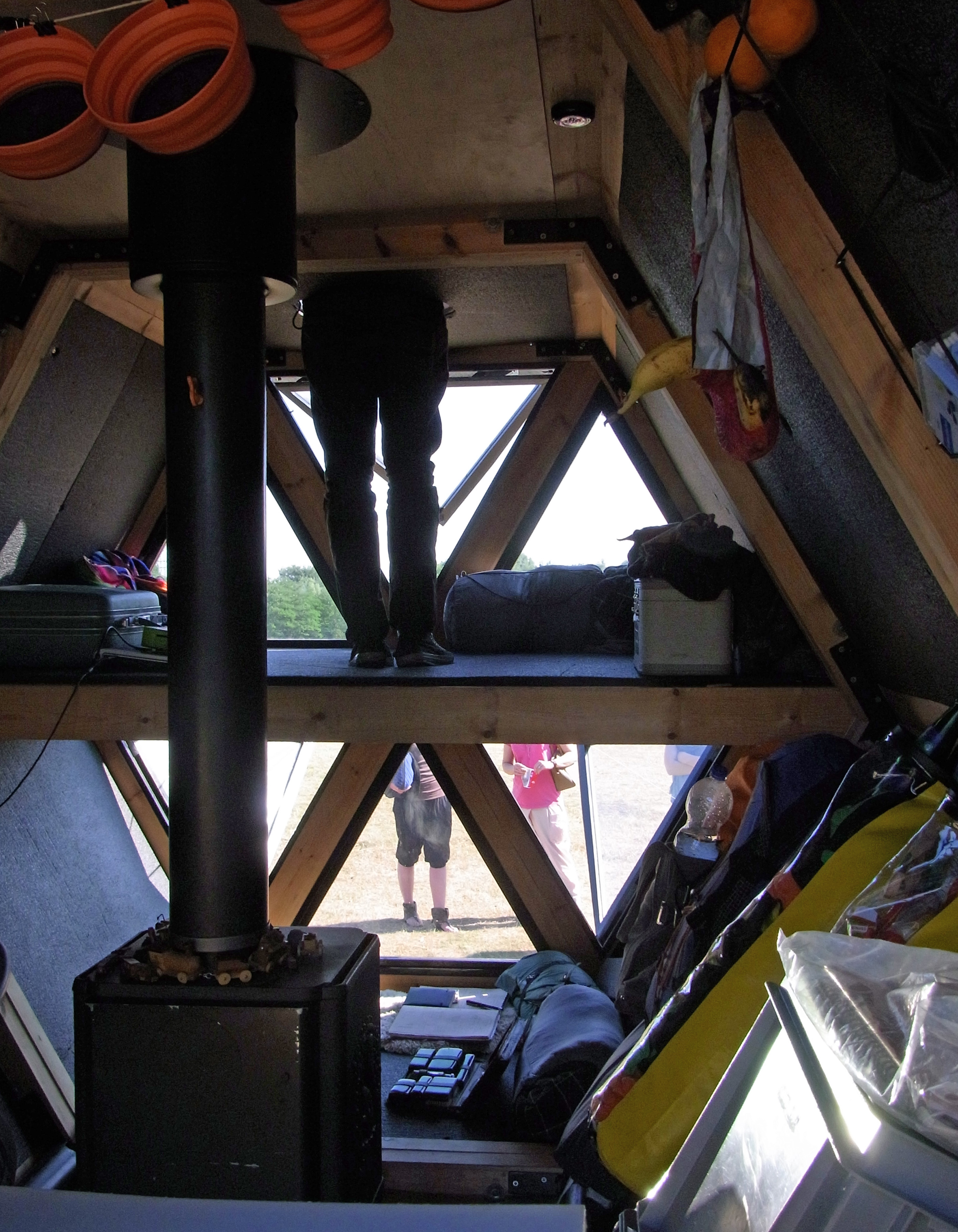
Blick in das Walking House
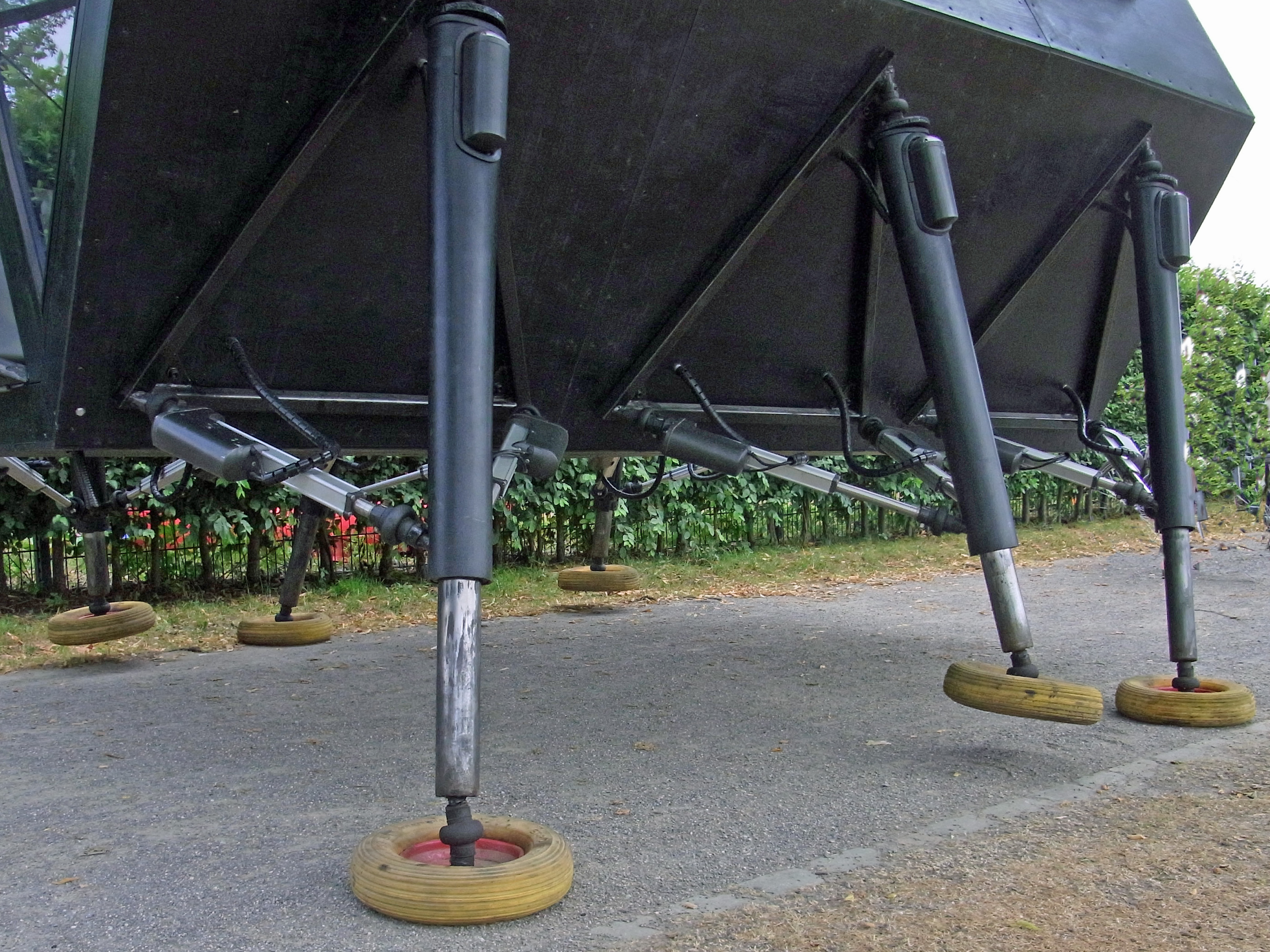
Es läuft

### Raum 6 – Essen/Gelsenkirchen: Schwarzbachmündung, ehemaliger Hafen Mathias Stinnes

#### Warten auf den Fluss

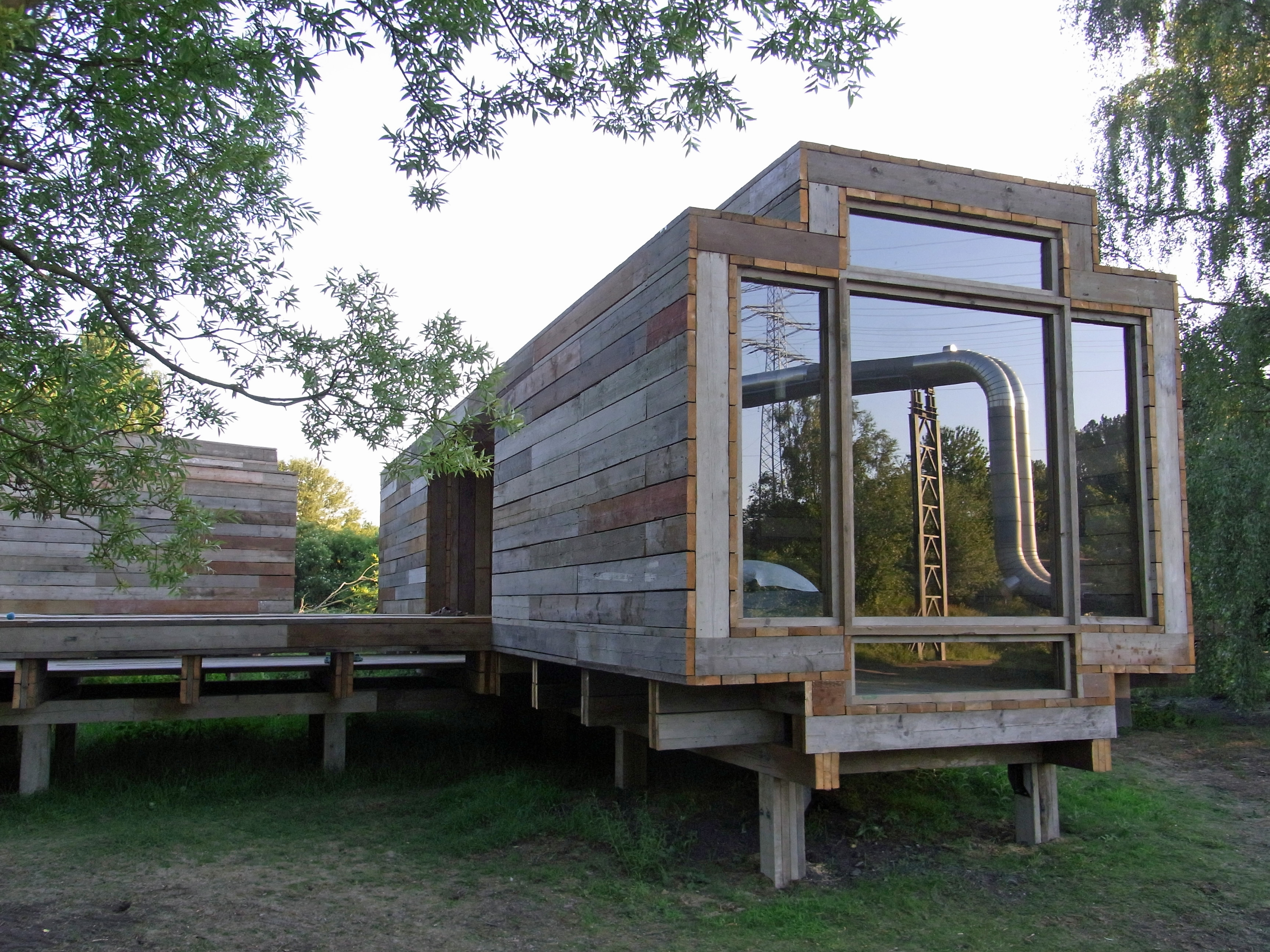
Gruppe Observatorium: „Warten auf den Fluss“

Die niederländische Gruppe Observatorium, bestehend aus Künstlern und Landschaftsarchitekten, widmet sich mit der Skulptur „Warten auf den Fluss“ der Zukunft des renaturierten Emschertals. Die Holzkonstruktion der Brücke verläuft im Zickzack über eine wilde Wiese, dort, wo ab dem Jahr 2020 die renaturierte Emscher verlaufen soll. Auf ihr befinden sich drei verschiedene Pavillons als Schlafraum, Küche und Sanitärraum, die zum Warten für eine Übernachtung gebucht werden konnten. So treffen privates und öffentliches Warten aufeinander. Warten auf den Fluss ist der gebaute Vorschlag, die privaten Freizeitdomänen mit dem Jahrhundertwerk des Emscherumbaus zu verbinden und bildet eine Grundlage für eine Neugestaltung der Landschaft.

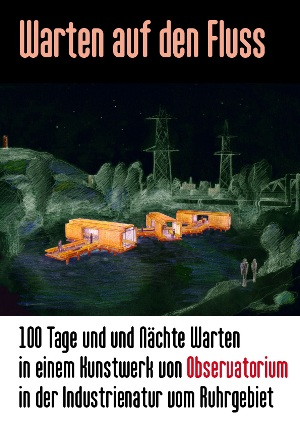
Entwurf
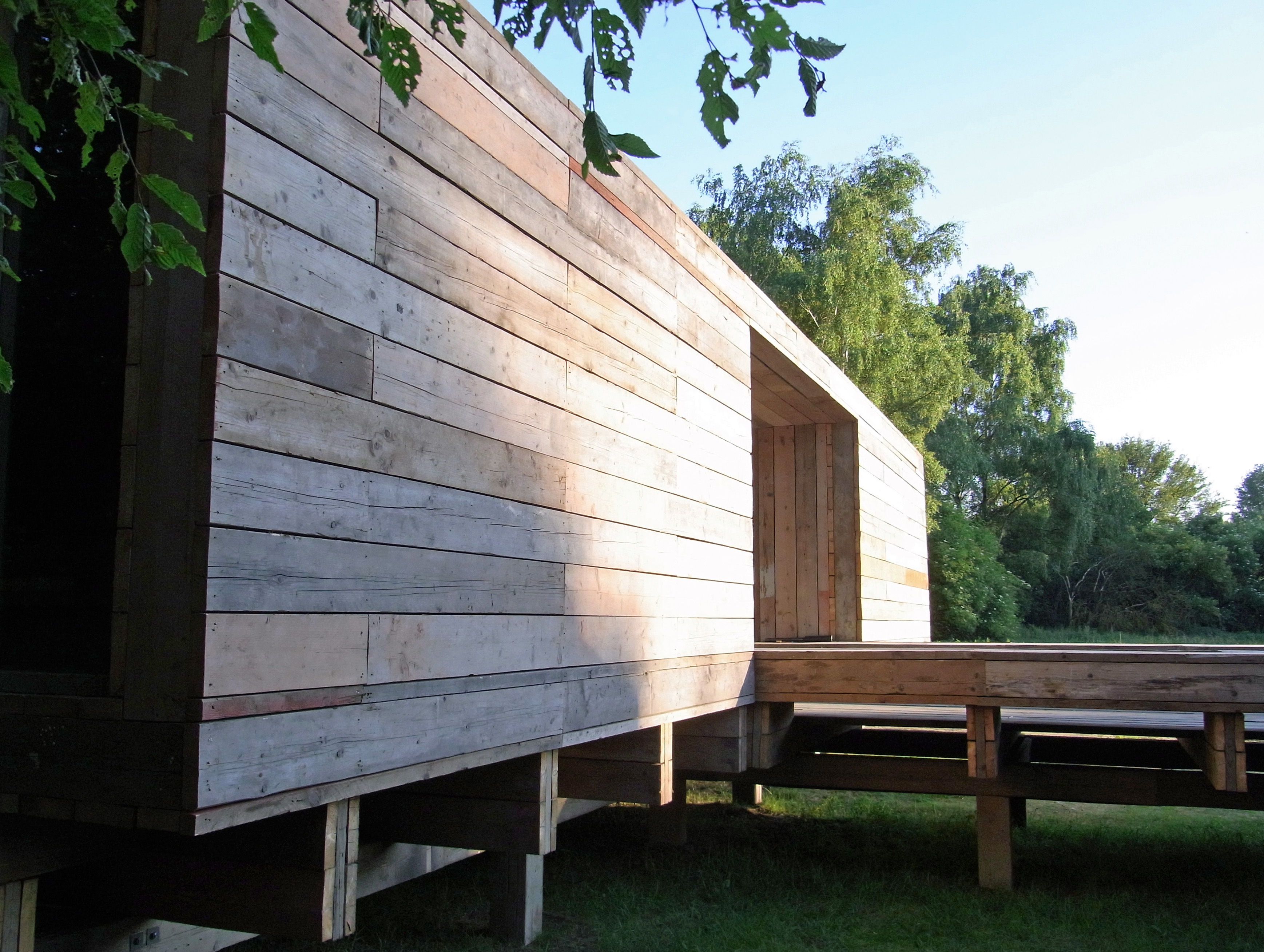
Detailansicht
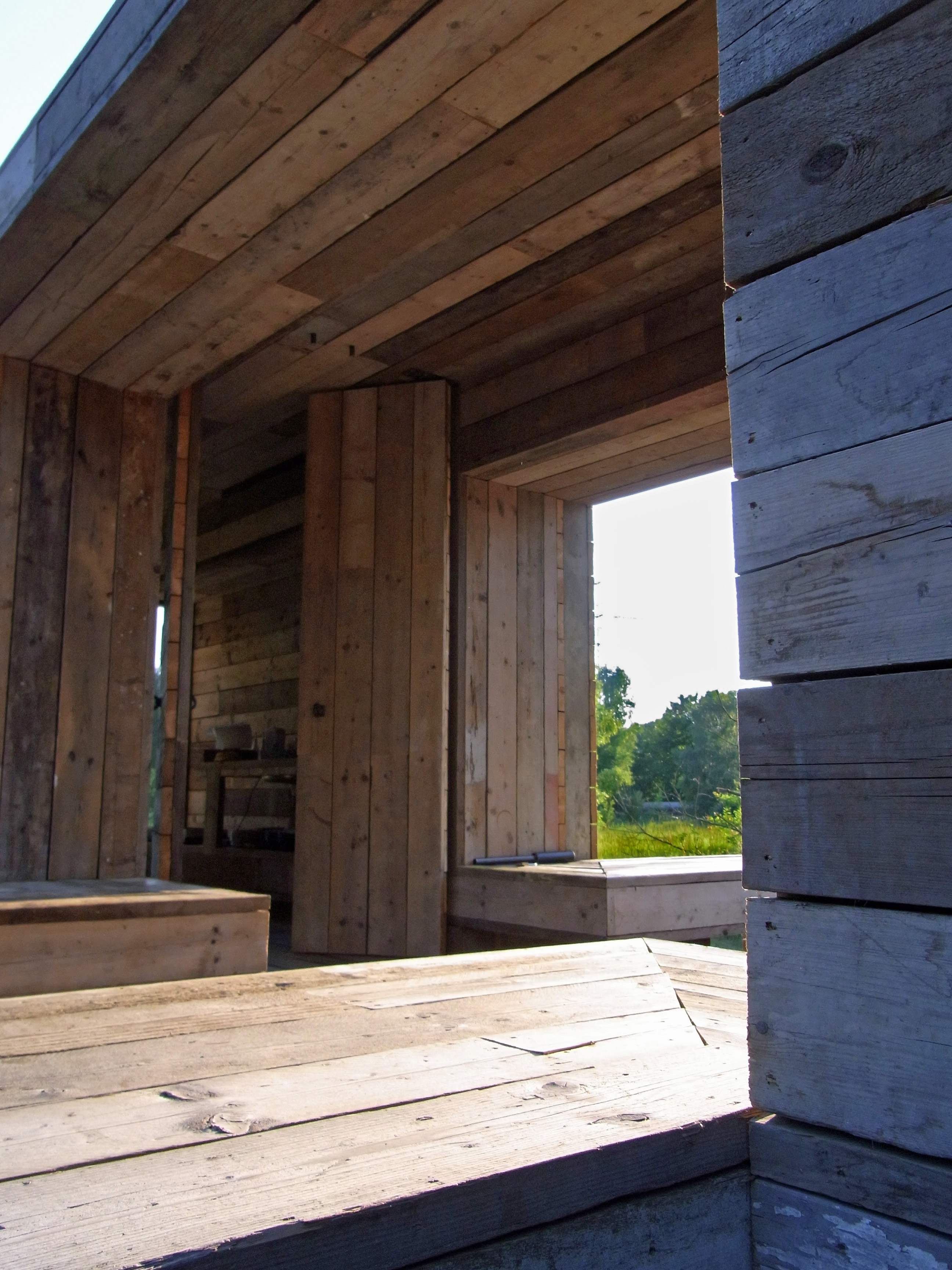
Detailansicht

#### Carbon Obelisk

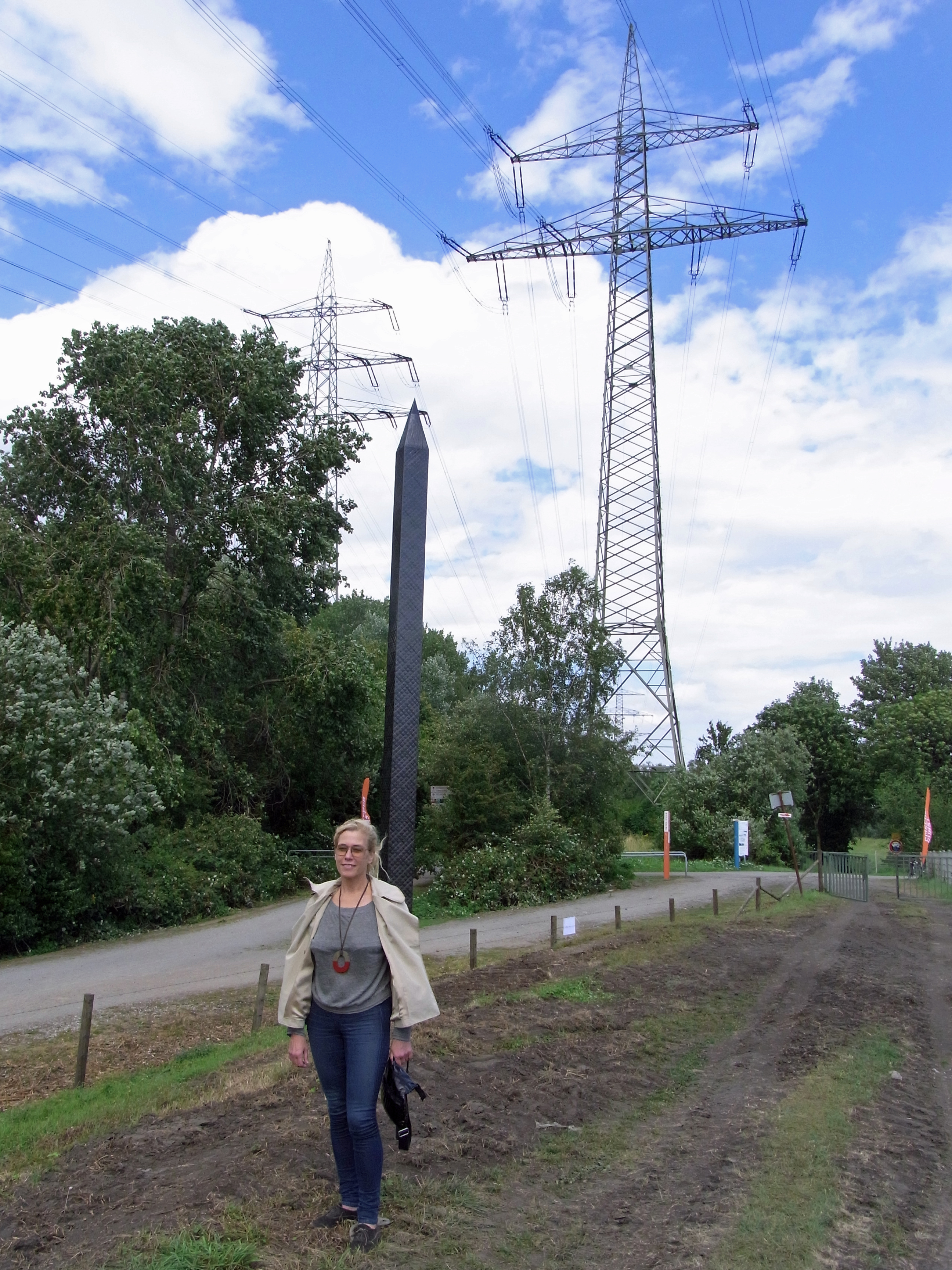
Rita McBride am „Carbon Obelisk“

Rita McBrides Skulptur „Carbon Obelisk“ befindet sich an einer unscheinbaren Wegkreuzung nördlich der Emscher. Der 14 Meter hohe Obelisk steht dabei räumlich in einer Linie mit den Landmarken das „Tor“ (Raimund Kummer) und der „Bramme“ von Richard Serra auf der Schurenbachhalde und markiert somit die Fortführung des Emscherwegs. Die Skulptur selbst besteht aus einem mit Epoxidharz verklebten Kohlenstofffaserwickel, ist tiefschwarz und innen hohl. Thematisch knüpft die Skulptur angesichts des verwendeten Hightechmaterials an die Entwicklung der Region vom ehemaligen Zentrum des Kohlenbergbaus in Deutschland zum fortschrittlichen Standort für Wissenschaft und Forschung an.

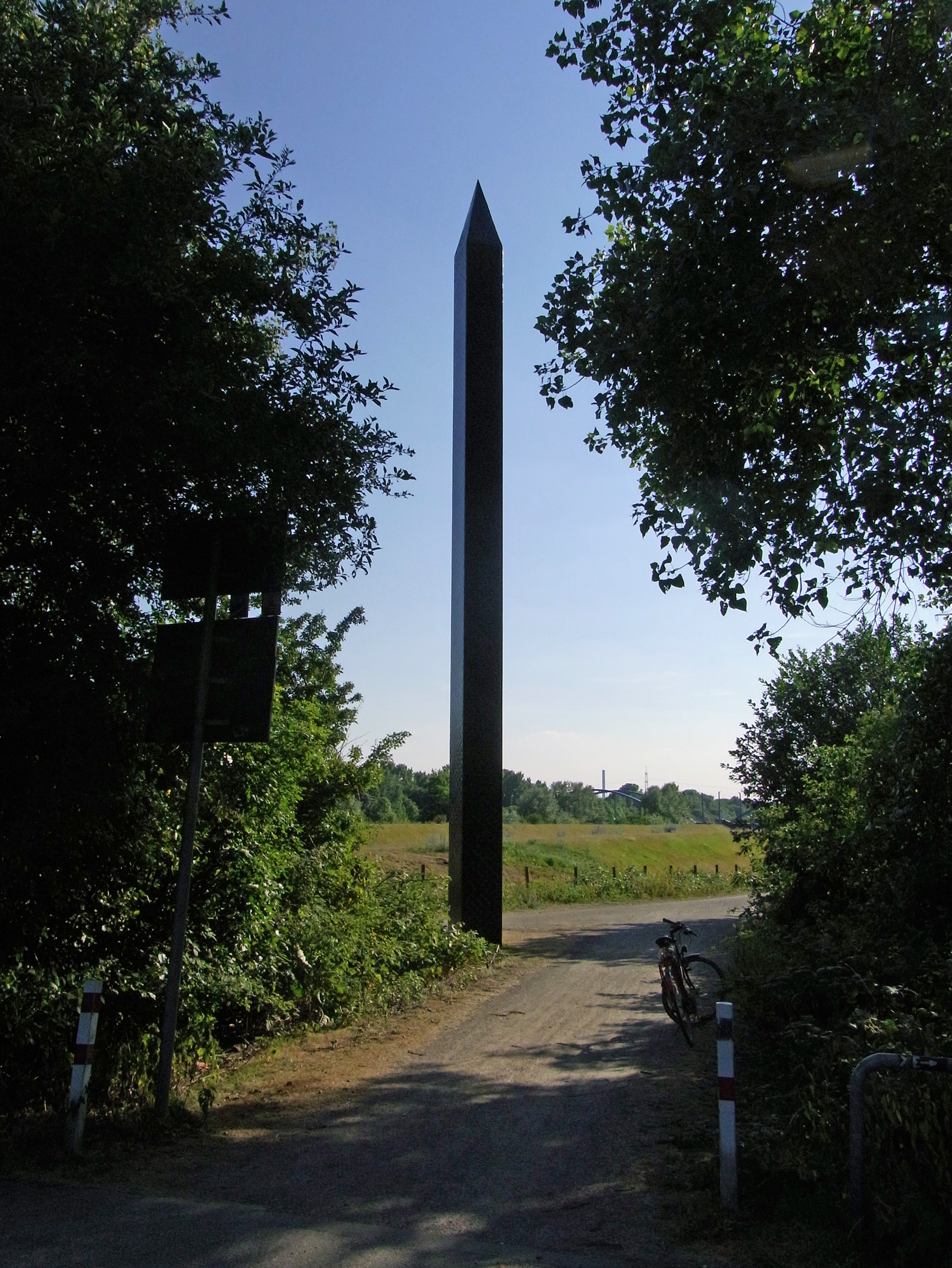
Carbon Obelisk
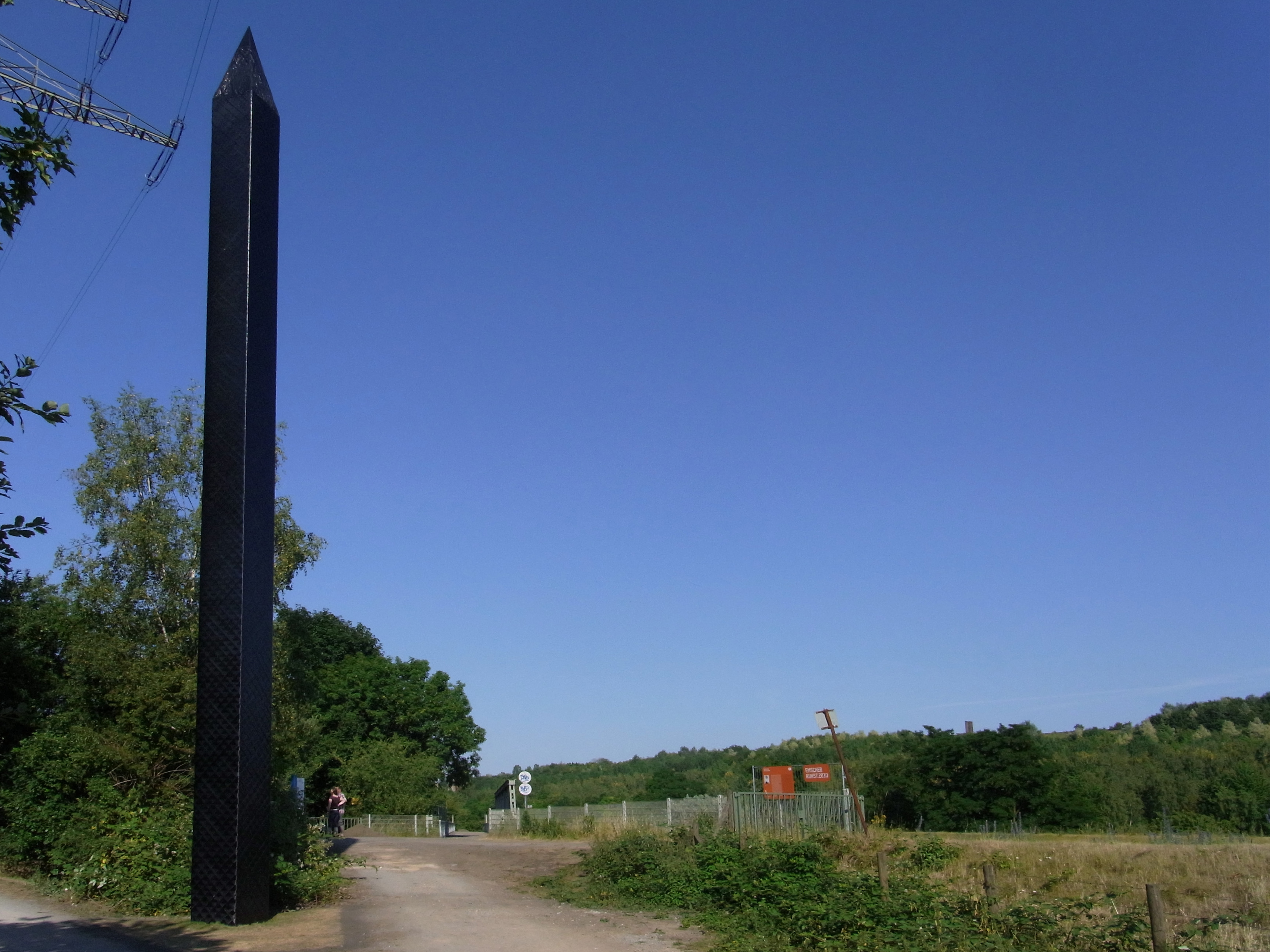
Mit Blick zur Bramme auf der Schurenbachhalde
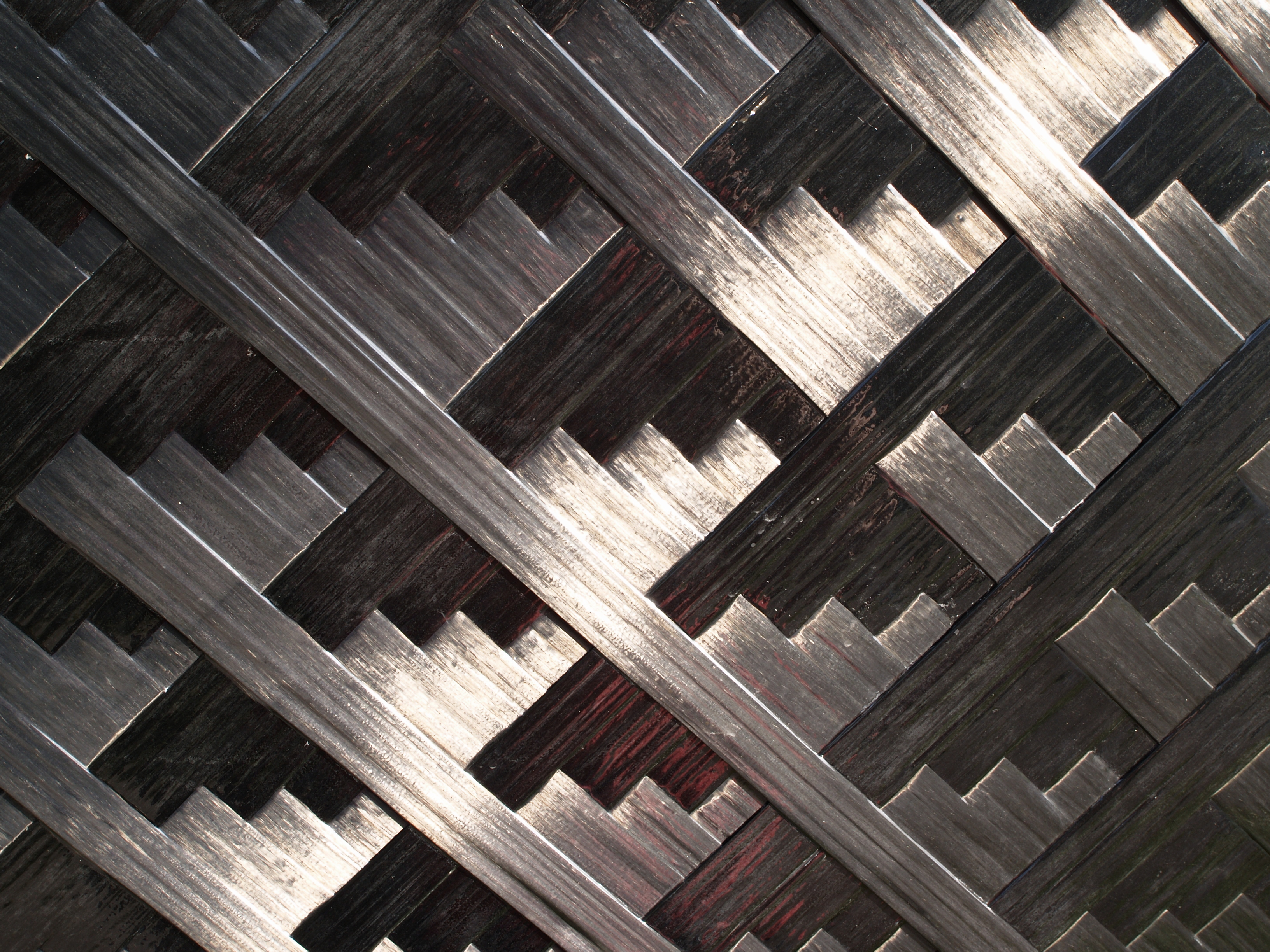
Oberflächenstruktur durch Wickeltechniketwa dreifünftel der Obeliskbreite in Augenhöhe

#### Turm 79

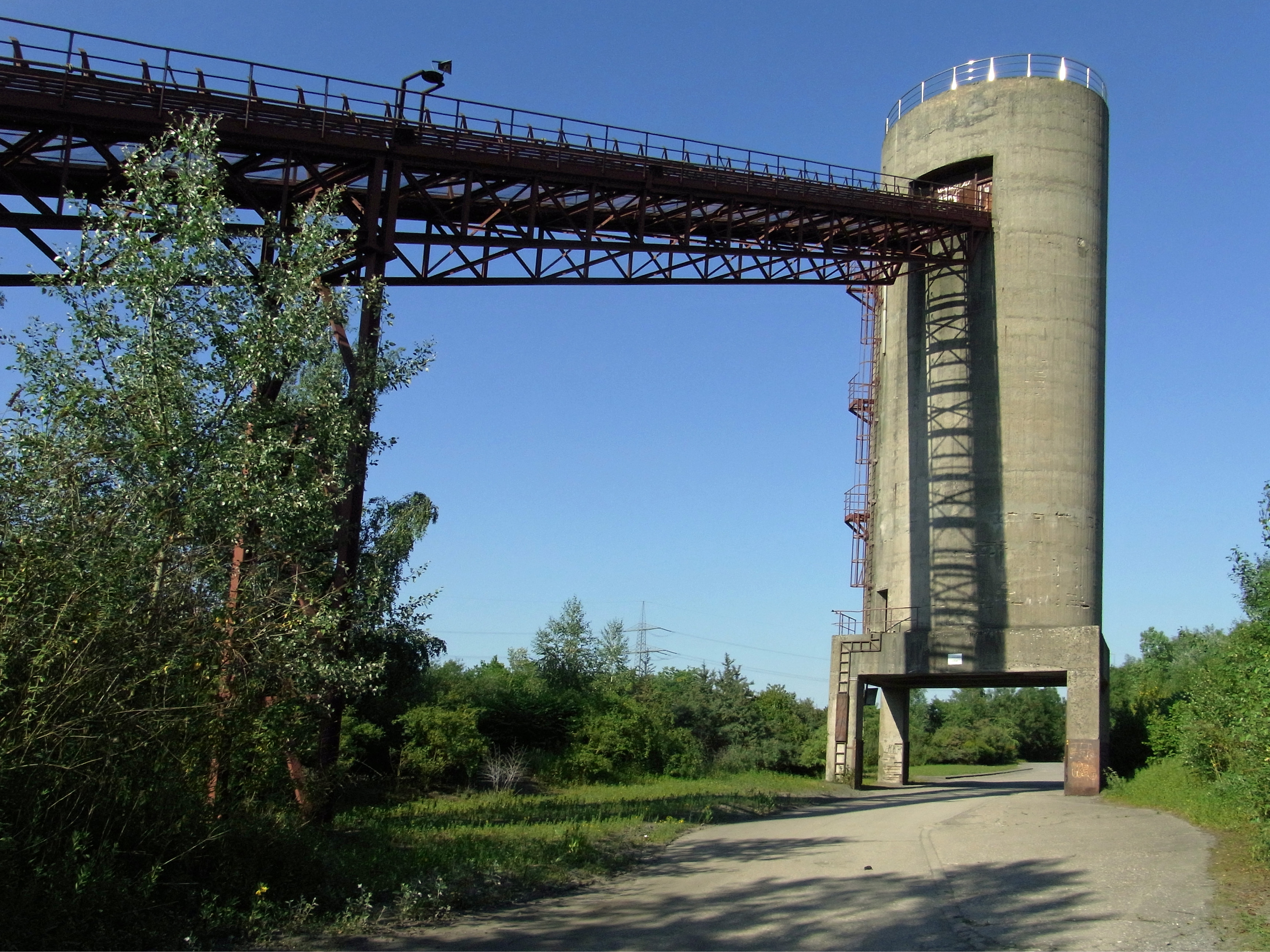
Ayşe Erkmen: Turm 79

Die Intervention von Ayşe Erkmen bezieht sich auf den ehemaligen Bergebunker der Schurenbachhalde am Südufer des Rhein-Herne-Kanals, den man von der Emscher aus gut sehen kann. Dafür hat die Künstlerin das Geländer auf dem Bunker mit echtem Gold überzogen, so dass es scheint, als sei dem Bunker eine goldene Krone aufgesetzt worden. Auf das Gold bezieht sich auch der Titel „Turm 79“ – 79 ist die Ordnungszahl für Gold im Periodensystem der Elemente. Ayse Erkmen spielt hier auch mit der Bezeichnung der Steinkohle als dem „schwarzen Gold“ des Ruhrgebiets.

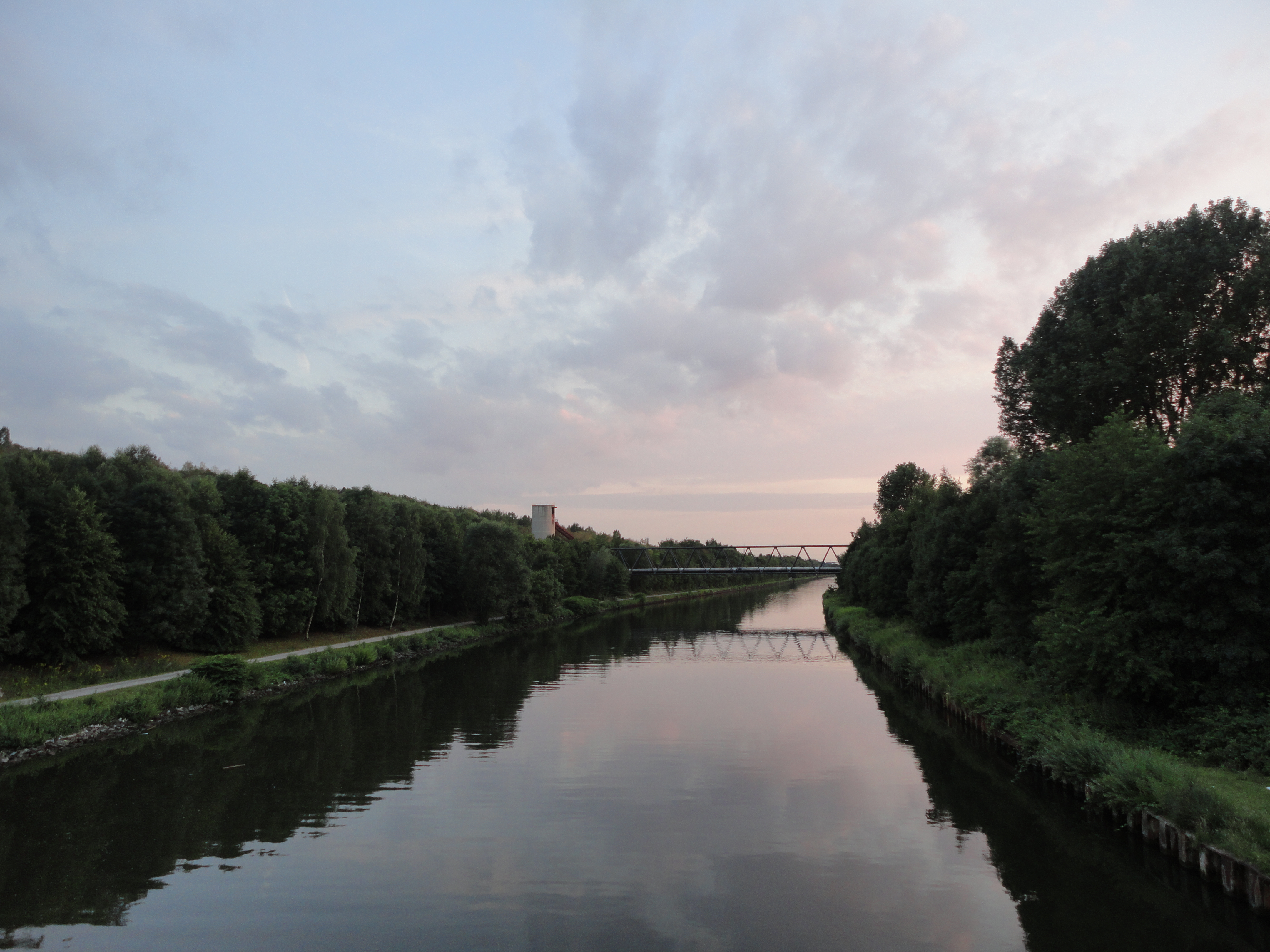
Blick über den Rhein-Herne-Kanal
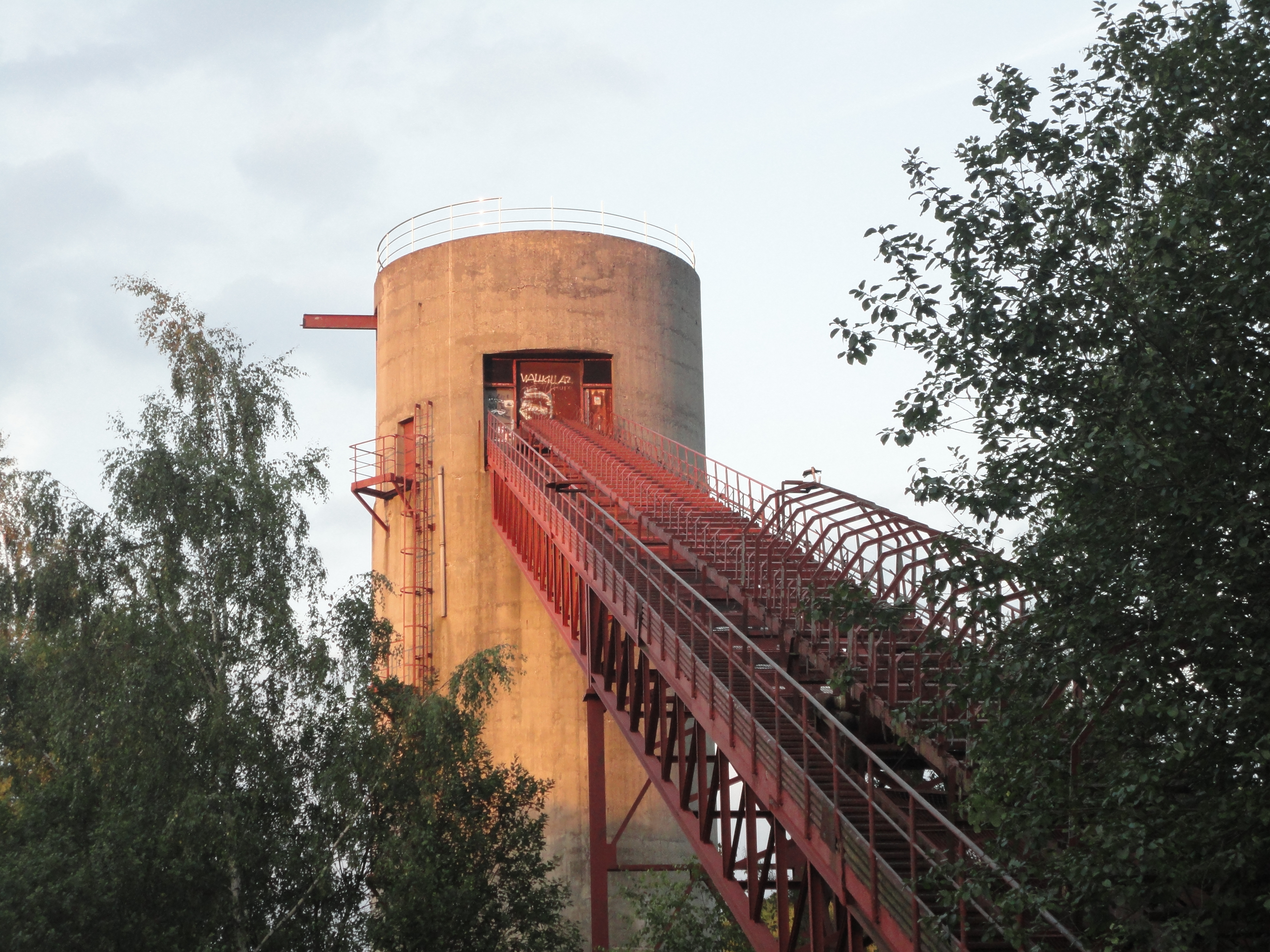
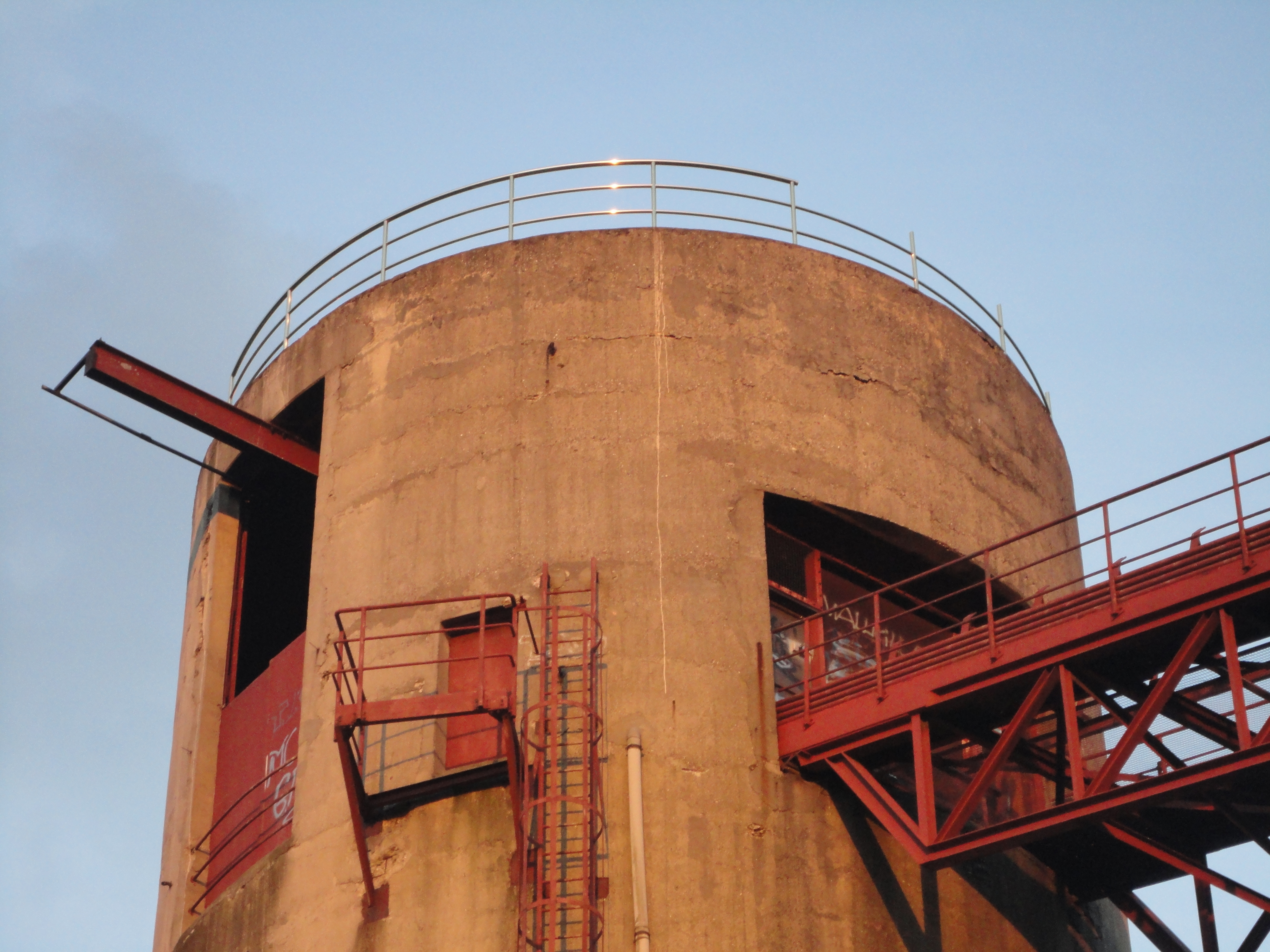
Vergoldetes Geländer

#### Between the Waters - The Emscher Community Garden

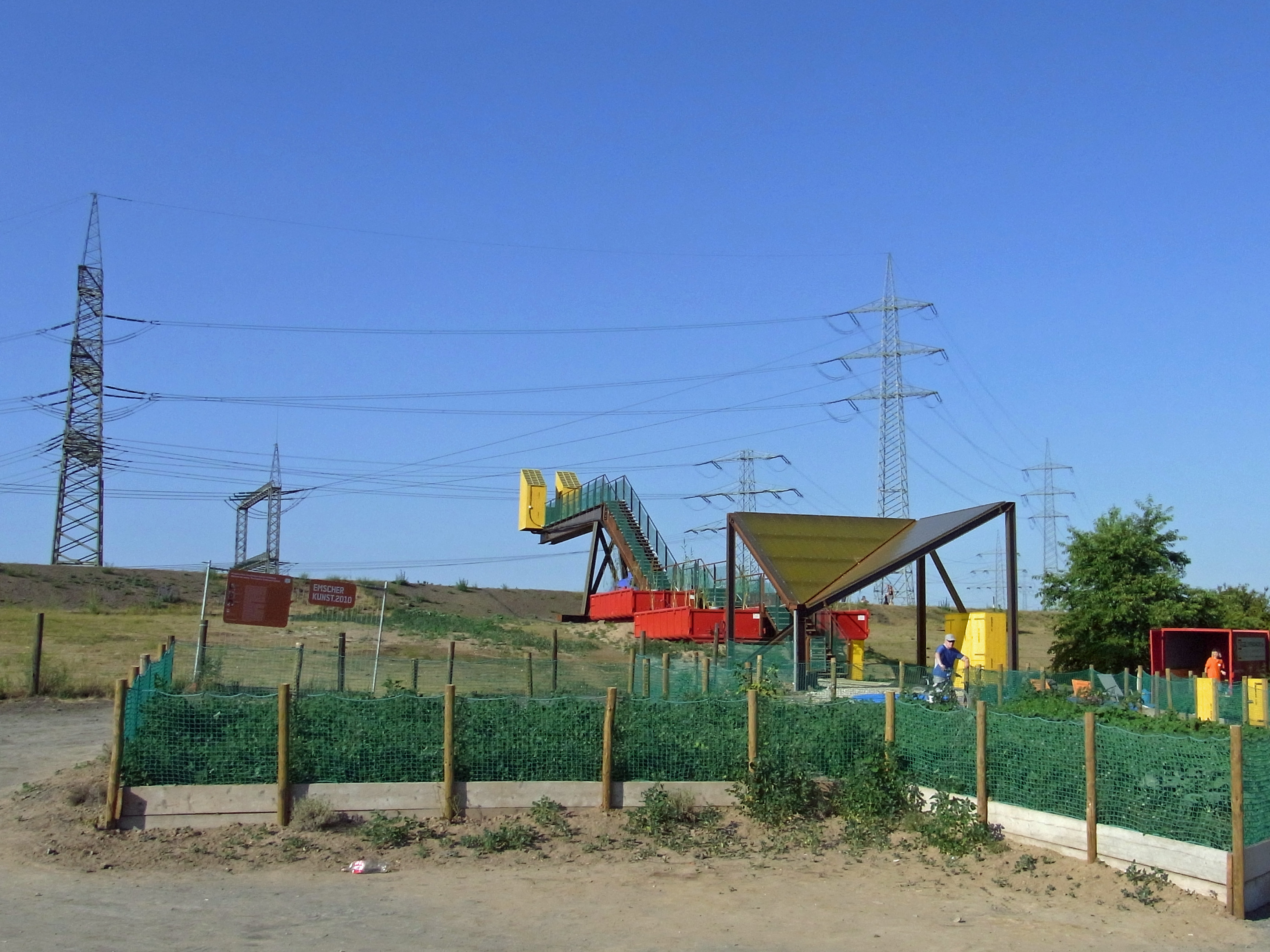
Der Emscher Community Garden

Die Emscher wird in diesem gartenähnlichen Kunstprojekt aus Zier- und Nutzpflanzen mit dem Rhein-Herne-Kanal symbolisch verbunden. Diese Installation von Marjetica Potrč und Ooze Architects stellt ein Biofiltersystem dar, das Schmutzwasser zu Brauchwasser transformiert und damit blühende Flächen für die Besucher erschafft.

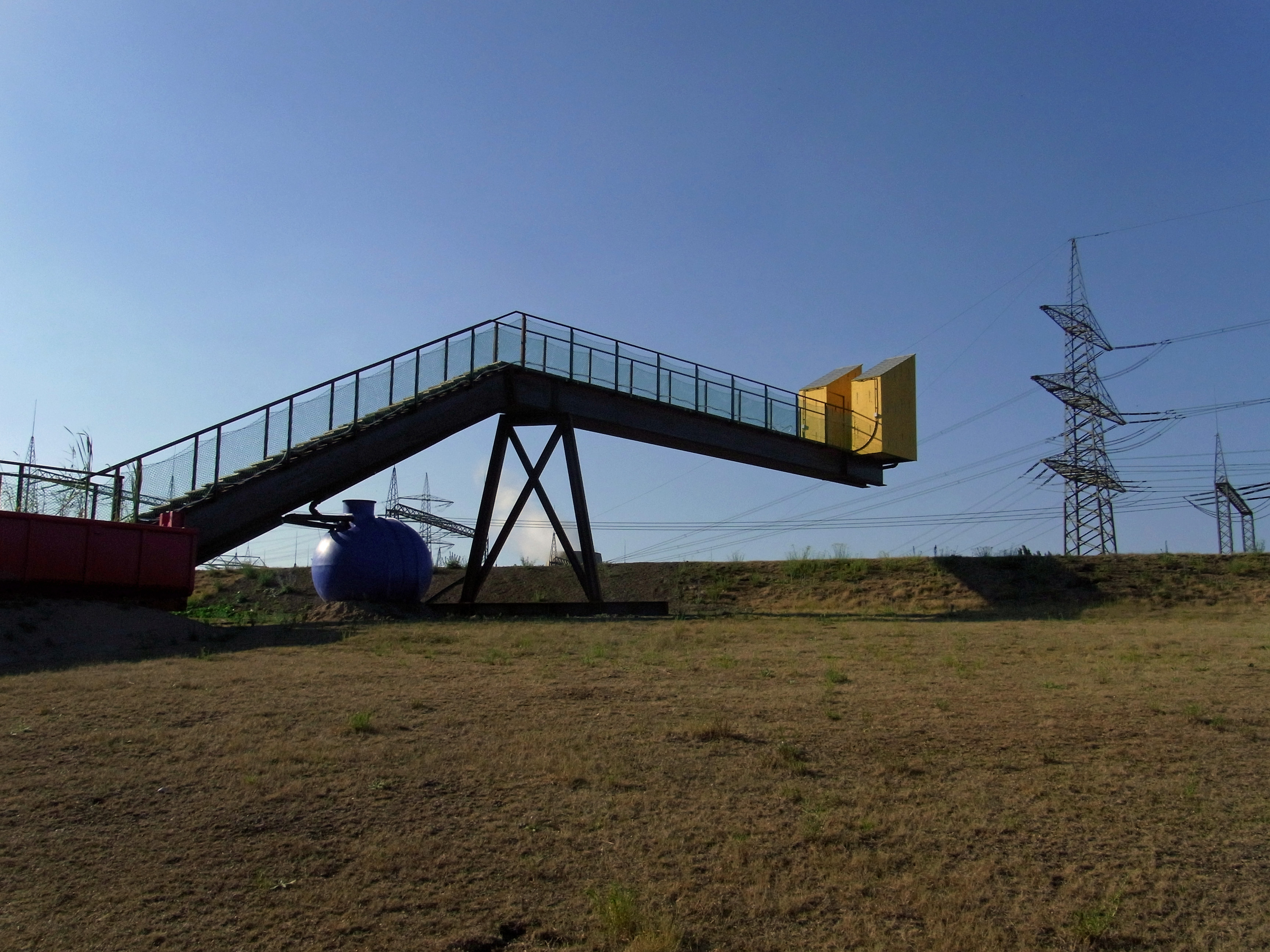
Toilettenhäuschen über der Emscher
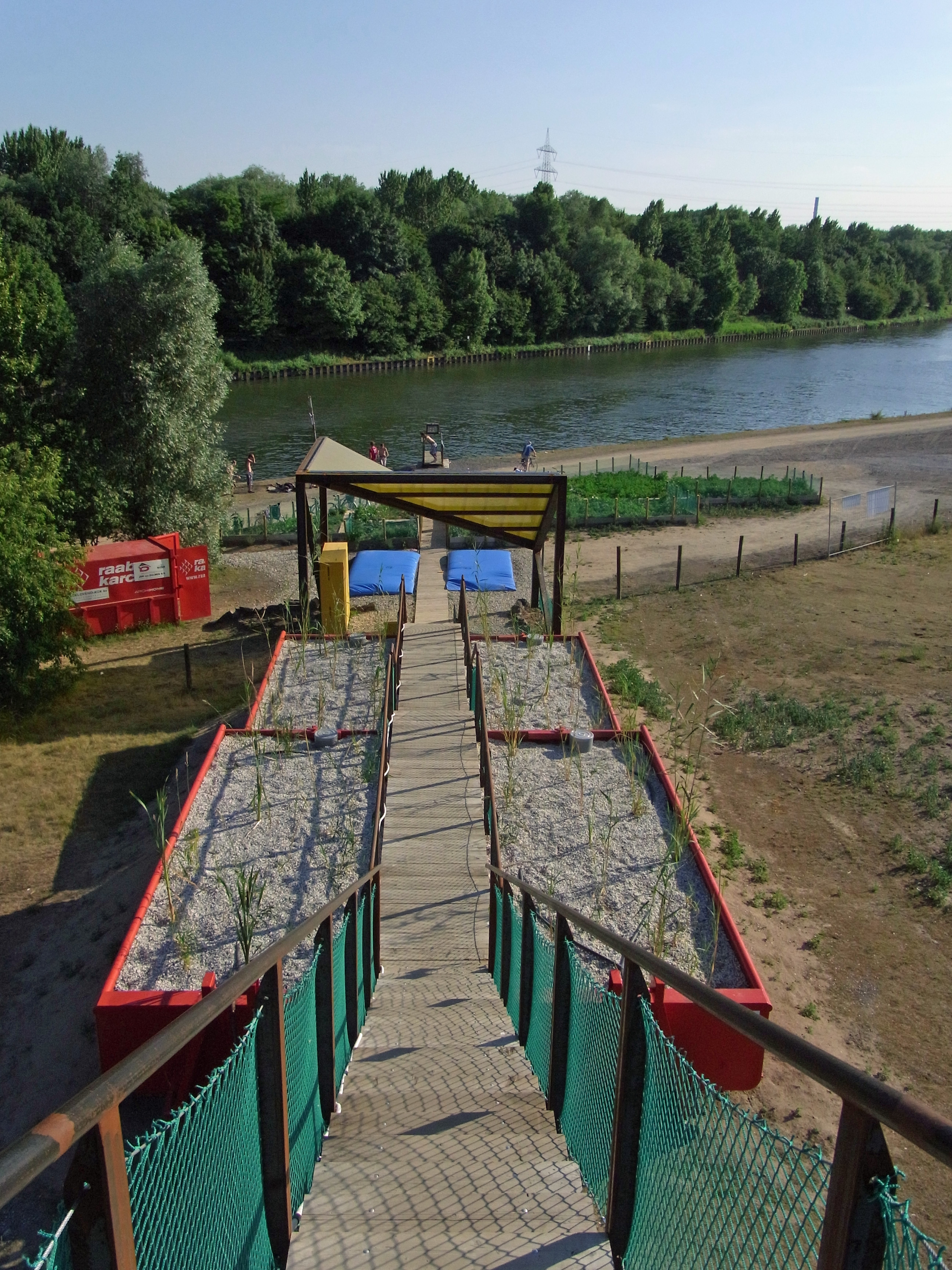
Biologische Filter und Regenwasserkollektor
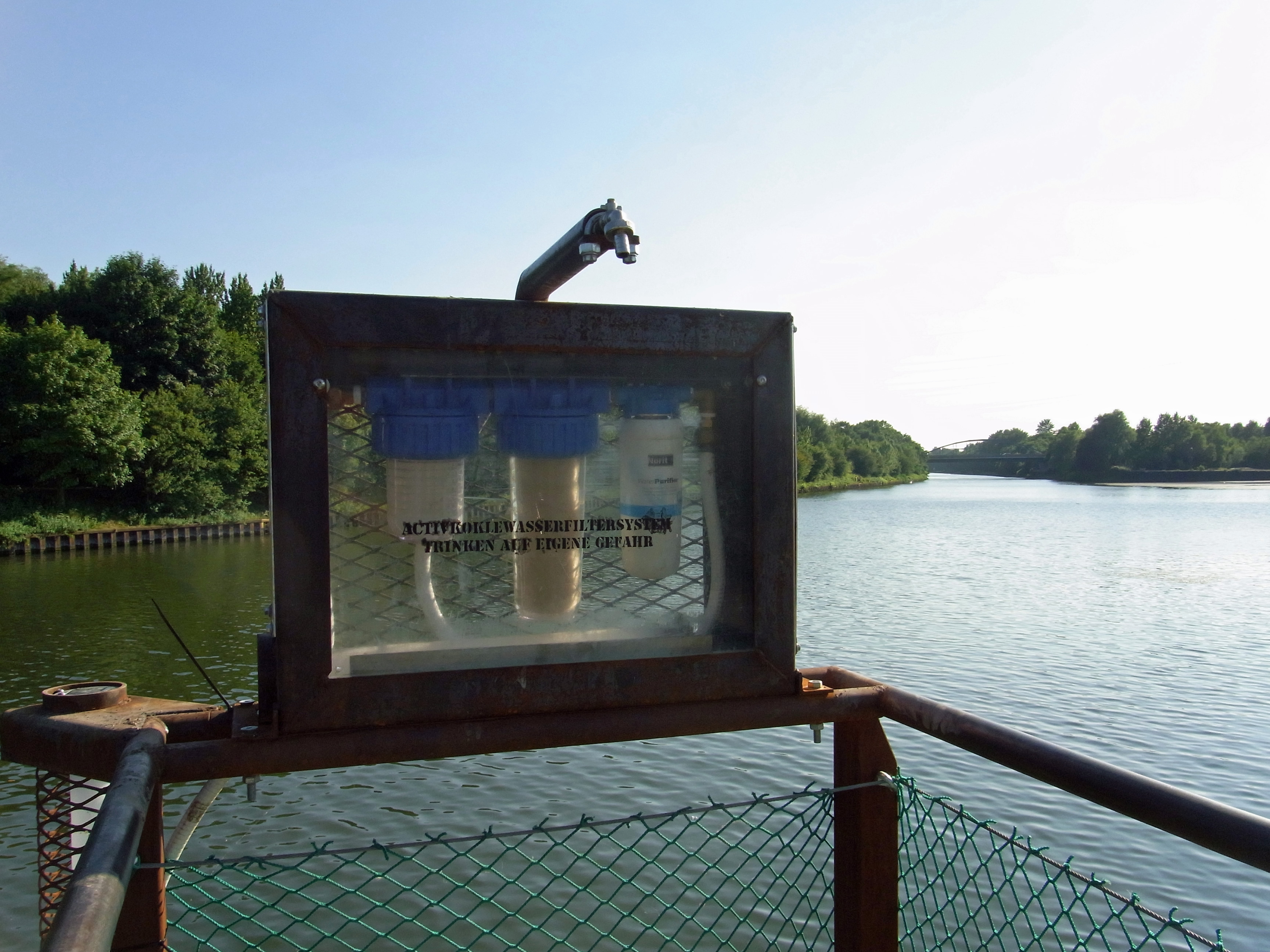
Trinkwasser über dem Kanal

### Raum 7 – Bottrop: BernePark

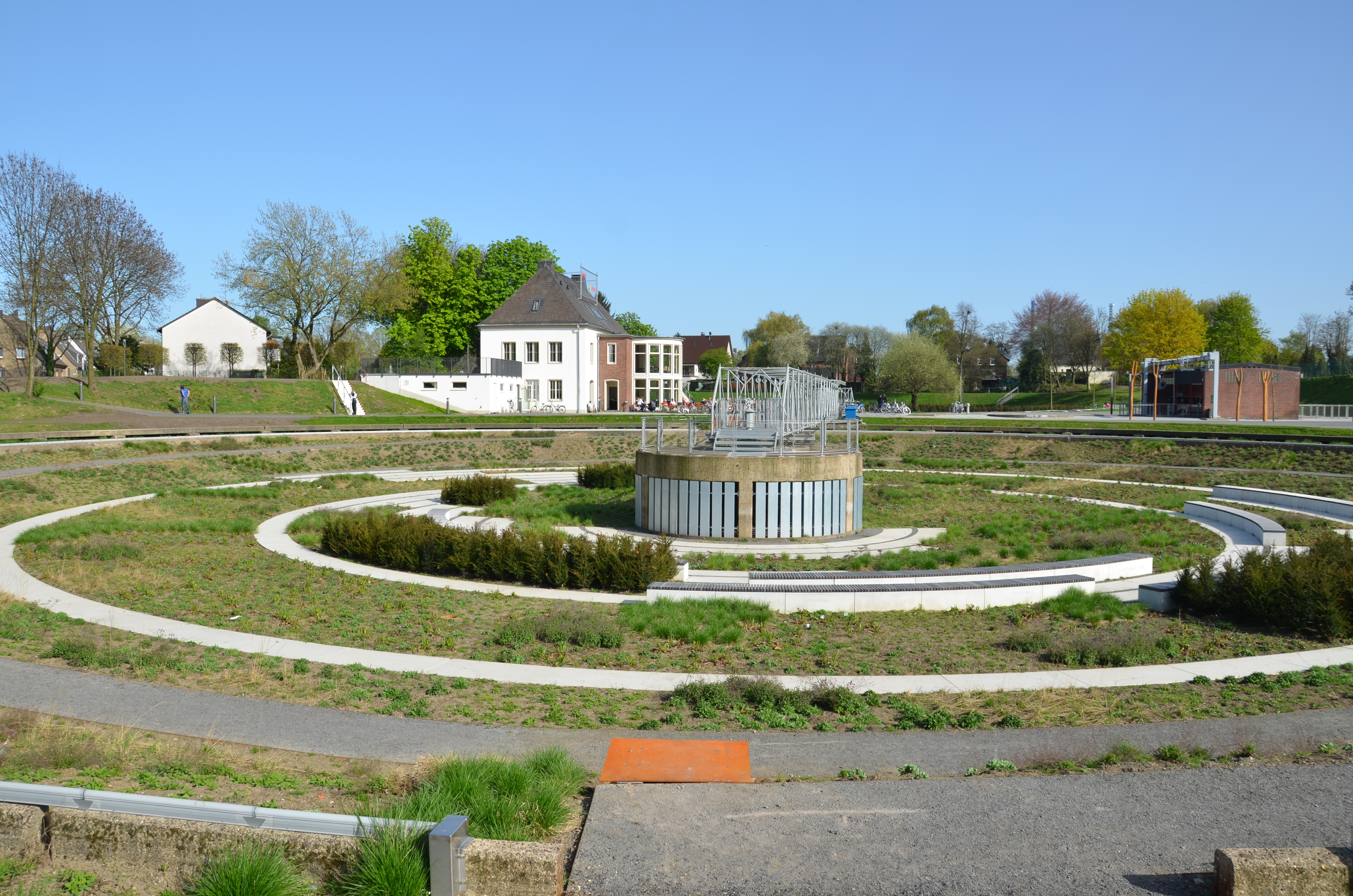
Gartenkunst auf der ehemaligen Kläranlage

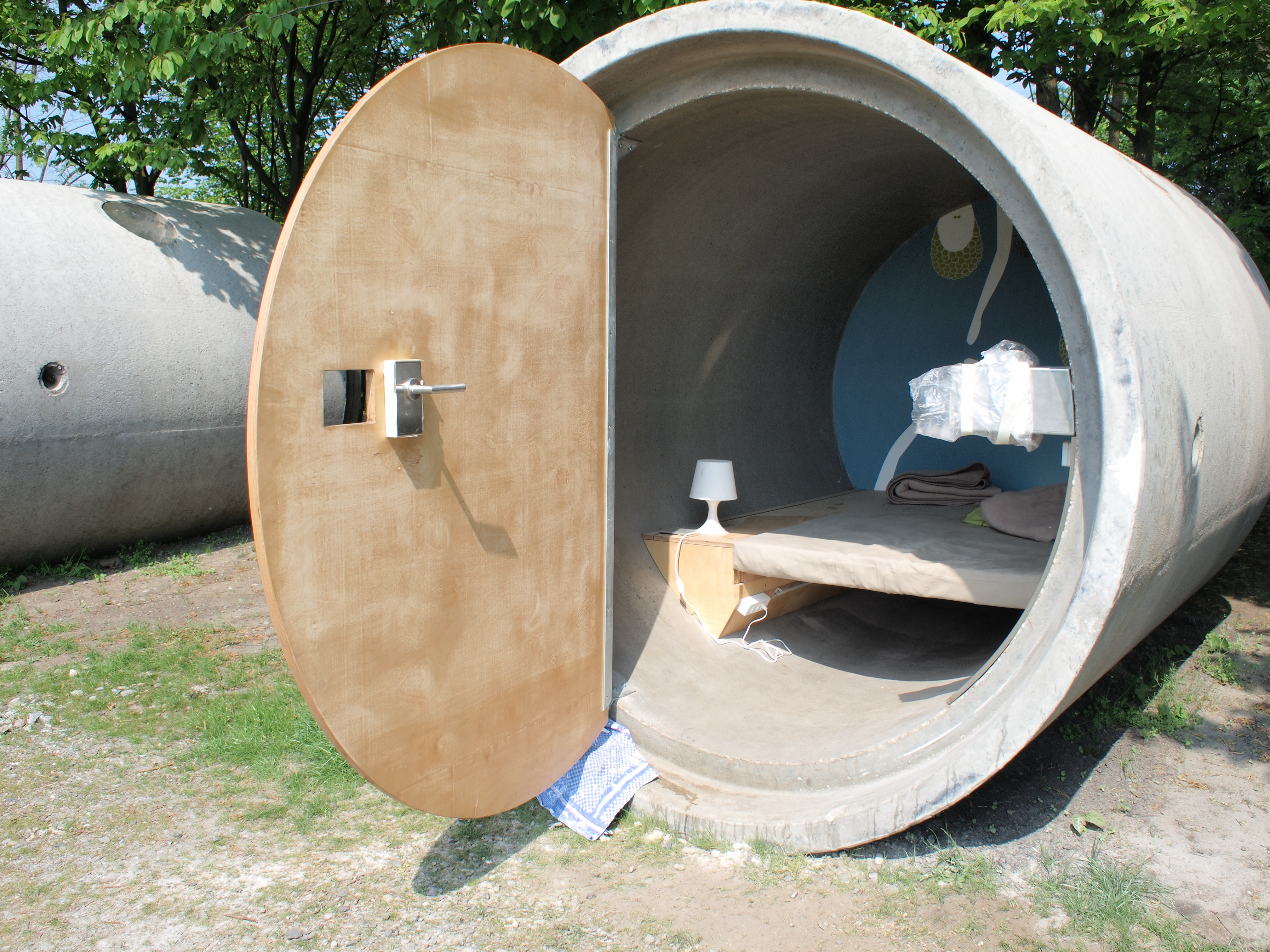
Schlafröhre: stabil, gemütlich, abschließbar

Die Gesamtplanung zur Umgestaltung der ehemaligen Kläranlage Bernemündung in Ebel liegt bei dem Essener Landschaftsarchitekturbüro Davids, Terfrüchte + Partner.

#### Gartenkunst im BernePark
Im Zuge der Umgestaltung der ehemaligen Kläranlage zu einer öffentlichen Parkanlage transformieren die Landschaftskünstler Piet Oudolf und Eelco Hooftman des Londoner Büros Cross.Max eines der ehemaligen Klärbecken in einen versunkenen Garten, der als Wasserbecken erhalten bleibt. Das zweite Klärbecken wird mit Erde verfüllt und landschaftsgärtnerisch zu einer begehbaren Parkanlage gestaltet. Zusätzlich werden die ehemaligen Klärbecken durch den Künstler Mischa Kuball bei Dämmerung durch eine Lichtinstallation betont, die, wie die früher hier installierten Umwälzrechen, regelmäßig die Ränder umläuft.

#### Catch as catch can
Die zu Kunstwerken umgestalteten Klärbecken wurden durch eine Schriftinstallation des New Yorker Künstlers Lawrence Weiner auf dem Dach des denkmalgeschützten Betriebsgebäudes ergänzt. Der Schriftzug soll die verträumte Atmosphäre des zukünftigen Berneparks durchbrechen.

#### Dasparkhotel
Nach einer Idee des österreichischen Künstlers Andreas Strauss wurden im Bernepark fünf zu Übernachtungsmöglichkeiten ausgebaute Schlafröhren ausgelegt. Es handelt sich um Betonröhren mit ca. zwei Metern lichter Weite und einer Länge von 2,60 Metern mit künstlerisch gestalteter Rückwand, einer Belüftungsöffnung darin, einer etwa 30 Zentimeter großen Fensterbohrung und einer Tür auf der Vorderseite, die über ein elektronisches Zahlenschloss verschlossen und geöffnet werden kann. Bei Buchung einer Übernachtung erfährt man den täglich wechselnden Öffnungscode. Die einfache Einrichtung besteht aus einem Bettkasten, einem Lattenrost mit Matratzenauflage, Kissen, Decken und einer Nachttischlampe. Sanitäranlagen gibt es in einem Container im Hintergrund. Es handelt sich nach der Installation in Ottensheim um die zweite dieser Art.

### Raum 8 – Oberhausen: Schloss Oberhausen, Gasometer

#### Slinky Springs to Fame
Die neue, von Tobias Rehberger in enger Zusammenarbeit mit dem Ingenieurbüro Schlaich Bergermann und Partner entwickelte, Slinky springs to fame genannte Fußgängerbrücke am Schloss Oberhausen führt in zehn Meter Höhe über den Rhein-Herne-Kanal und verbindet den Kaisergarten des Schlosses Oberhausen mit der gegenüberliegenden Emscherinsel. Um die Durchfahrtshöhe zu erreichen, winden sich die Zu- und Abgänge mehrmals, sodass die Spannbandbrücke eine Gesamtlänge von 406 Meter erreicht.
Rehberger, der als Grenzgänger zwischen Kunst, Architektur und Design angesehen wird, entwarf eine schwingende Spirale – „leicht, wild, unregelmäßig, wie ein geworfenes Seil“. Der Name der Brückenskulptur wurde von dem Spielzeug Slinky inspiriert. Die Lauffläche wird zudem durch zwischen 16 Farbtönen asymmetrisch wechselnde Felder rhythmisch betont.
Das Leitprojekt der Emscherkunst.2010 stellt rund ein Drittel der Gesamtkosten. Die Brücke konnte wegen Gründungsproblemen nicht zur Eröffnung Ende Mai fertiggestellt werden; ihre Einweihung fand erst im Juni 2011 statt.

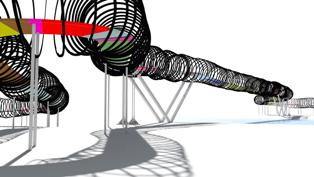
Tobias Rehberger: Entwurf zur Fußgängerbrücke im Kaisergarten Oberhausen
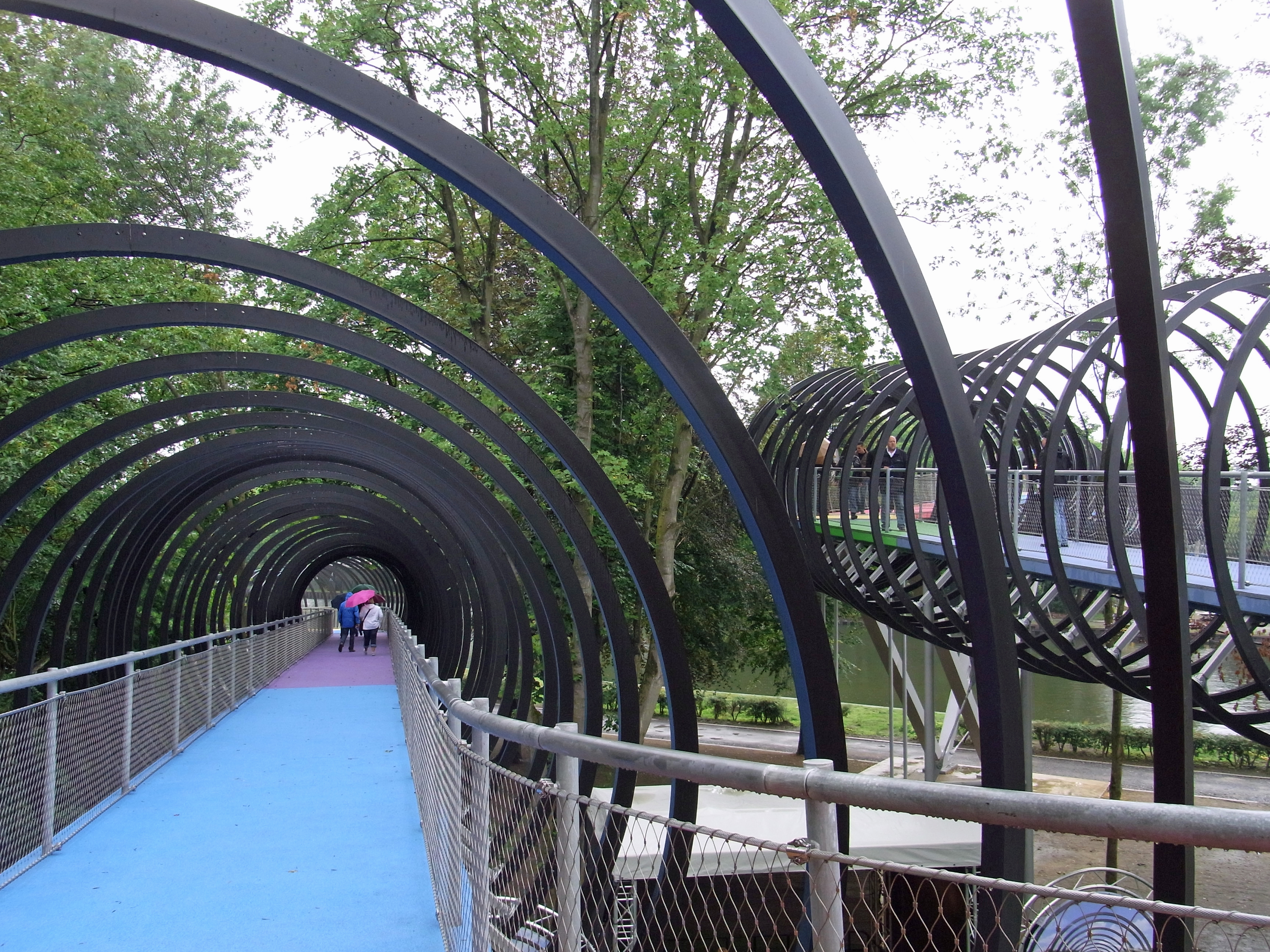
Windung der Brücke, bevor sie über den Kanal geht
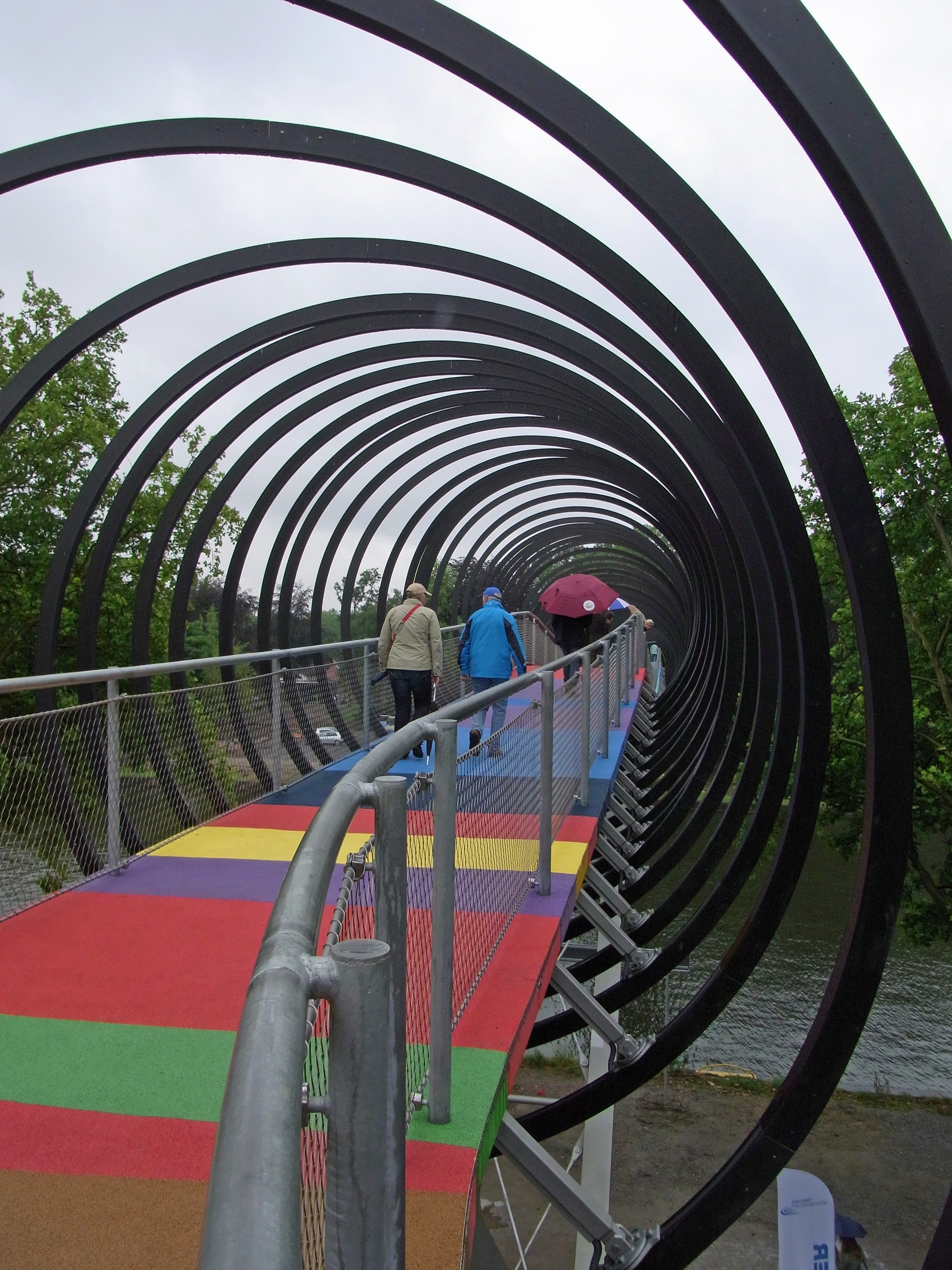
Mehrfarbiger Boden der Brücke
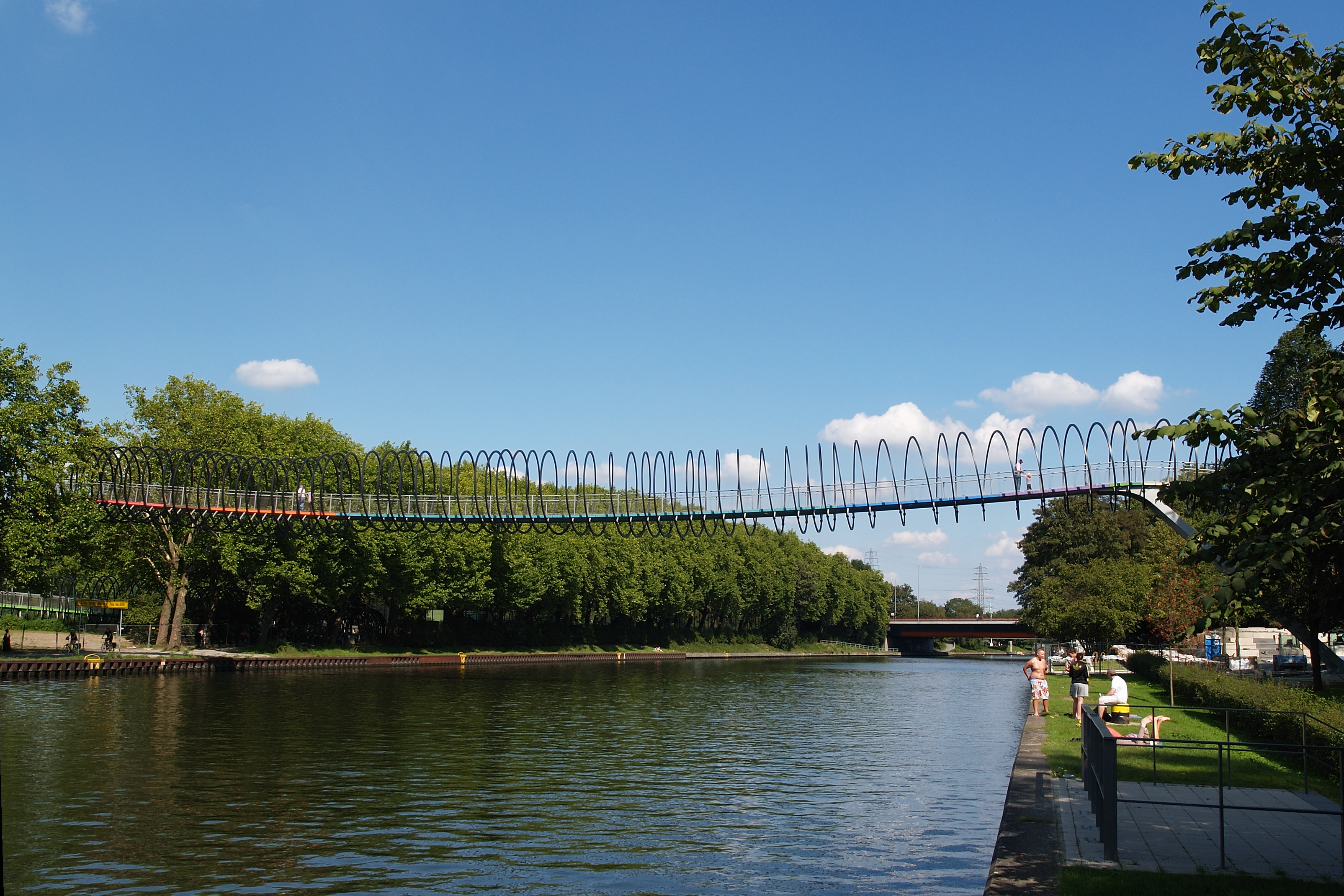
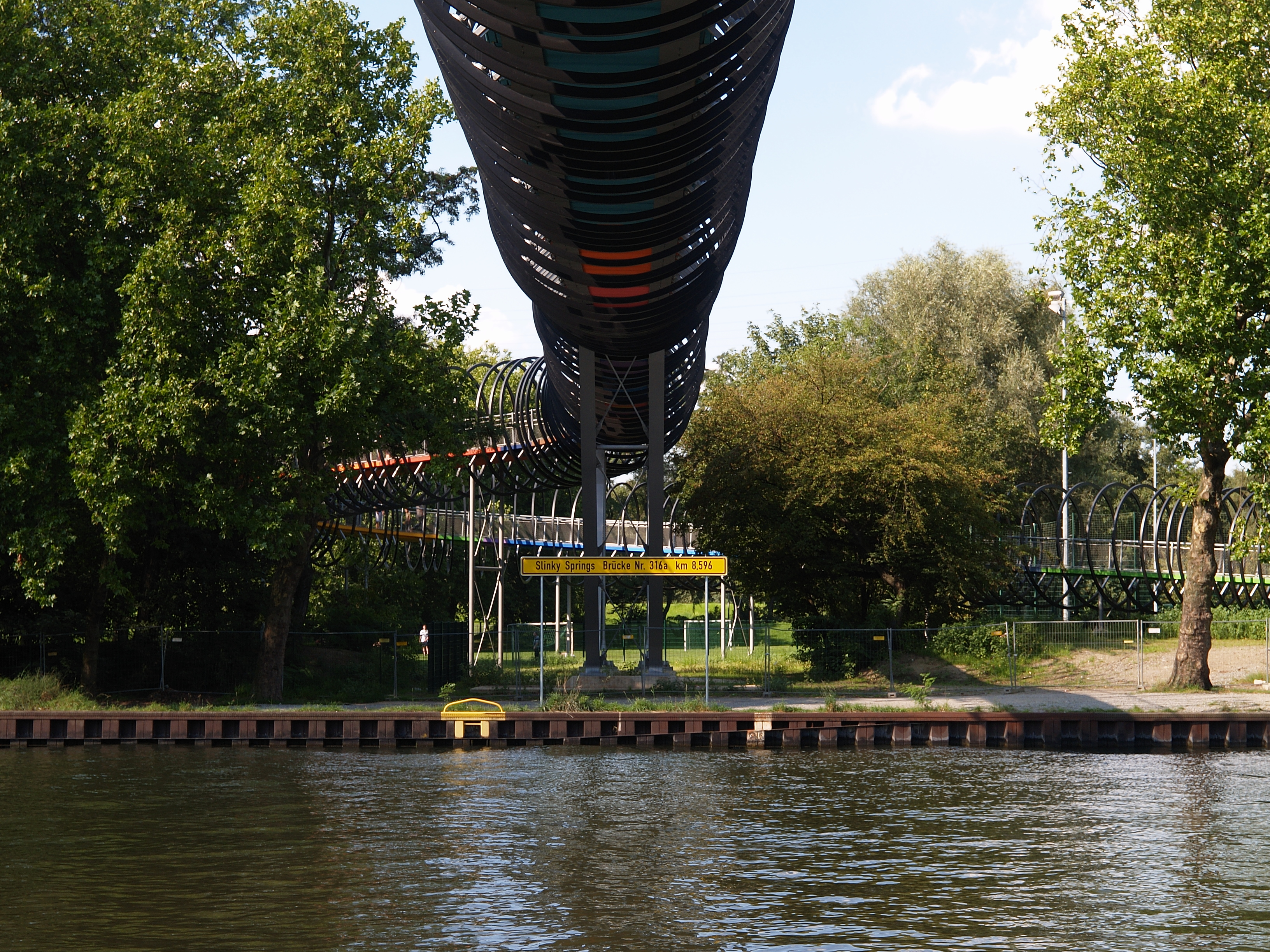
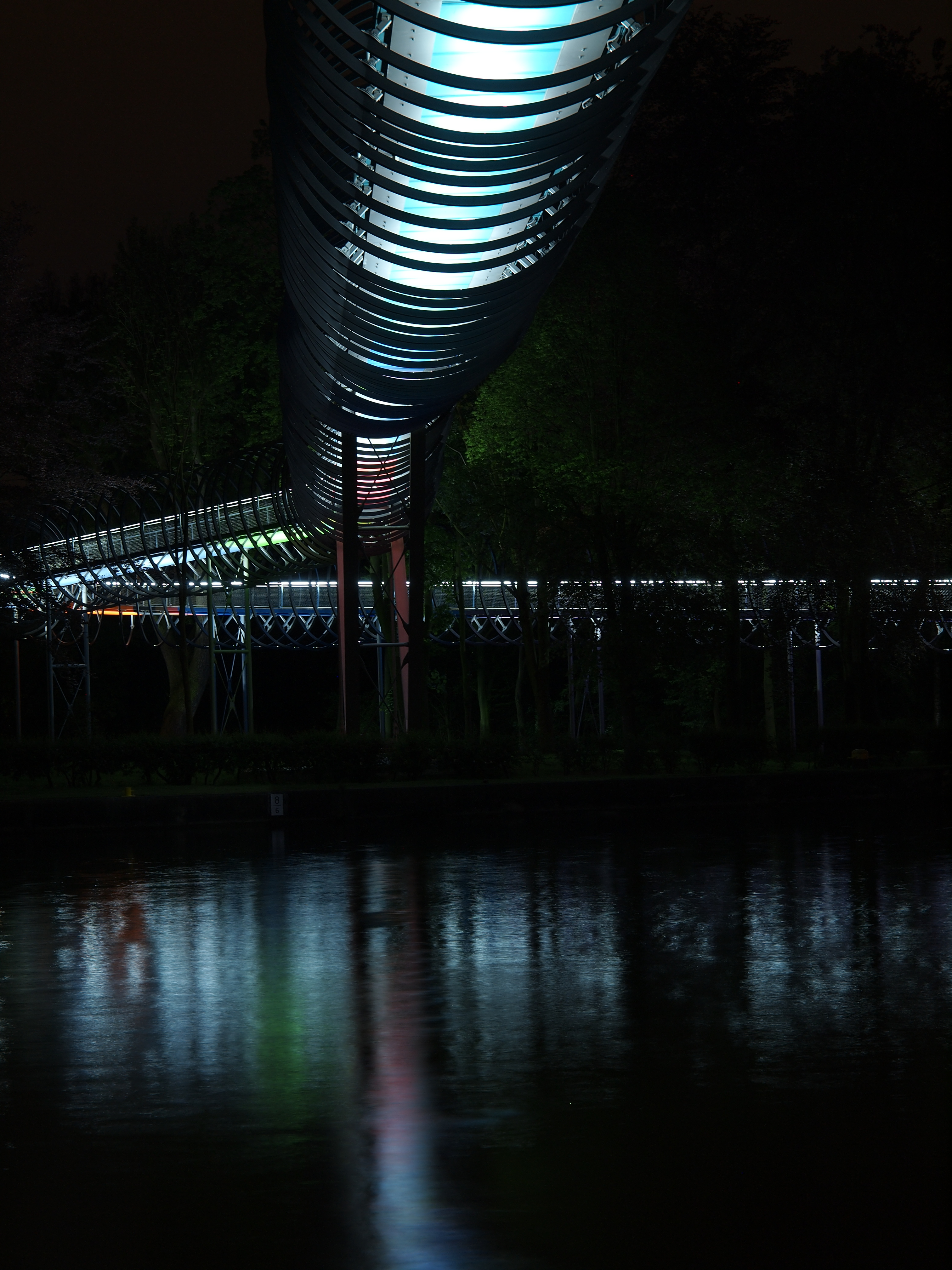
Beleuchtung …
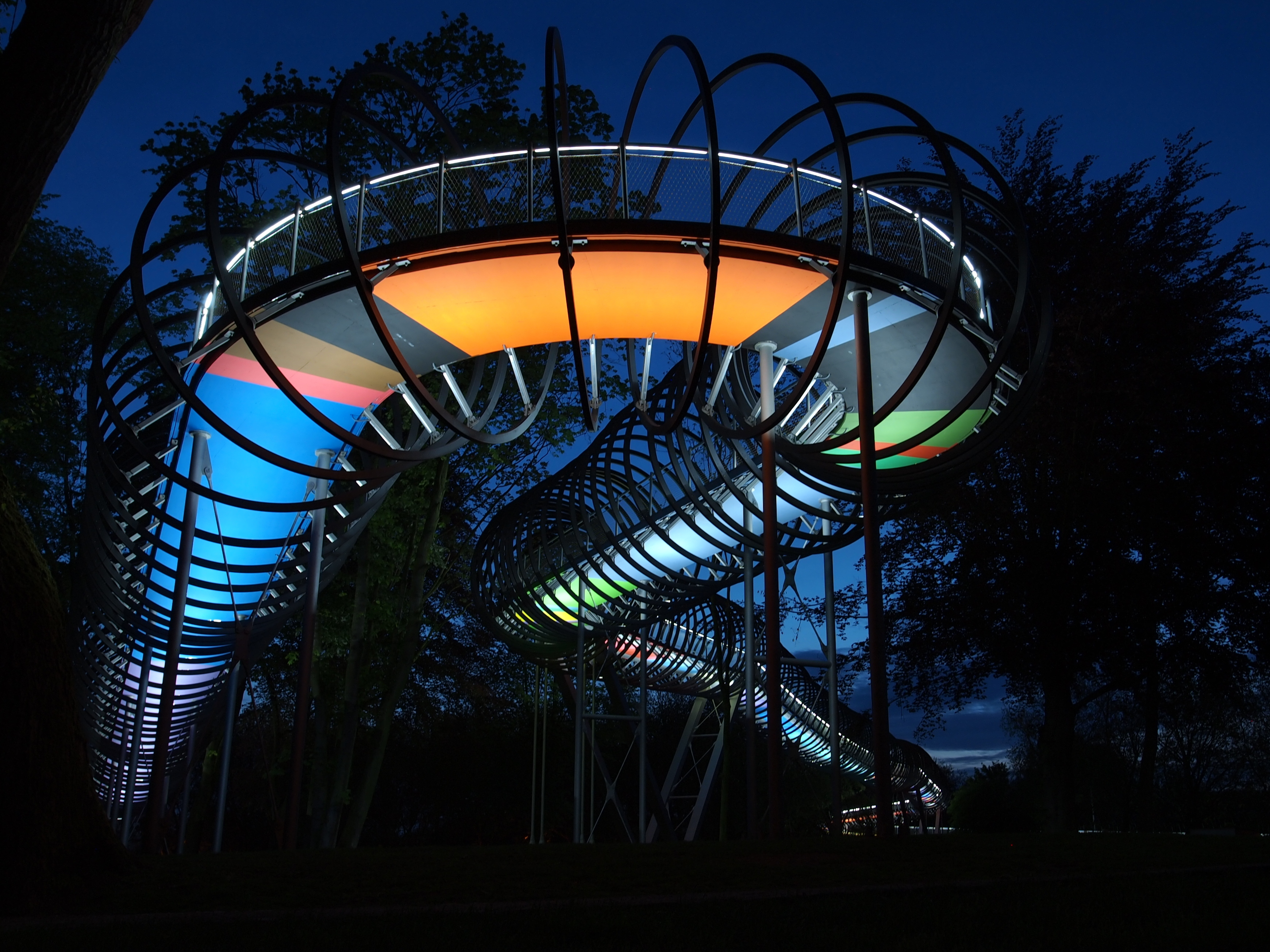
Bei Nacht

## Raumübergreifende Kunstprojekte

### Connecting Views

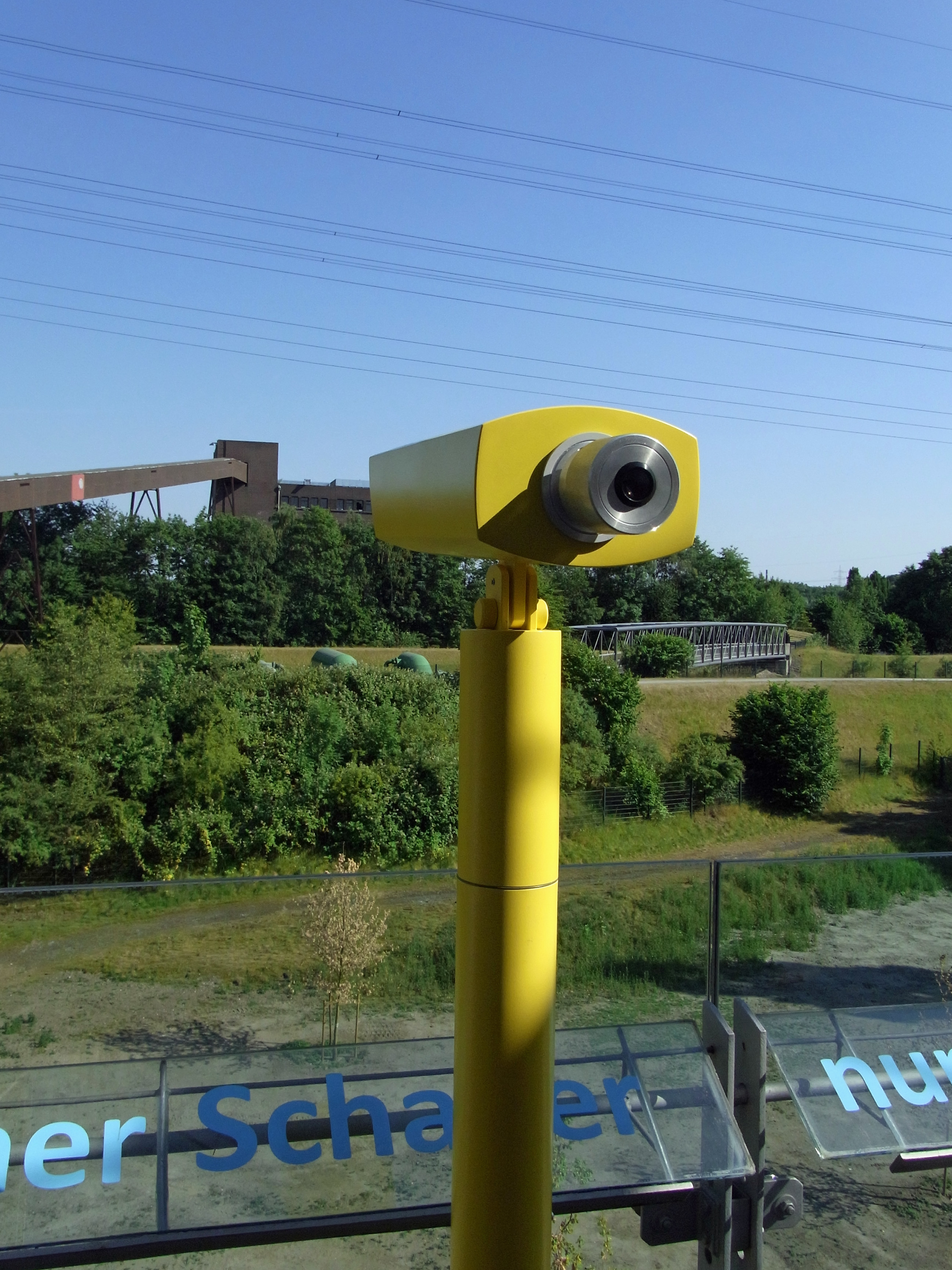
Connecting Views im Nordsternpark

Verteilt auf der gesamten Emscherinsel, entlang der Emscher Rad- und Spazierwege, wurden in allen acht Ausstellungsräumen Fernrohre des dänischen Installationskünstlers Jeppe Hein platziert. Die Fernrohre erinnern auf den ersten Blick an solche auf Aussichtsplattformen und touristischen Anlaufstationen, sie erfüllen aber die erwartete Fernsicht nur im übertragenen Sinne und überraschen die Wahrnehmungsgewohnheiten des Betrachters durch die zu sehenden Bilder.

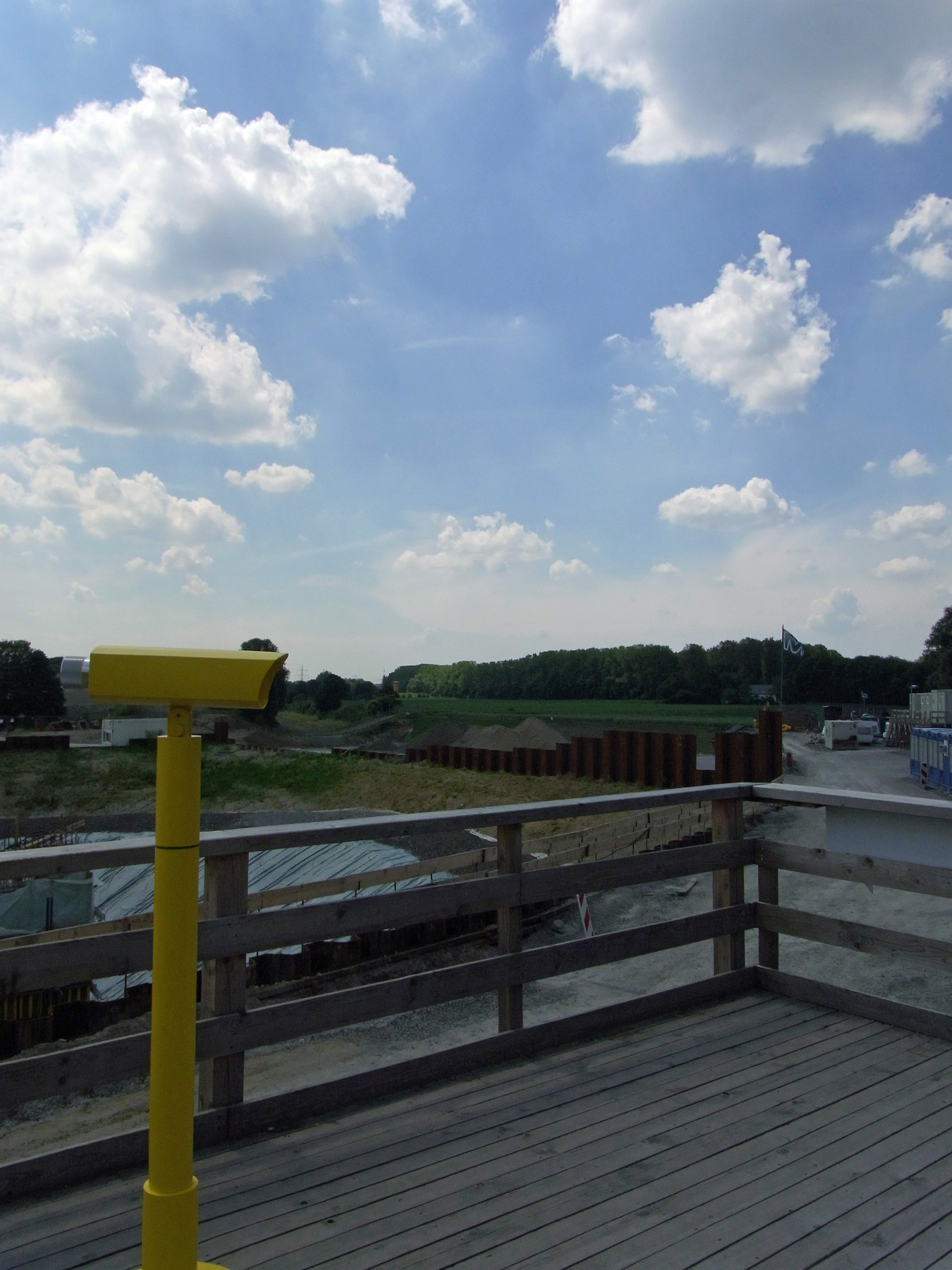
Connecting Views am Wasserkreuz Castrop-Rauxel
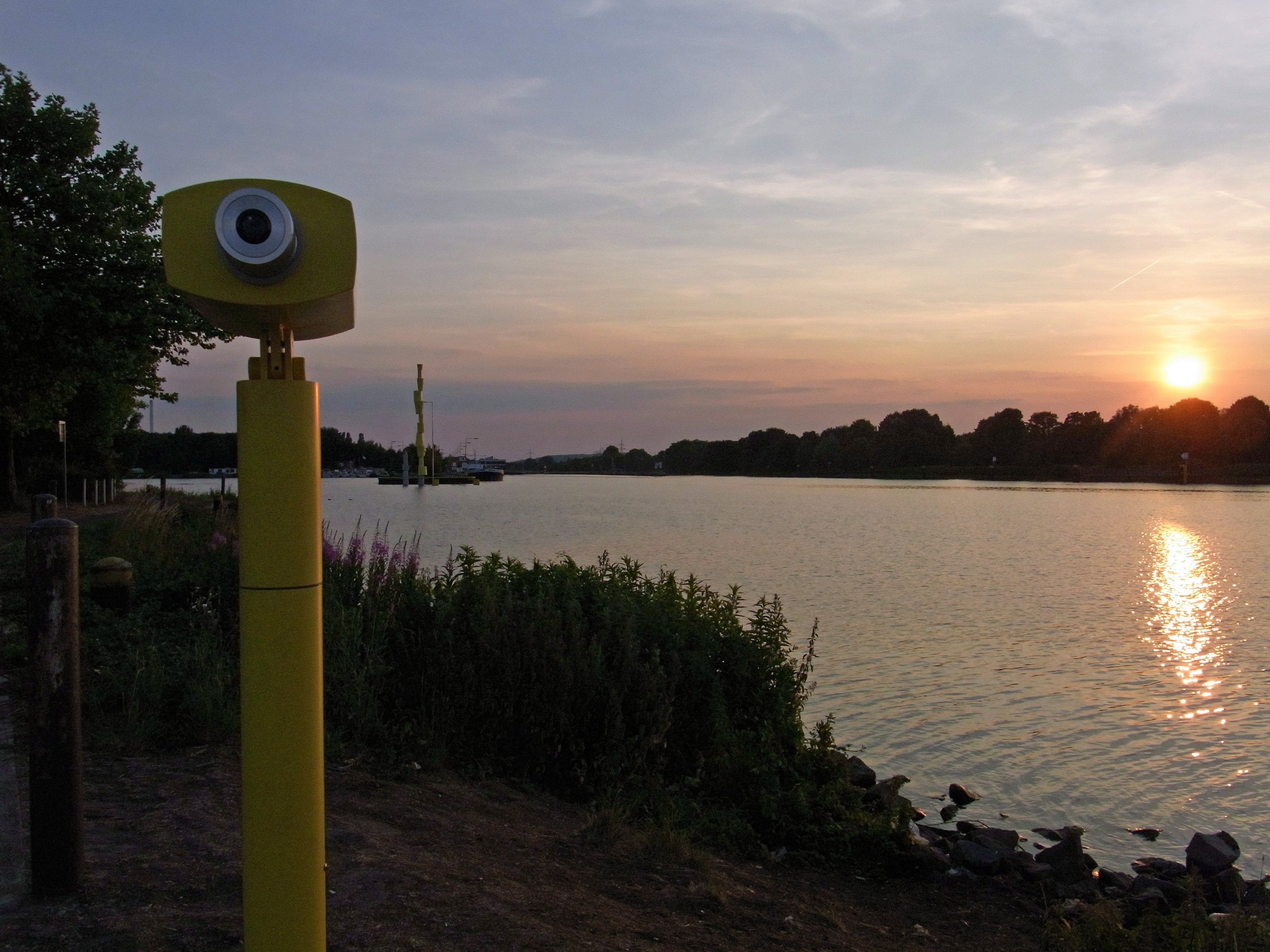
Connecting Views am Herner Meer
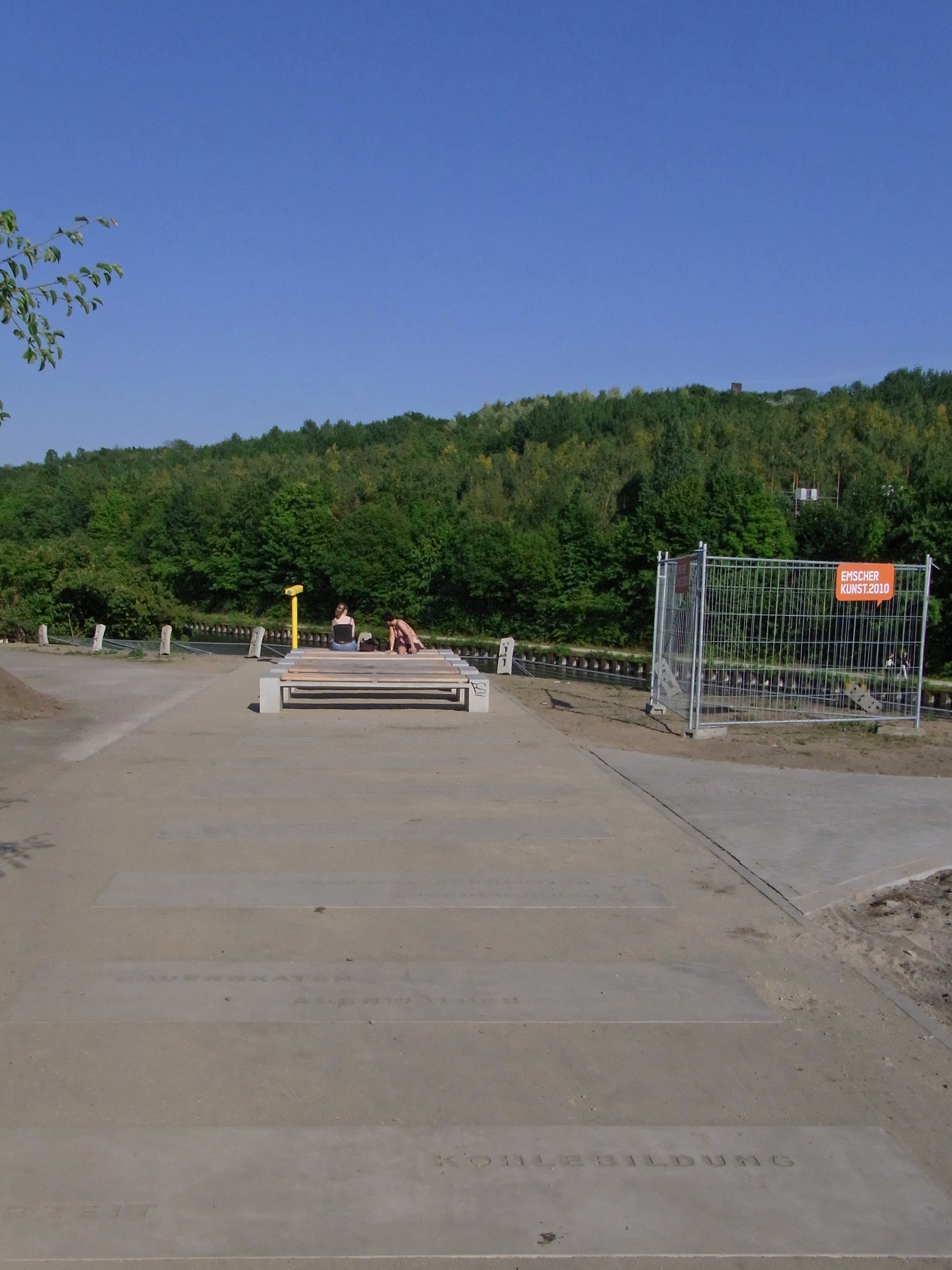
Connecting Views blickt zur Schurenbachhalde
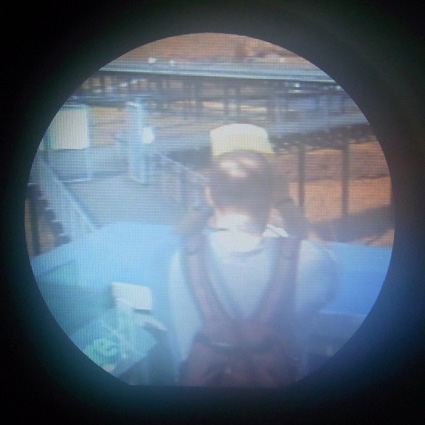
Überraschende Ausblicke

### 3 Kasperltheaterstücke für das Ruhrgebiet

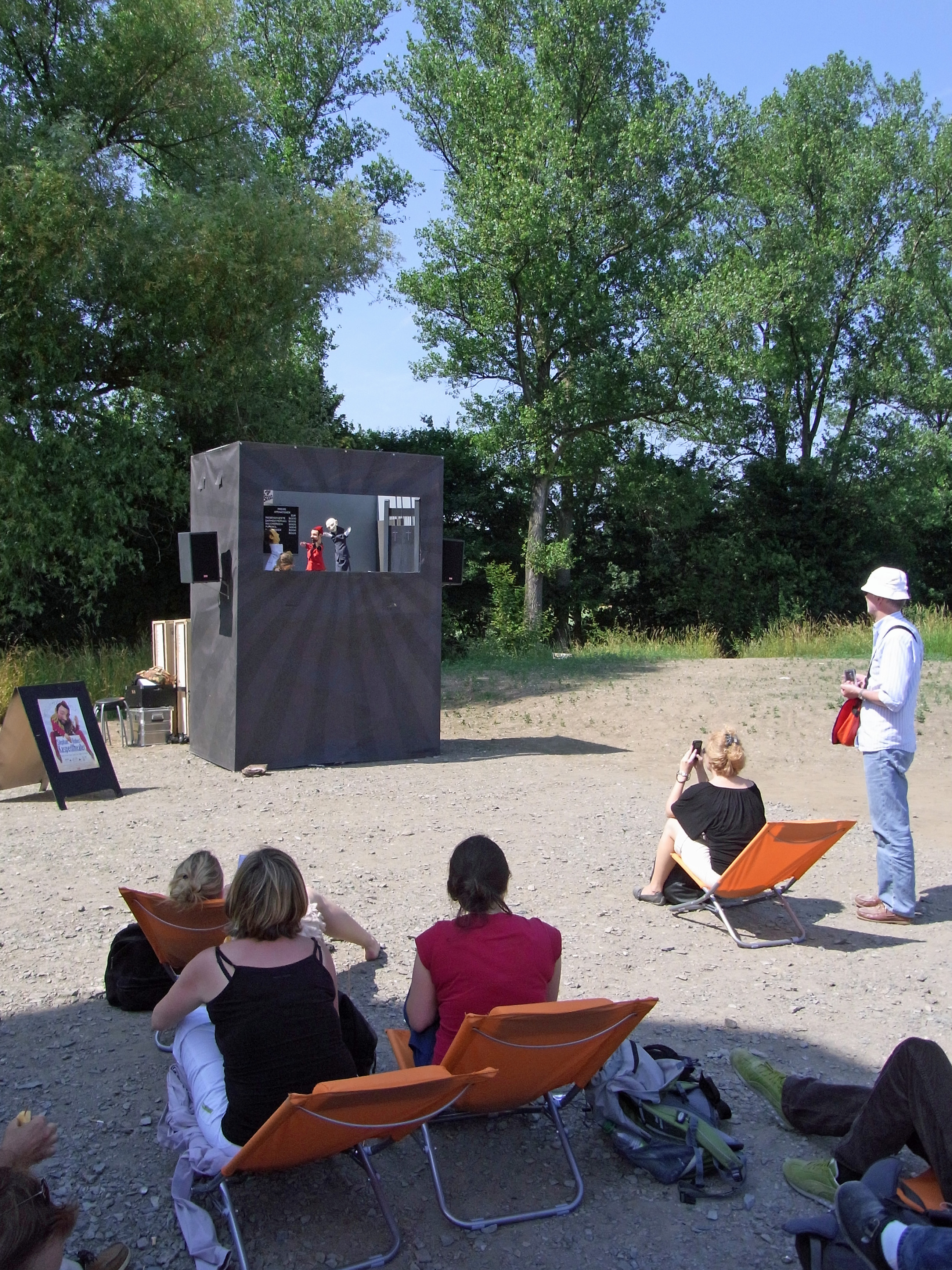
Kasperltheater für das Ruhrgebiet

An insgesamt 80 verschiedenen Standorten auf der Emscherinsel und auf öffentlichen Plätzen in den angrenzenden Städten wurden drei volkstümlich-derbe Kasperltheater-Stücke des Münchner Künstlers Stephan Huber aufgeführt, die im Stil eines fahrenden Wanderzirkusses aus dem 19. Jahrhundert Episoden aus dem Alltagsleben, aber auch aus dem Kunstsystem aufs Korn nahmen.

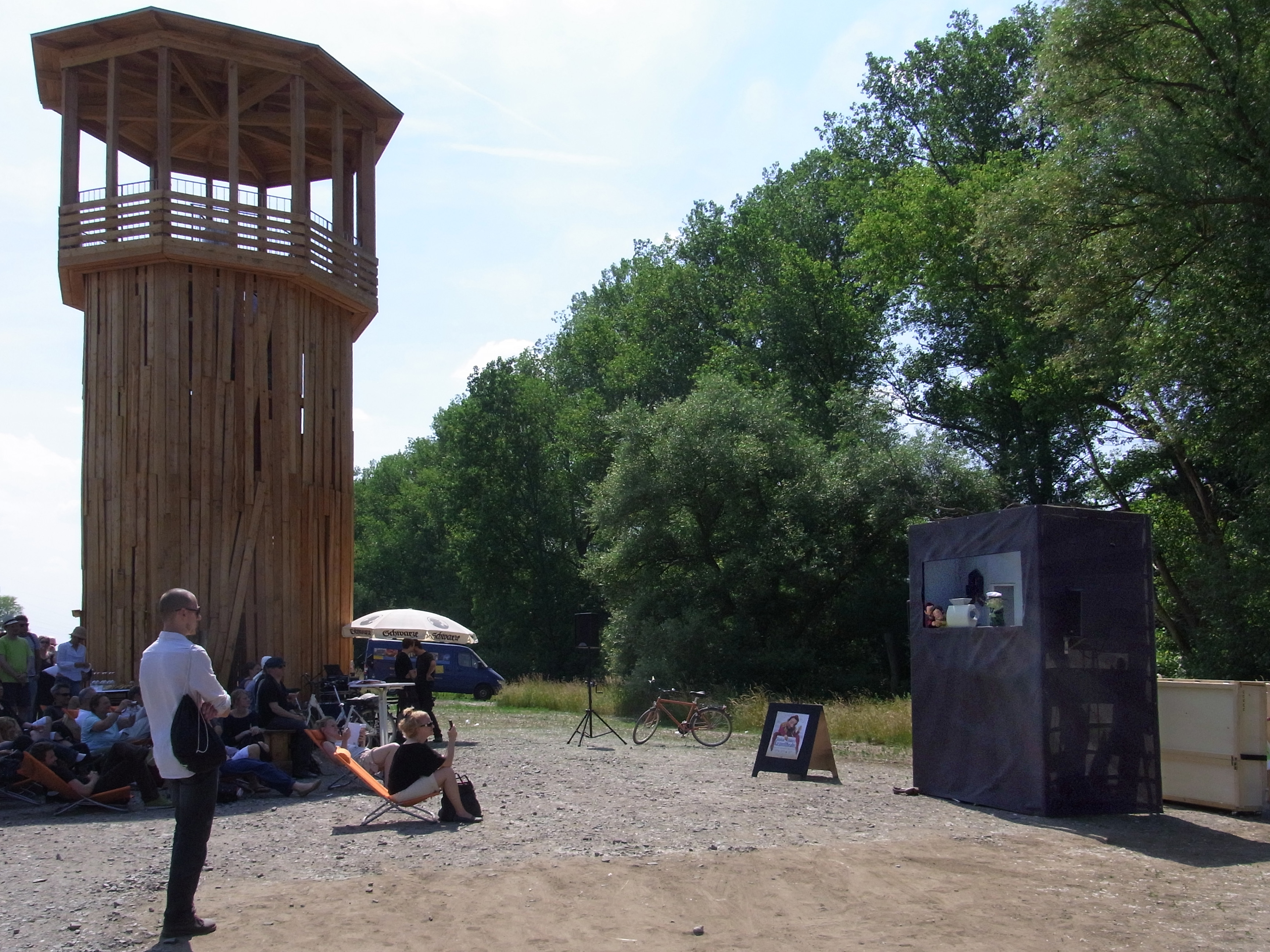
Aufführung am Walkway and Tower

## Beteiligte Künstler

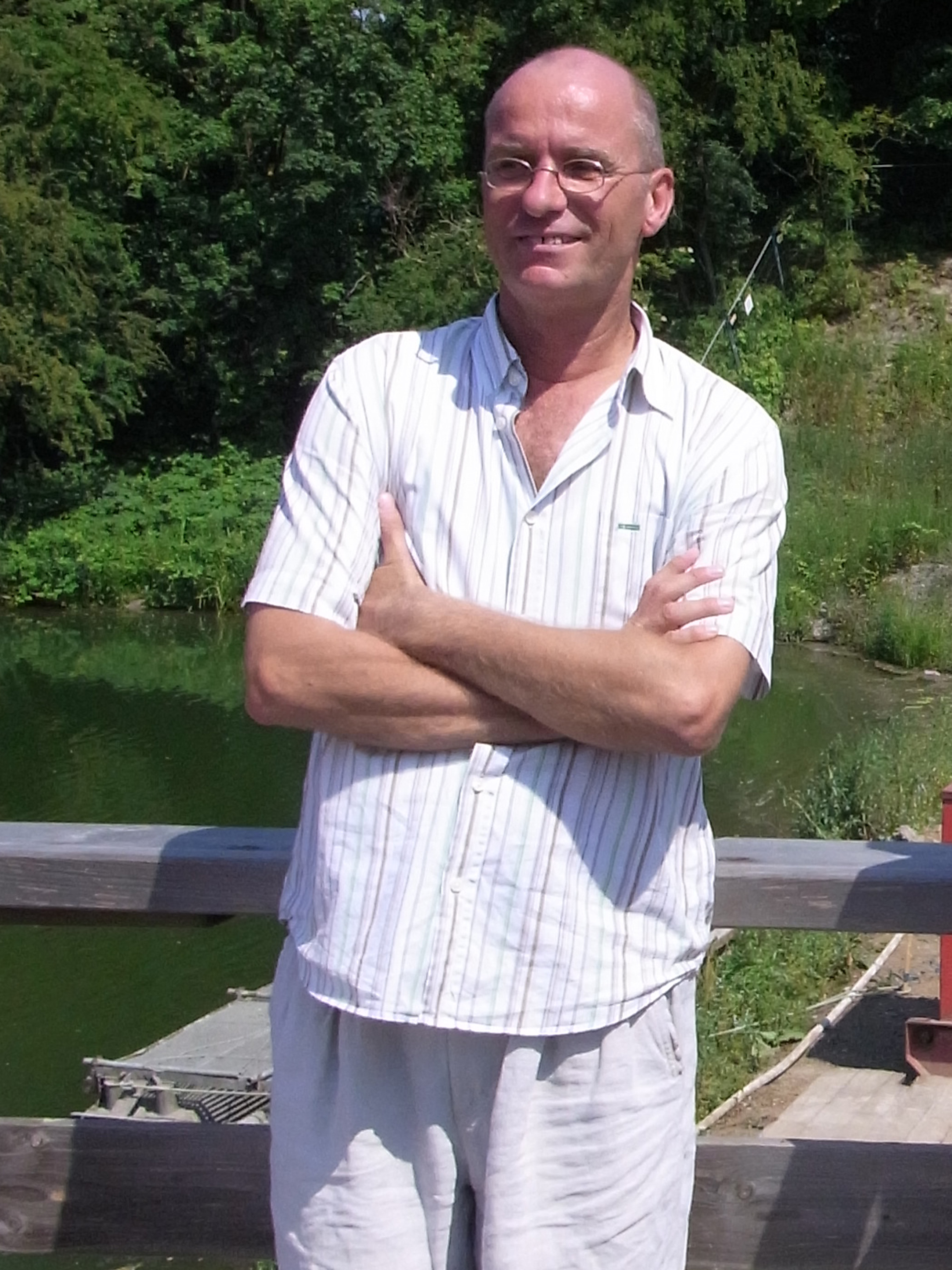
Florian Matzner

Florian Matzner ist der Kurator der Ausstellung.
- Monica Bonvicini (1965 in Venedig, lebt in Berlin und Los Angeles)
- Mark Dion (1961 in New York, lebt dort und in Beach Lake)
- Bogomir Ecker (1950 in Maribor, lebt in Düsseldorf)
- Ayşe Erkmen (1949 in Istanbul, lebt dort und in Berlin)
- Douglas Gordon (1966 in Glasgow, lebt dort, in Berlin und in New York)
- Jeppe Hein (1974 in Kopenhagen, lebt dort und in Berlin)
- Eelco Hooftman (GROSS.MAX, 1995 gegründet in London)
- Stephan Huber (1952 in Lindenberg, lebt in München)
- Tadashi Kawamata (1953 in Hokkaido, lebt in Tokio und Paris)
- Mischa Kuball (1959 in Düsseldorf, lebt dort)
- Bülent Kullukcu (1971 in Markt Indersdorf, lebt in München)
- Kunstakademie Münster
- M+M (Marc Weis, 1965, und Martin De Mattia, 1963, leben in München)
- Rita McBride (1960 in Des Moines, lebt in Düsseldorf und New York)
- N 55 (1994 gegründet in Kopenhagen)
- Florian Neuner (1972 in Wels, lebt in Berlin)
- Olaf Nicolai (1962 in Halle, lebt in Berlin)
- Observatorium (1998 gegründet in Rotterdam)
- Piet Oudolf (1944 in Haarlem, lebt in Hummelo)
- Marjetica Potrc (1953 in Ljubljana, lebt dort)
- Eva Pfannes / Sylvain Hartenberg (Ooze Architects, 2003 Paris und Rotterdam)
- Tobias Rehberger (1966 in Esslingen, lebt in Frankfurt a. M.)
- Andreas Strauss (1968 in Wels, lebt in Ottensheim und Wien)
- Silke Wagner (1968 in Göppingen, lebt in Frankfurt a. M.)
- Lawrence Weiner (1942 in Bronx N.Y., lebt in New York)

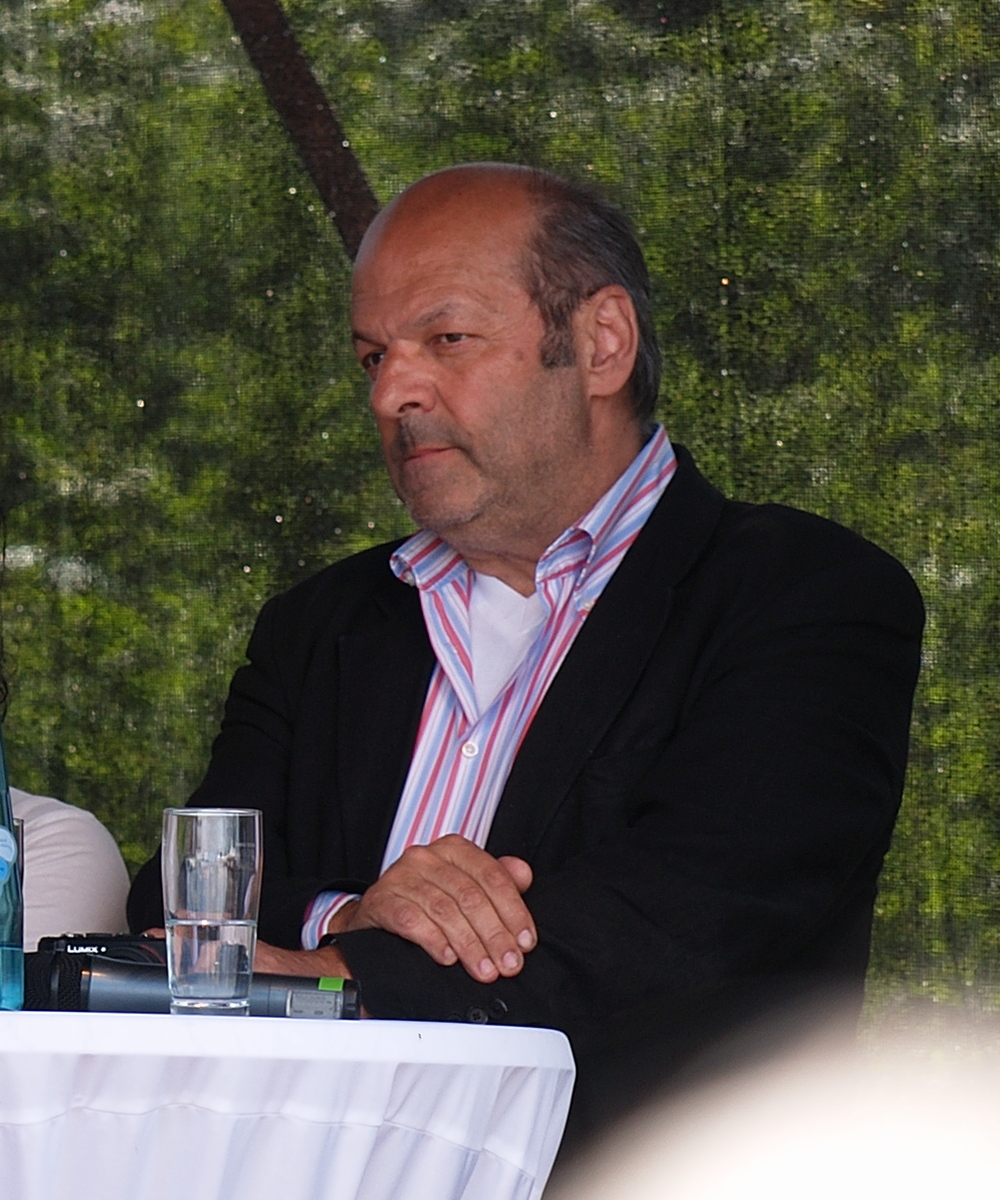
Bogomir Ecker
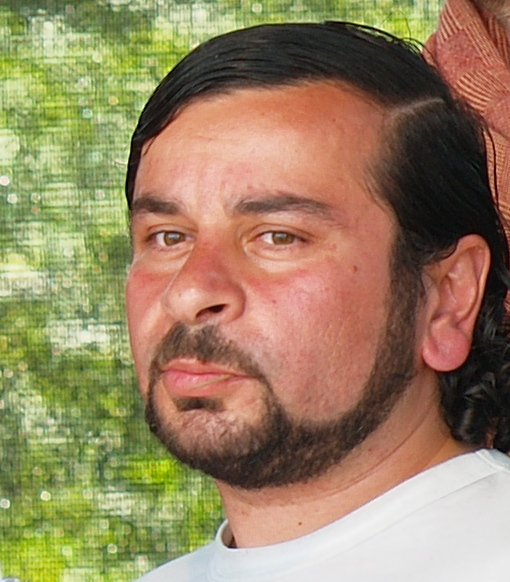
Bülent Kullukcu
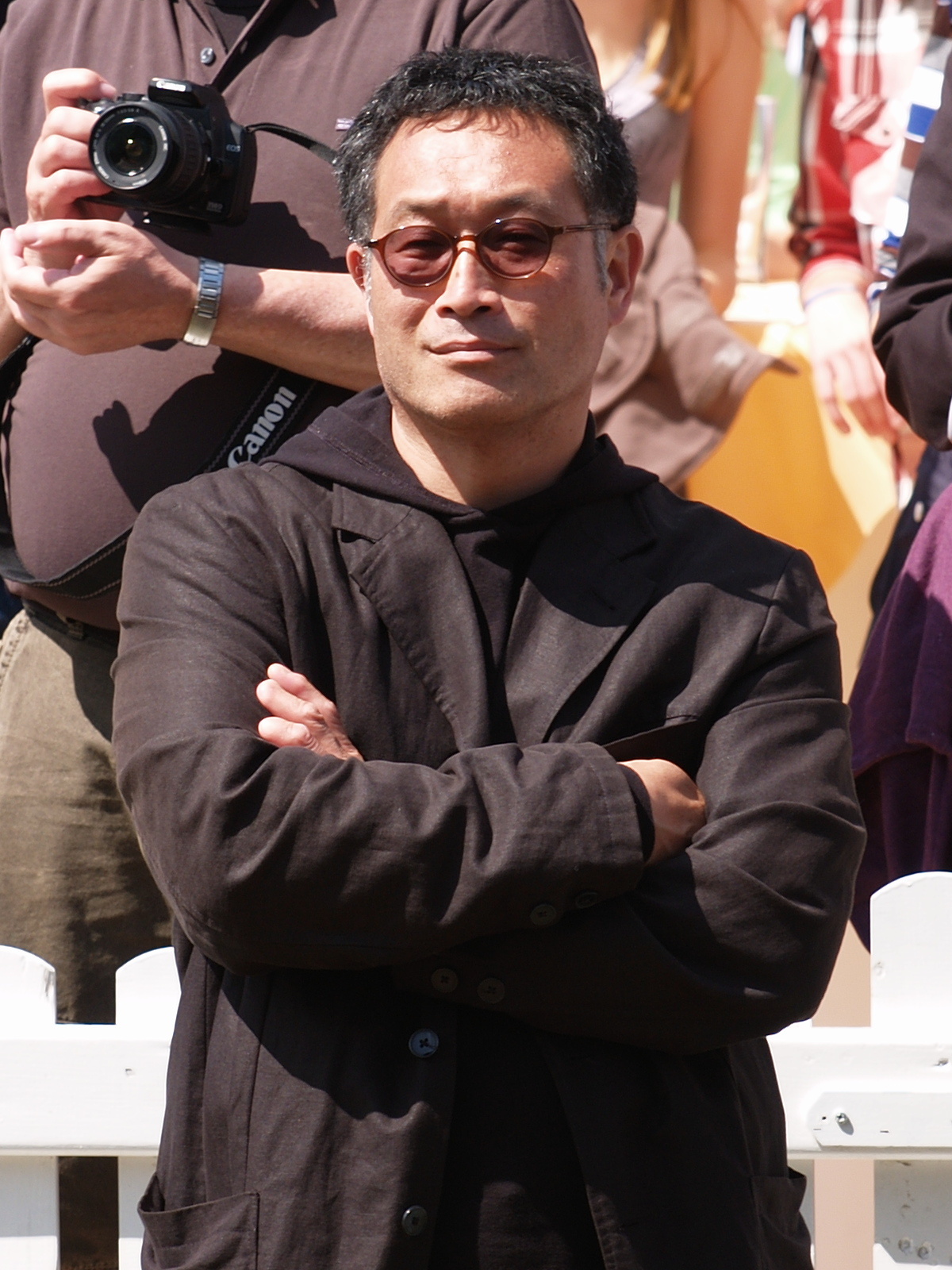
Tadashi Kawamata
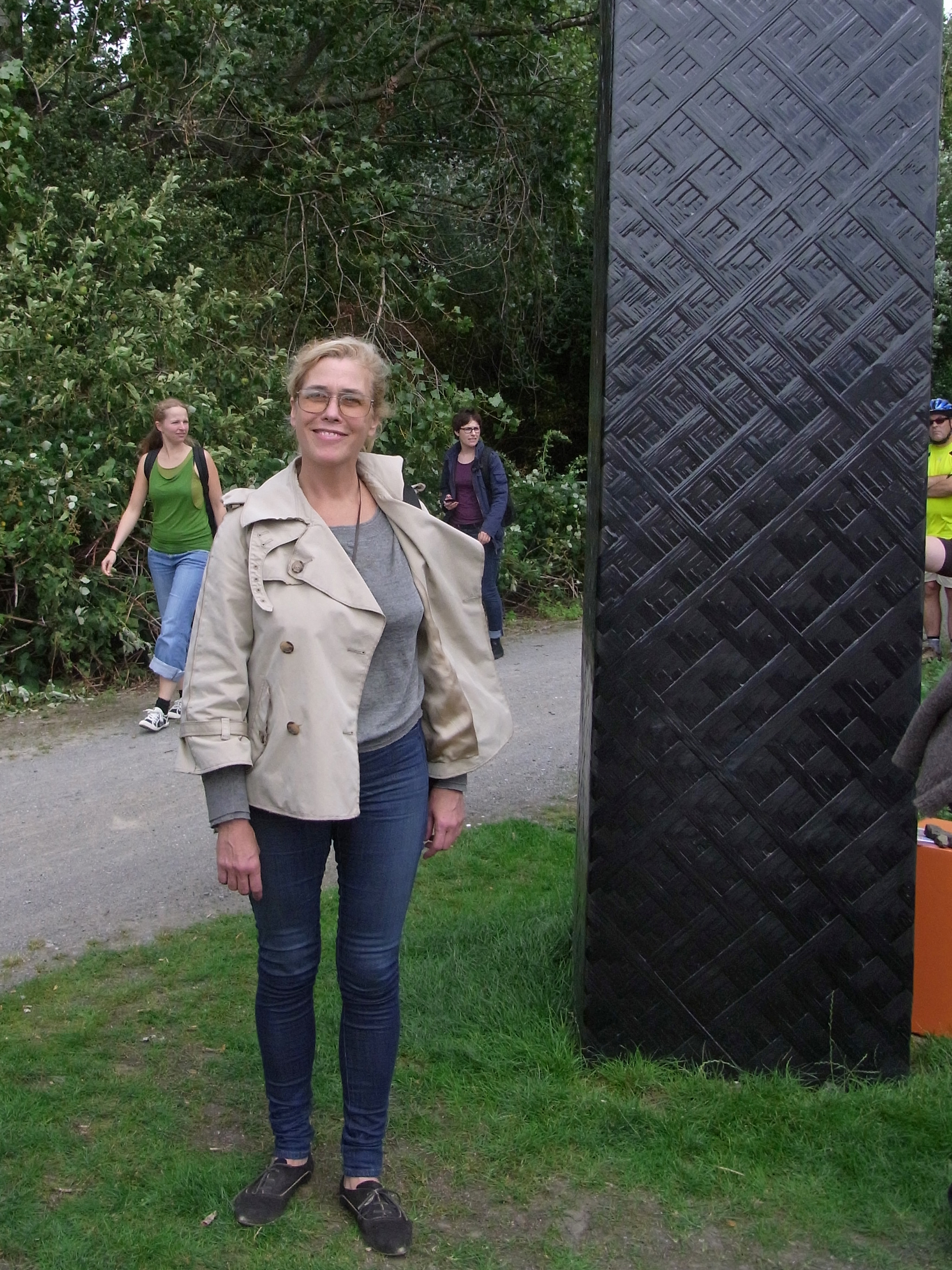
Rita McBride
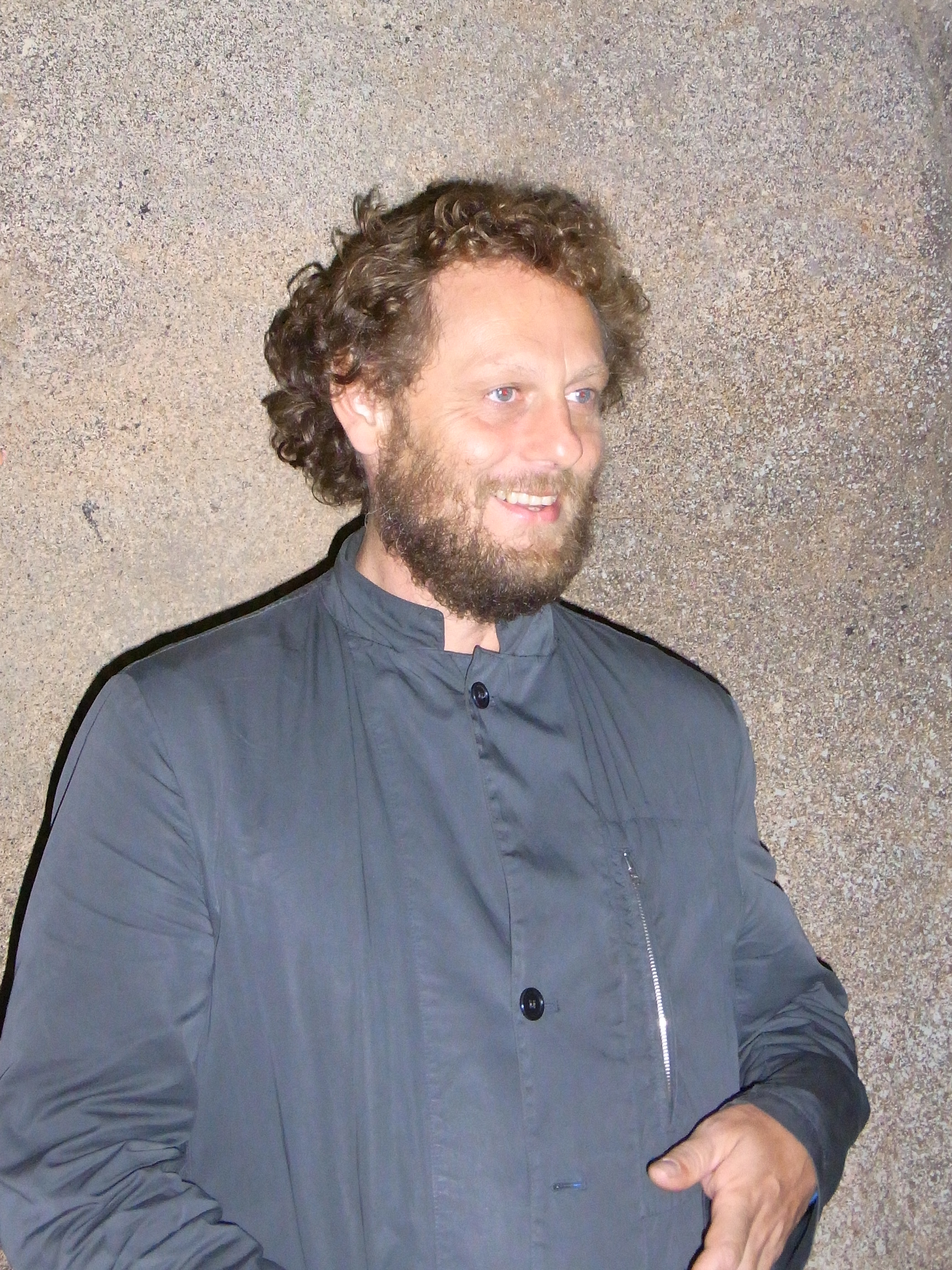
Olaf Nicolai
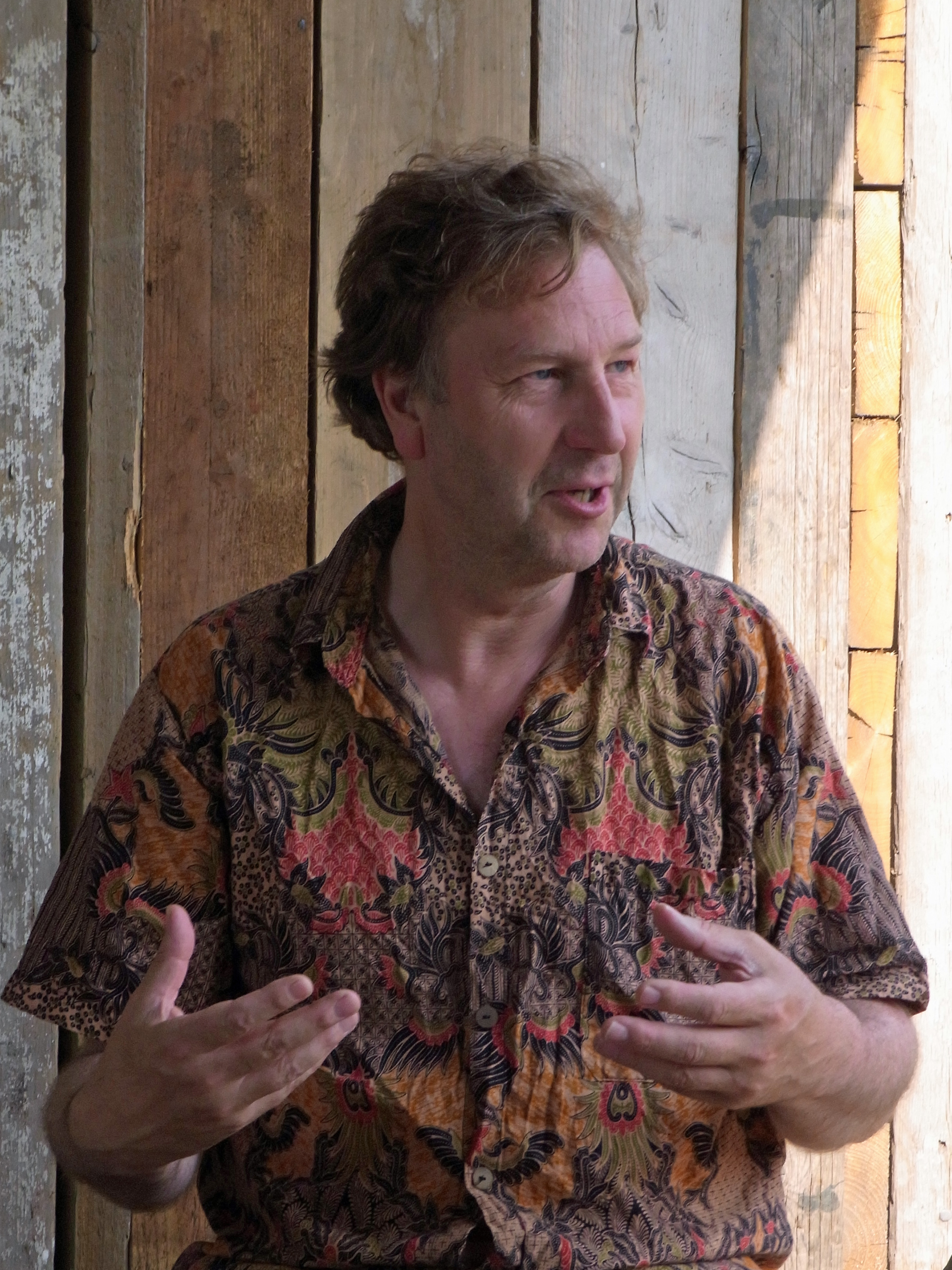
Andre Dekker von der Gruppe Observatorium
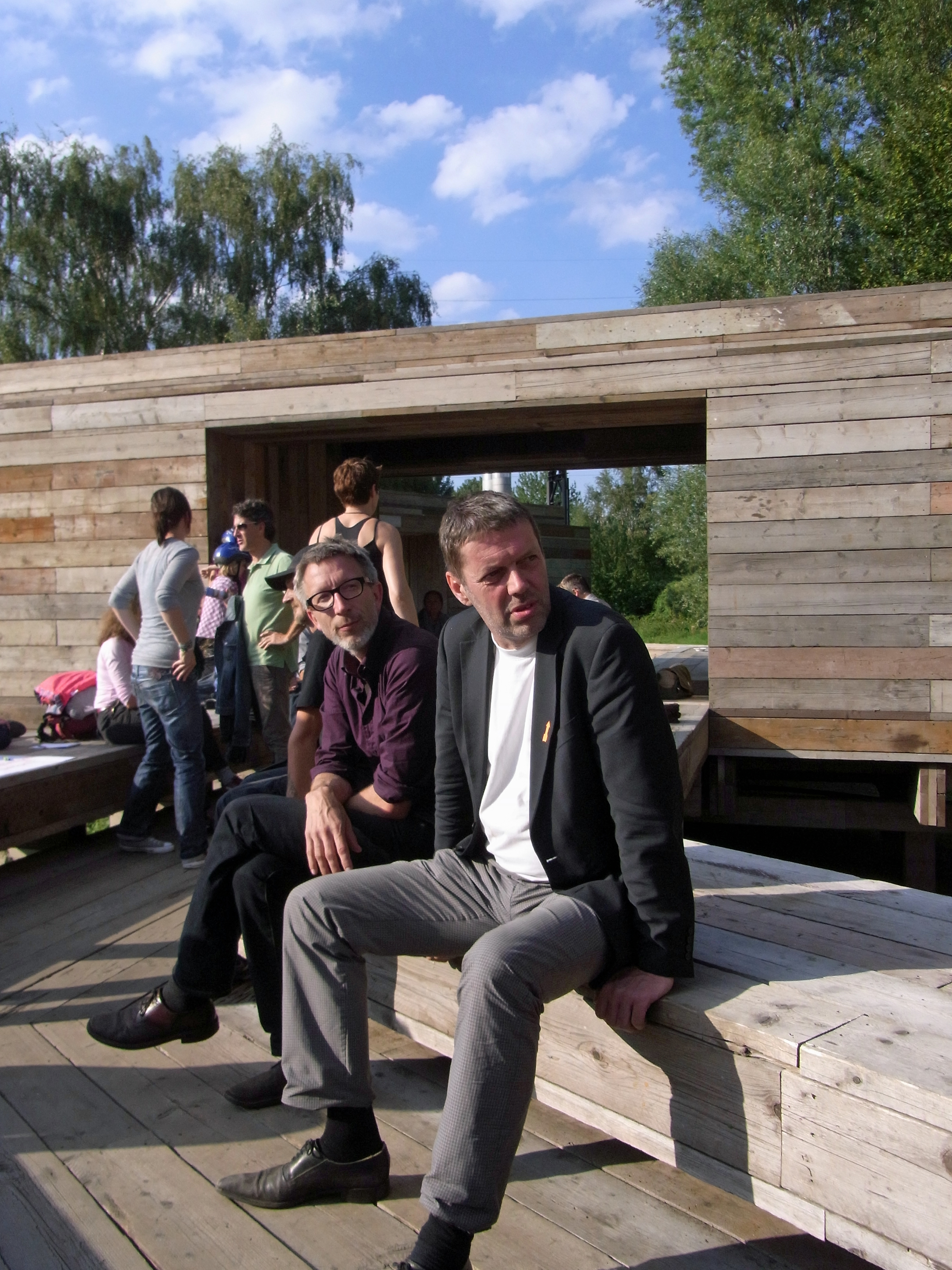
Geert van der Camp und Ruud Reutlingsperger von der Gruppe Observatorium
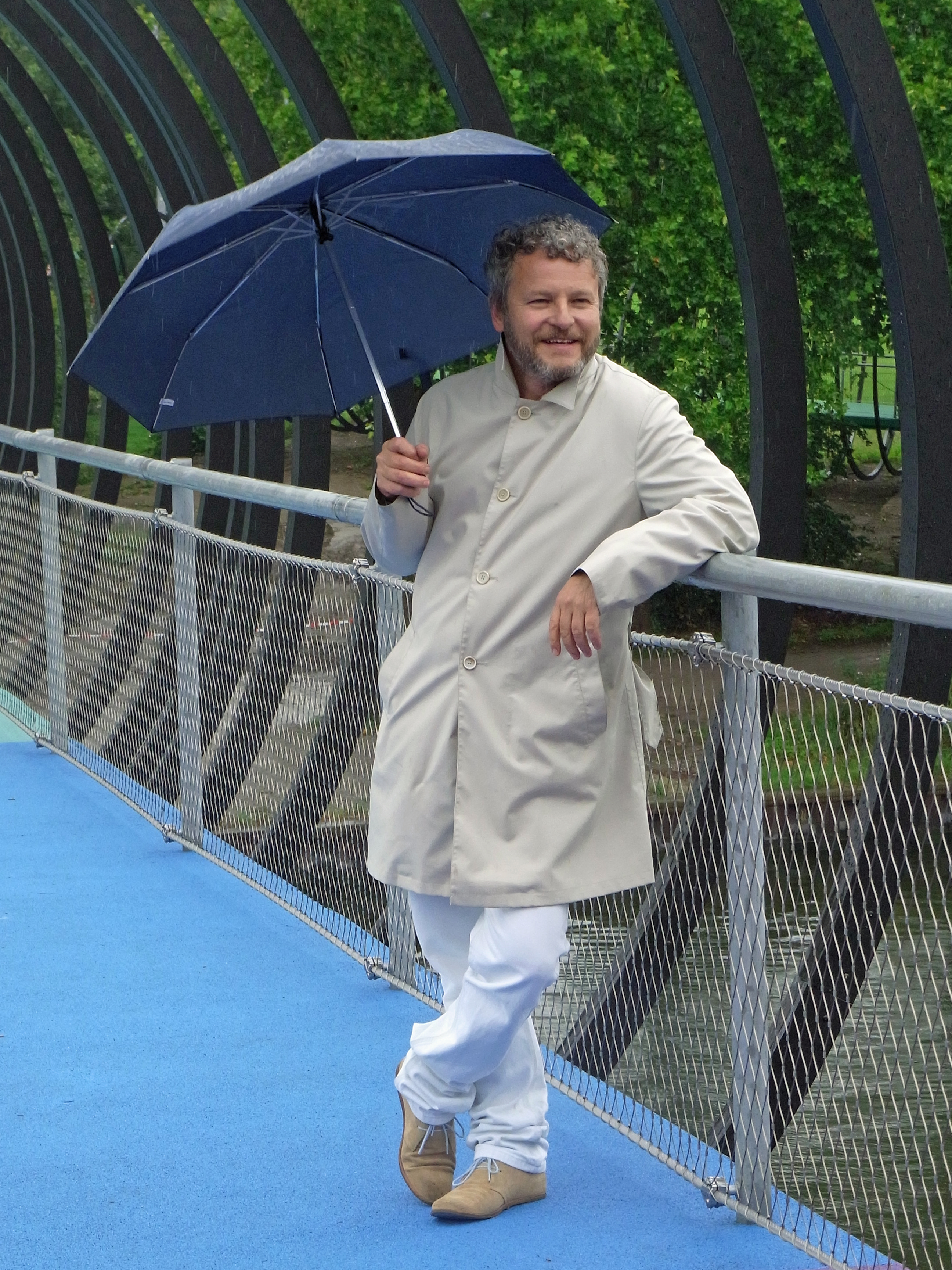
Tobias Rehberger
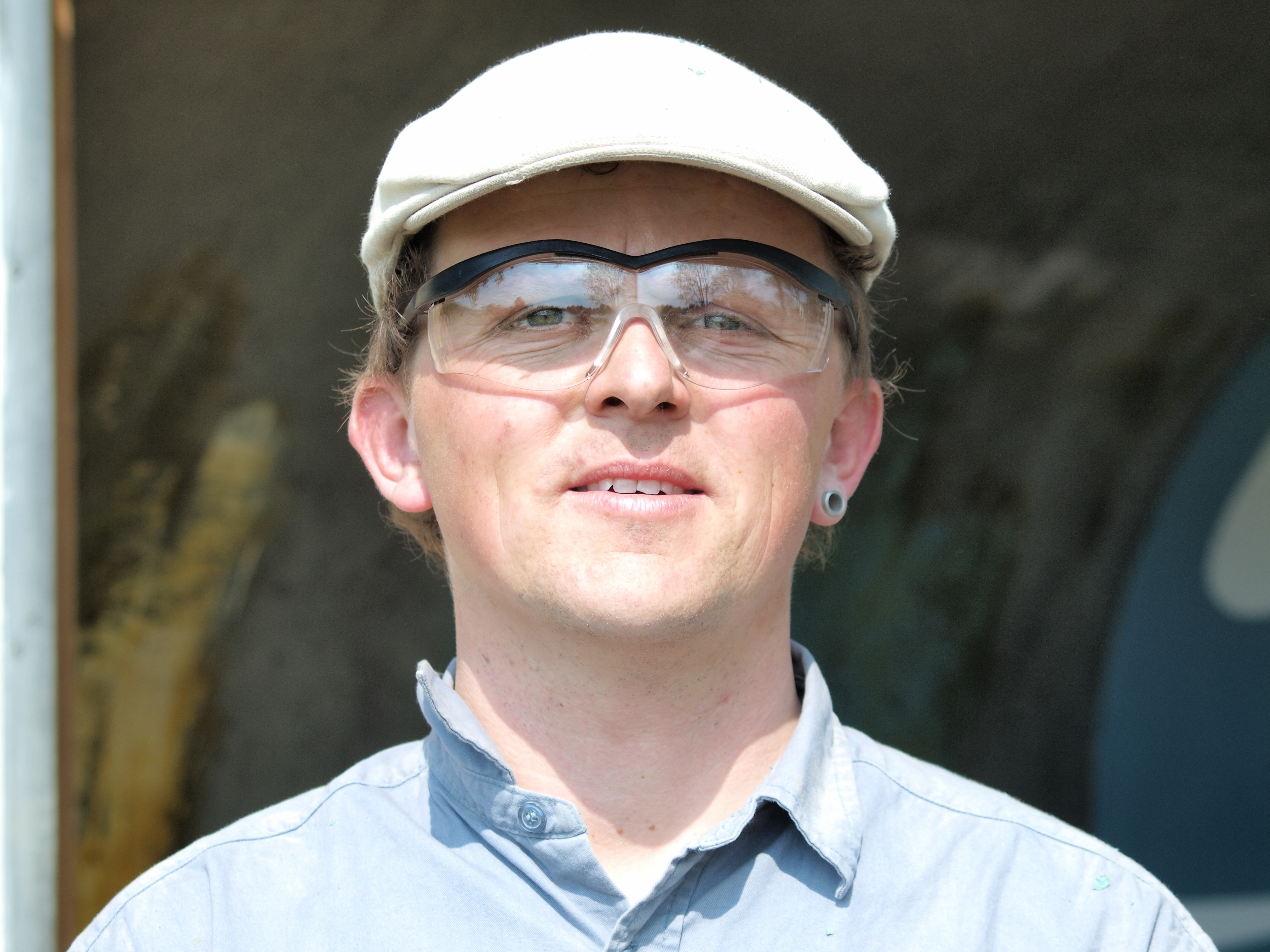
Andreas Strauss
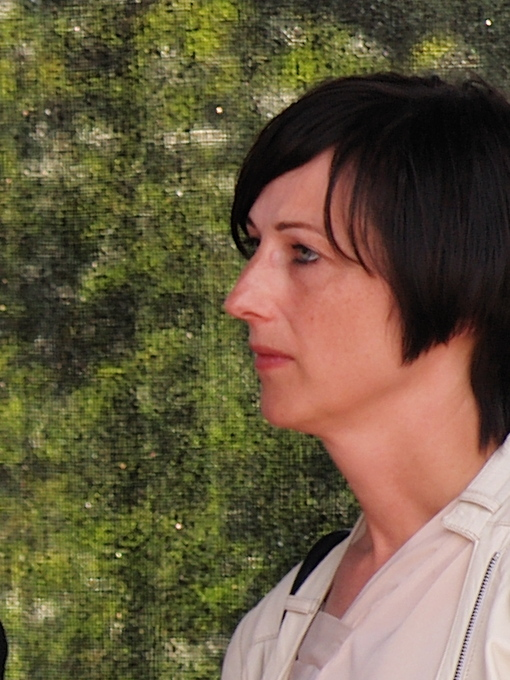
Silke Wagner

## Finanzierung
Finanziert wird das rund 6 Millionen Euro teure Projekt (2,4 Mio. alleine für die Fußgängerbrücke in Oberhausen) durch Mittel der Staatskanzlei, des Ministeriums für Umwelt und Naturschutz, Landwirtschaft und Verbraucherschutz NRW und des Ministeriums für Bauen und Verkehr NRW sowie aus EU-ZIEL2-Mitteln (Ökologieprogramm im Emscher-Lippe-Raum ÖPEL). Die Kooperationspartner (Emschergenossenschaft, Regionalverband Ruhr und RUHR.2010) sowie verschiedene Hauptsponsoren der Kulturhauptstadt beteiligen sich an den Kosten.
Das Freiluftprojekt im Rahmen der Europäischen Kulturhauptstadt Ruhr wird aufgrund des Erfolgs vom Land NRW weiterfinanziert. Somit wird es 2013 eine neue, erweiterte Ausgabe der Emscherkunst geben.